# パリ
パリ市（パリし、仏: Ville de Paris）、通称パリ（仏: Paris、巴里）は、フランスの首都。イル＝ド＝フランス地域圏の首府。フランス最大の都市であり、同国の政治、経済、文化などの中心地。ロンドンと共に欧州を代表する世界都市。ルーヴル美術館を含む1区を中心として時計回りに20の行政区が並び、エスカルゴと形容される。

## 概要
市域はティエールの城壁跡に造られた環状高速道路の内側の市街地（面積は86.99km2。参考：東京都・山手線の内側は63km2、ニューヨーク市・マンハッタンは59km2）、および、その外側西部のブローニュの森と外側東部のヴァンセンヌの森を併せた形となっており、面積は105.40km2。ケスタ地形を呈するパリ盆地のほぼ中央に位置し、市内をセーヌ川が貫く。この川の中州であるシテ島を中心に発達した。市内の地形は比較的平坦であるが、標高は最低でセーヌ川沿いの35メートル、最高でモンマルトルの丘の130メートルである。北緯49度とやや高緯度に位置するが、温かい北大西洋海流と偏西風によって1年を通して比較的温暖となっており、西岸海洋性気候の代表的な都市である。
EUを代表する大都市として君臨し、アメリカのシンクタンクが2020年に発表した総合的な世界都市ランキングにおいて、ロンドン、ニューヨークに次ぐ世界3位の都市と評価された。日本の民間シンクタンクによる2023年発表の「世界の都市総合力ランキング」では、ロンドン、ニューヨーク、東京に次ぐ世界4位の都市と評価された。世界500大企業の本社数では、ニューヨークやロンドンを凌ぎ、西洋の都市では最多である。2021年のイギリスのシンクタンクの調査によると、世界10位の金融センターと評価されており、EU圏内では首位である。
パリは世界屈指の観光都市である。歴史的な建物を観ることができ、ルーヴル美術館、ポンピドゥーセンターなどをはじめとした一流の美術館で膨大な数の一流の美術品を観賞できる。また世界最古のバレエ団や、世界でもっとも古くから存在している劇団などの公演を楽しむこともできる。
パリ出身者・居住者は男性がパリジャン（仏: Parisien、フランス語発音: [parizjɛ̃] パリズィヤン）、女性がパリジェンヌ（仏: Parisienne、フランス語発音: [parizjɛn] パリズィエンヌ）と呼ばれる。1960年代以降、旧植民地であったアフリカ北部・中西部やインドシナ半島、さらに近年は中近東や東欧、中国などからの移民も増え、パリジャン・パリジェンヌも多民族・多人種化している。
市域人口は1950年代の約290万人を絶頂に減少し続けたが、ここ数年は微増傾向に転じており、2011年現在で約225万人である（INSEEによる）。2011年の近郊を含む都市的地域の人口では1,200万人を超えており、EU最大の都市部を形成している。

### 標語
パリ市の標語は「たゆたえども沈まず（ラテン語: Fluctuat nec mergitur, フランス語: il est battu par les flots mais ne sombre pas）であり、これはパリの紋章の下部に書かれている。もともと水運の中心地だったパリで、水上商人組合の船乗りの言葉だったが、やがて戦乱、革命など歴史の荒波を生き抜いてきたパリ市民の象徴となっていった。この標語は特に2015年のパリ同時多発テロ事件の直後、パリの街角に多数掲げられた。

### 地名の語源
語源はParisii（パリシイ、パリースィイとも。複数形。単数形はParisius「田舎者、乱暴者」）で、ローマ人が入ってくる以前からの先住民であるケルト系部族の、ローマ側からの呼称である。欧州の言語の中で古い時代の痕跡をとどめているギリシャ語ではΠαρίσι（パリーズィ）、イタリア語で Parigi（パリージ）と発音される。フィンランド語で Pariisi（パリースィ）と発音されるのはこれに由来しているという説がある。ルーテティア（・パリースィオールム）Lutetia（Parisiorum）、 「パリシイ族の、水の中の居住地」（シテ島のこと）とも呼ばれていた。

## 地理

凱旋門
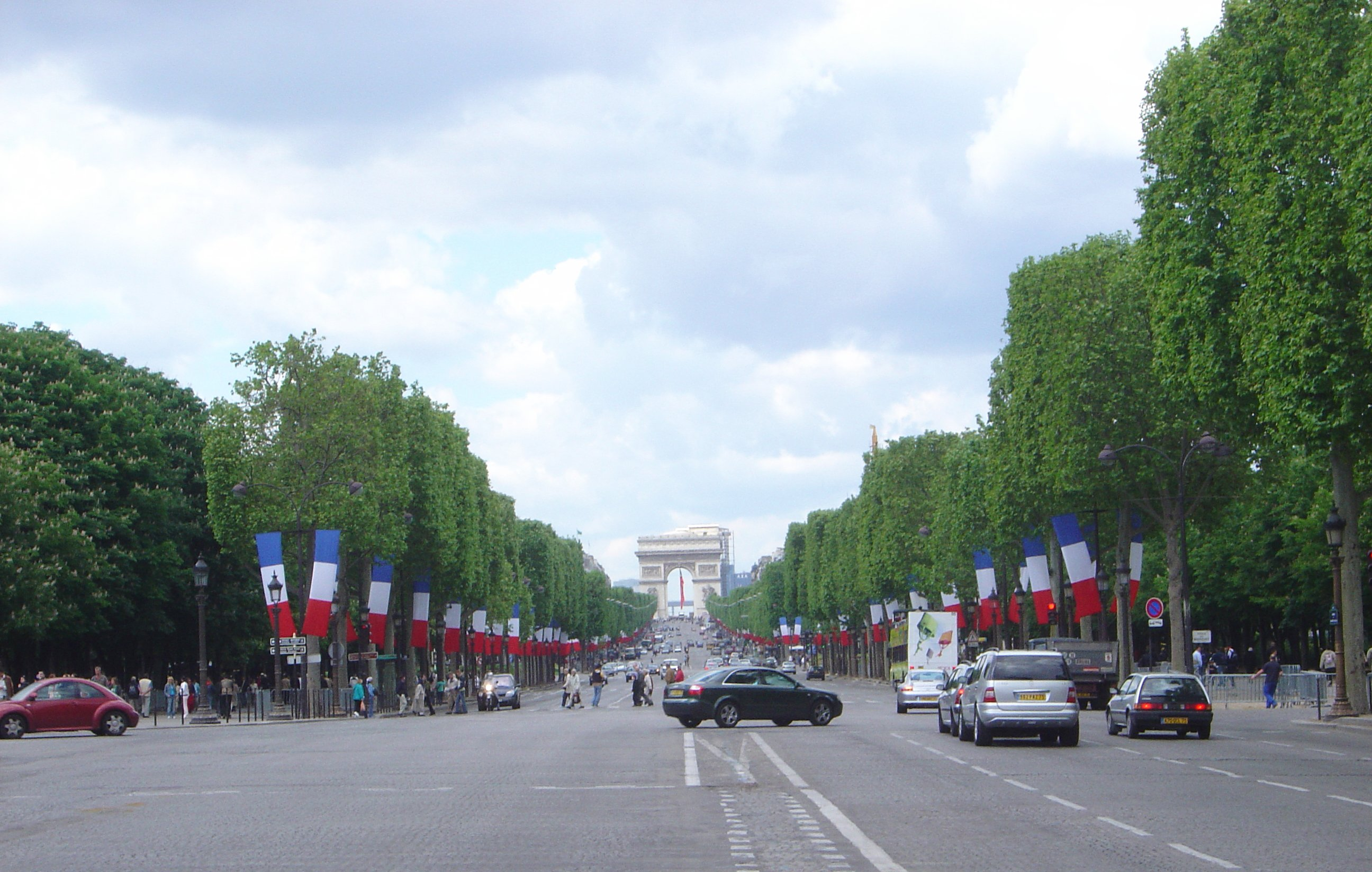
シャンゼリゼ通り
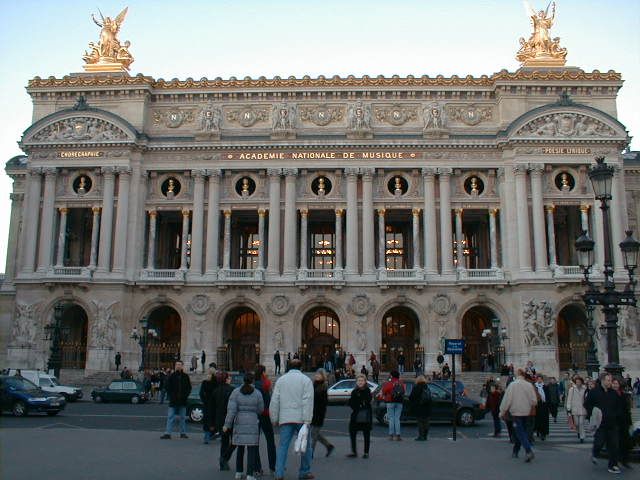
オペラ・ガルニエ（オペラ座）
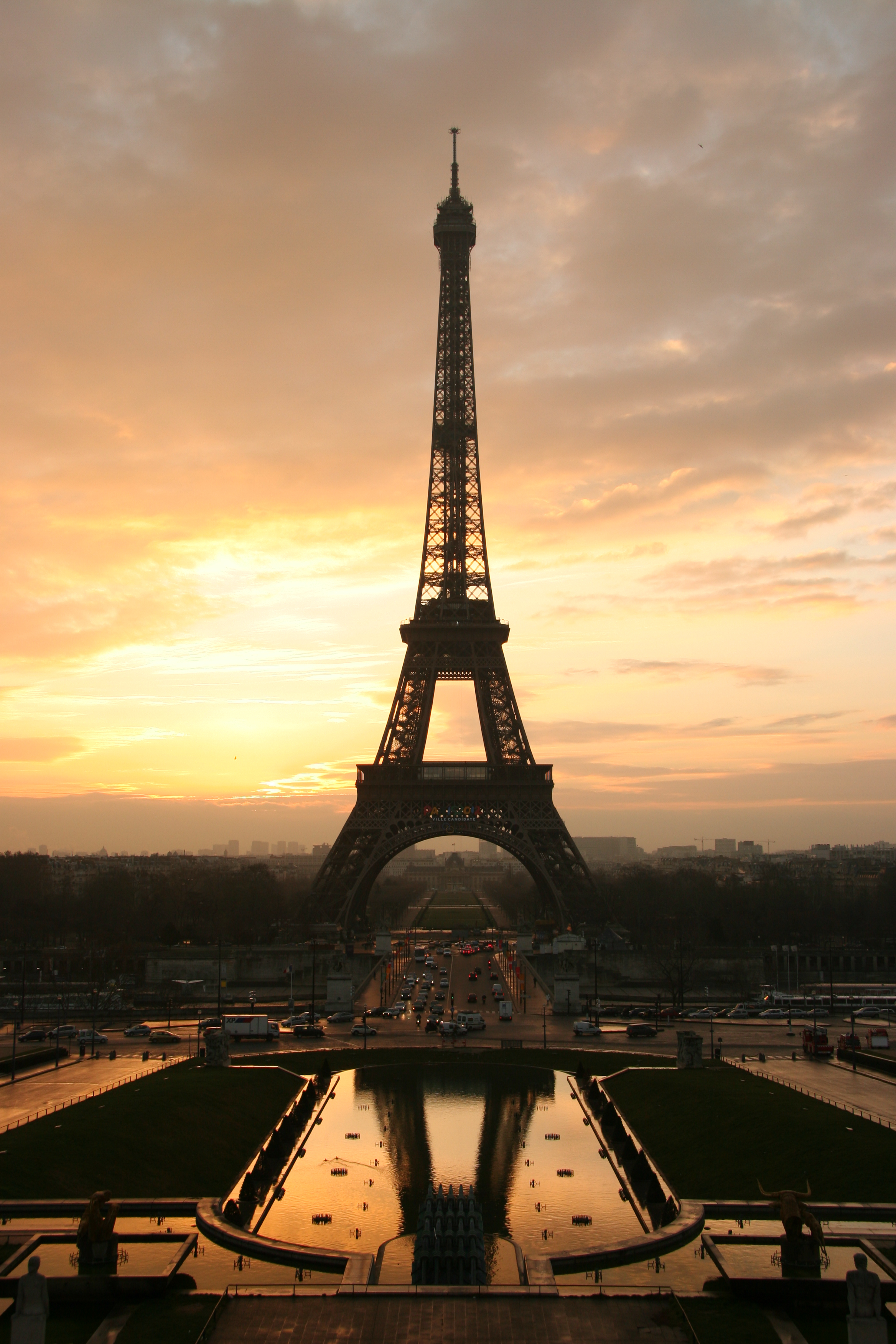
エッフェル塔

### 地域

#### 右岸
シャンゼリゼ通り（8区）
凱旋門からテュイルリーまで続く、パリを代表する目抜き通り。パリの歴史軸を構成する。交差するモンテーニュ通りとジョルジュ＝サンク通りとに区切られた三角地帯は俗にラグジュアリー関連の「ゴールデン・トライアングル」と呼ばれている。
サントノレ通り（1区）
同通りからフォーブール＝サントノレ通りに至る周辺界隈は、フランスのハイ・ブランドやラグジュアリーの本店が並ぶ、世界屈指の高級ブランド店街。ヴァンドーム広場、コンコルド広場、ルーヴル美術館、テュイルリー庭園に囲まれたパリ中心部の通り。8区内でシャンゼリゼ通りと並走するフォーブール＝サントノレ通りに続いていく。
シテ島（1区、4区）
パリ発祥の地であり、ノートルダム大聖堂など歴史的建造物も多い。
パッシー（16区）
高級住宅地。サン＝ルイ島（4区）、アンヴァリッド（7区）が手狭なため、高級住宅地はパッシー、ヌイイ＝シュル＝セーヌとパリ西部に拡大していった歴史を持つ。
オペラ界隈（2区、9区）
デパートや高級洋服店、銀行などが立ち並び、日本料理店や日本の生活雑貨店が並ぶ日本人街でもある。実際の在仏日本人が比較的多く住むのは15区や16区など。「パリの日本人コミュニティ」も参照。
マレ（3区、4区）
貴族の館が集中して残る地域であり、現在は裕福なユダヤ系住民が多く住む。美術館や画廊も多い。お洒落なゲイの集まる地域でもある。
バスティーユ（4区、11区、12区の各境）
フランス革命の発端となった場所として有名だが、今では若者が集まる歓楽街となっている。オペラ・バスティーユもある。
オベルカンフ（11区）
同じく歓楽街だが、比較的新しい。テクノ音楽やゲームなど新しい文化を紹介する場として認識され、アニメ店なども複数見られる。
ピガール、ブランシュ（18区）
モンマルトルのふもとに位置する。高級キャバレー「ムーラン・ルージュ」があるが、その他は怪しげなキャバレーやいかがわしいセックス店が多く並ぶ性的歓楽街でもある。昔から猥雑な界隈であり、永井荷風の「ふらんす物語」にも描かれている。
モンマルトル（18区）
パリを見下ろす高台。パリ市に編入されたのは1860年以後だが、現在ではパリを代表する名観光地となっている。2001年のフランス映画『アメリ』の舞台にもなった。サクレ・クール寺院が一番の高台にそびえ、そこから西側へ行くにつれテルトル広場やムーラン・ド・ラ・ギャレットなど観光名所が多く並ぶ。寺院東側は観光地ではなくアフリカ系移民が多く暮らすシャトー・ルージュ地区。
ベルシー（12区）
昔は倉庫街だったが今は再開発が進み、フランス財務省やベルシー公園、ワイン倉庫街を改造したレストラン街・商店街などが新しい観光地となっている。
ベルヴィル（19区、20区）
もともとはパリ郊外のコミューンだったが、1860年にパリに編入された。ピエ・ノワール（コロン）、東欧系南欧系ヨーロッパ人から始まり、現在ではアラブ系、アフリカ系、ユダヤ系（労働者系）、旧仏印出身者、中国系（華僑）に至るまで、おもに労働者系の多くの移民が暮らす地域である。安くて異国的なレストランなどが集中する。名前とは裏腹に雑多で庶民的な界隈であるが、近年ベルヴィル公園が整備され、再開発が進んでいる。エディット・ピアフの生地でもある。トルビヤック地区に次いで、1970年代以降パリ第2の中華街が形成されつつある。
バルベス（18区）
ベルヴィル、シャトー・ルージュと同じくアラブ系やアフリカ系の移民が多く暮らす。有名な安物服屋やアフリカ系商店街があり、人口密度も多く、駅前は常に混雑している。10区のパサージュ・ブラディ界隈はインド系・パキスタン系街。

#### 左岸
モンパルナス（14区）
異様な雰囲気を残す左岸の地域。
サン＝ジェルマン＝デ＝プレ（6区）
歴史的地区であり、パリ高等美術学校に近いことから画廊も多い。サルトルら哲学者が集まった場所として有名な2軒の喫茶店がある。カルチエ・ラタンに隣接する。
カルチエ・ラタン（5区、6区）
ソルボンヌ大学をはじめ大学が集中しており、昔から学生街として有名。カルチエは「地区」、ラタンとは「ラテン語」のことであり、「ラテン語を話す、教養のある学生が集まる地区」という意味が語源。羅典区。
エッフェル塔とシャン・ド・マルス公園（7区）
パリを代表する観光名所としてあまりに有名。セーヌ川の観光船のうち有名な2つの船の発着点ともなっており、観光客が集中する。
トルビアック（13区）
いわゆる中華街だが実際はベトナム系が多く、中華・ベトナム料理店が並ぶ。昔はゴブラン織りで栄えたが、今は高層ビルが林立する再開発地域である。

#### 郊外
パリの郊外にはヴェルサイユなど有名な観光地がいくつかあり、そのほとんどはパリから日帰りで往復できる。
16区 - 17区につながるセーヌ川下流の西部方面には閑静な高級住宅地が広がっている。逆に18区 - 20区からつながる北東方面は低所得層の集まる地価の安い郊外となっており、近年は犯罪増加などの問題を抱えている。フランスで単に「郊外（バンリュー）」という場合、こうした地域を婉曲的に指すことが多い。その他の方面の郊外は一般的な住宅衛星都市となっている。
パリより電車で各30分ほど離れた郊外にはいくつかの衛星都市があり、近代建築によって町の機能が整えられている。中でもラ・デファンス地区には「新凱旋門グランダルシュ」をはじめ高層ビル群が集中しており、多数の企業の支店を抱える新都心となっている。

### 地形

#### 河川

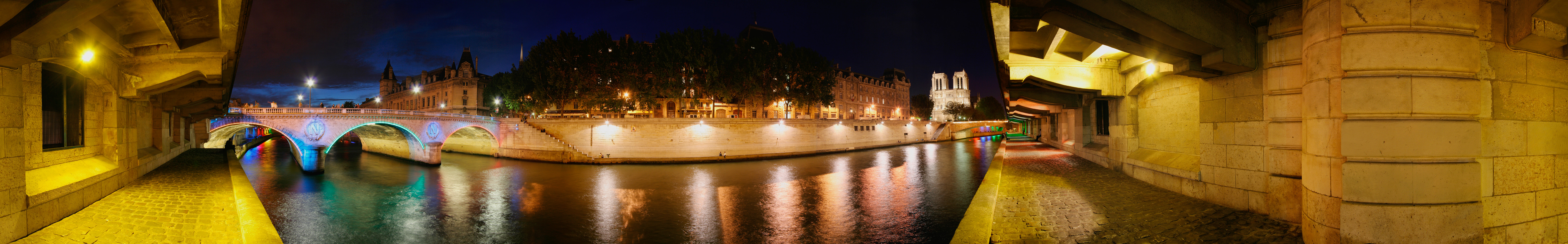
ノートルダム大聖堂付近のパノラマ

セーヌ川
パリ市内を横断する川であり、パリのセーヌ河岸は世界遺産に登録されている。パリではセーヌ川の北部を右岸（Rive Droite）、南部を左岸（Rive Gauche）という。パリ市中心部にある川中島であるシテ島は、パリ市発祥の地である。シテ島の東にもうひとつサン・ルイ島という島がある。セーヌ川は重要な運路であり、パリ市内では観光船のほか運搬船も多く行き来する。パリ市東部郊外のごく近い場所でセーヌ川とマルヌ川が合流し、ベルシーからパリに入り、途中サン・ルイ島とシテ島を抜け、アンヴァリッドのあたりで南西に折れ曲がり、そのまま15区と16区を抜けていく。パリを抜けたあとは蛇行を繰り返し、ノルマンディー地方を経て大西洋へと流れていく。パリ市内には多くの橋がかかっており、歴史やいわくのある橋も多い。詳細はセーヌ川の項を参照。
| 左：セーヌ川にかかるポン・デ・ザールとポン・ヌフ（東向き）／右：セーヌ川にかかるポンデザール（西向き） |  | 左：セーヌ川にかかるポン・デ・ザールとポン・ヌフ（東向き）／右：セーヌ川にかかるポンデザール（西向き） |
| 左：セーヌ川にかかるポン・デ・ザールとポン・ヌフ（東向き）／右：セーヌ川にかかるポンデザール（西向き） |  | |

ビエーヴル川
13区のトルビヤック地区やゴブラン地区には、セーヌ川の支流であるビエーヴル川という自然の川がかつて流れていた。エソンヌ県に端を発する小規模な川で、パリ市の直前で暗渠に入る。今はパリ市内では暗渠として完全に地下化してしまい、現在の一般の地図上でその存在を確認することはできないが、古地図などでその川の流れを見ることができる。かつてはこの川を利用してゴブラン織の染色が行われていた。国立手工芸製作所（ゴブラン織り工場）はこの川の上に存在する。現在、このビエーブル川の一部を暗渠から再び掘り返して親水公園にする計画が立ち上がっている。

#### 運河

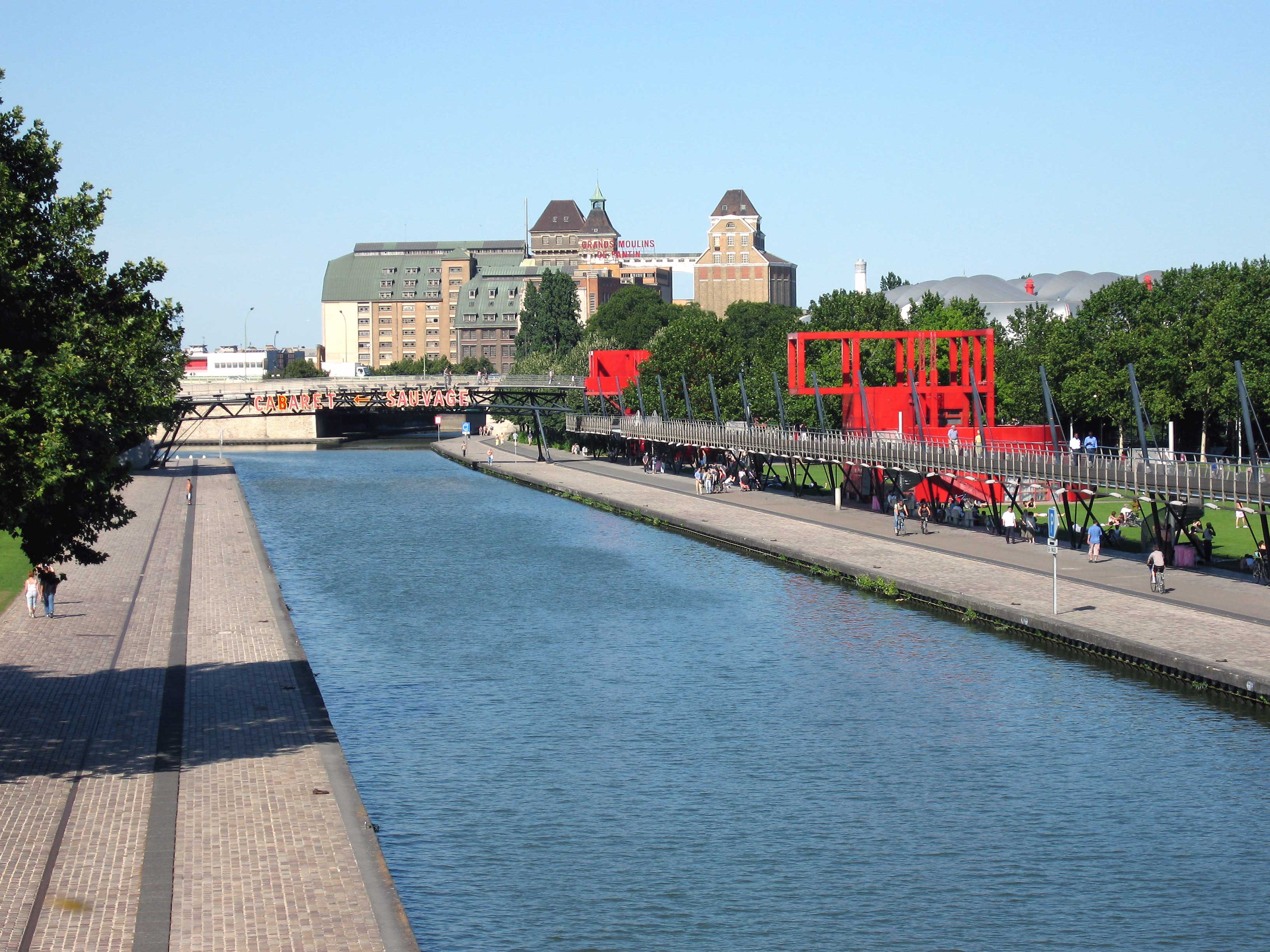
ラ・ヴィレット公園内のウルク運河

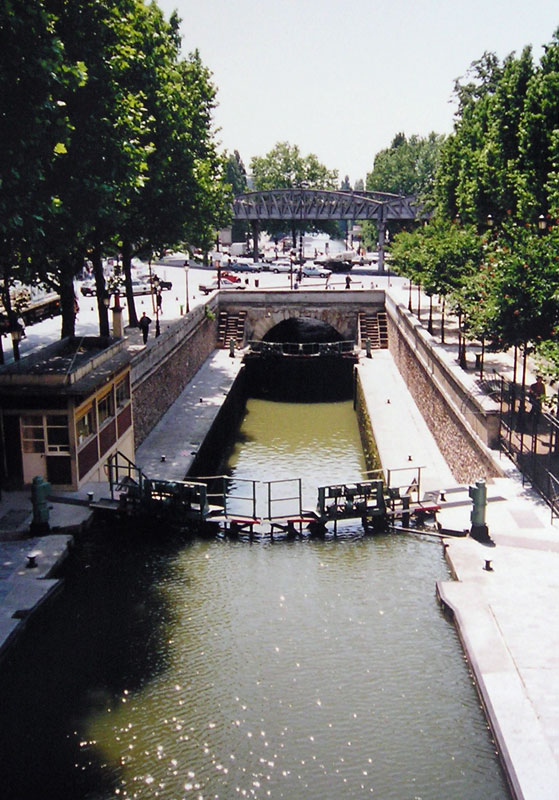
サン・マルタン運河
パリ東部セーヌ右岸を南北に流れる運河。セーヌ川に面したサン・マルタン運河の出入口はアルスナル港という。ここからバスティーユ広場を経て、運河は地下水道となる。10区に入ったあたりで運河は地上に顔を出す。この辺りには水位を上下するための水門（閘門）がいくつかある。10区の運河沿いにはかつて革製品などの町工場が多く並んでいたが、今はそれらの工場は衰退しており、徐々に再開発の動きが進んでいる。最近は、景観を生かしてレストランが並ぶ。10区と19区の境にある地下鉄2号、5号、7号線のジョレス駅およびスタリングラッド駅付近にあるラ・ヴィレット運河まで出たところで、サン・マルタン運河の名称は終わる。今はサン・マルタン運河を走る運搬船はほとんどないが、観光船が走っている。
ウルク運河
サン・マルタン運河と一続きの運河だが、ラ・ヴィレット運河より以北はこの名称になる。パリ19区からパンタン市へ、さらに遠方のウルク川へとつながっている。メトロ5番は、終点、ボビニー＝パブロ・ピカソ駅手前でこのウルク運河沿いの地上部を走る。ラ・ヴィレット公園の手前でサン・ドニ運河と分岐（合流）している。
サン・ドニ運河
ラ・ヴィレット公園の手前でサン・ドニ運河と分岐・合流している。パリ市内では19区のごく一部を流れる。パリ郊外のオーベルヴィリエ市、サン＝ドニ市を経て、パリ北部で蛇行するセーヌ川下流と合流する。ウルク運河経由で水路をショートカットするためにつくられており、運搬船が頻繁に行き来している。

### 広場・公園

#### 広場

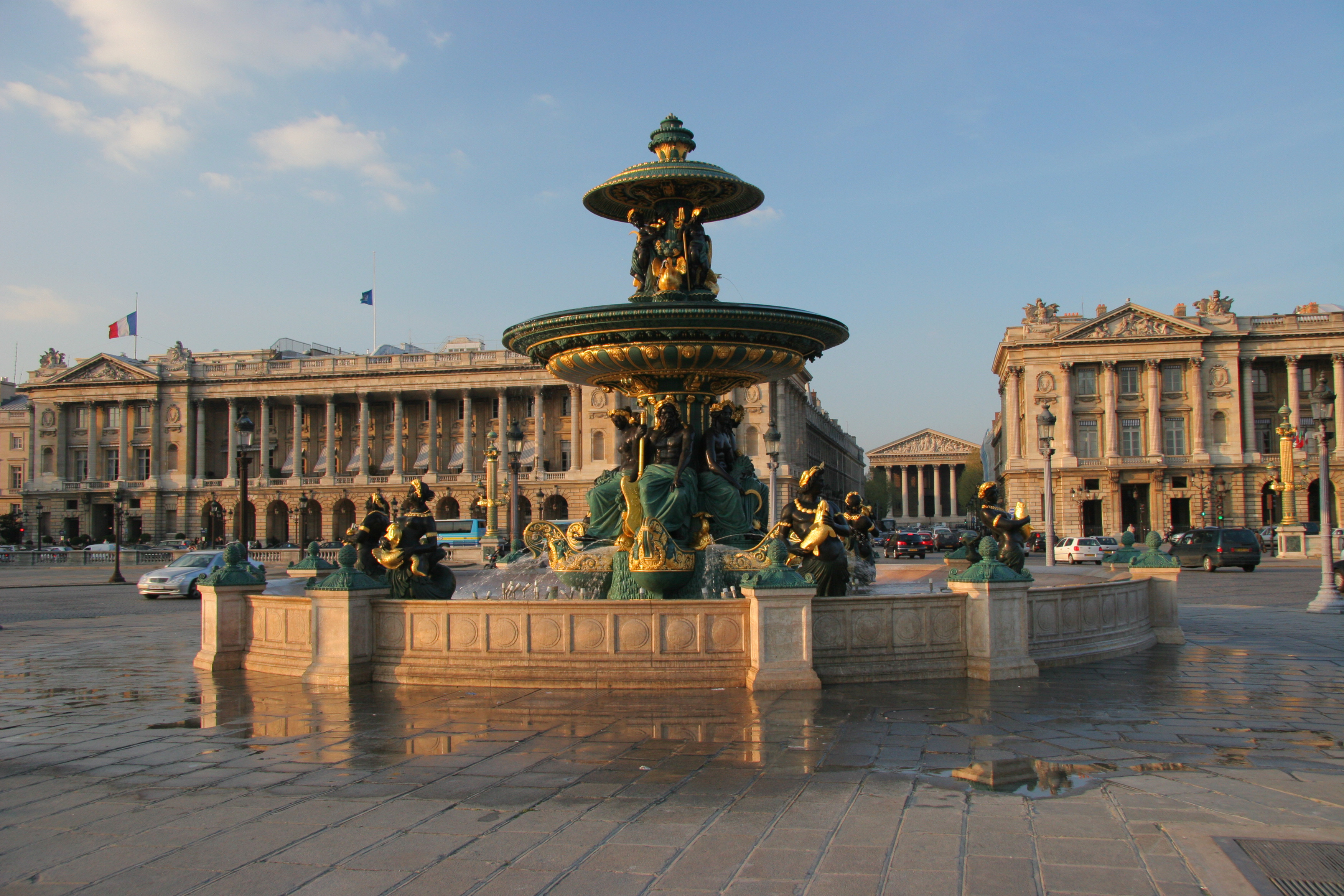
コンコルド広場

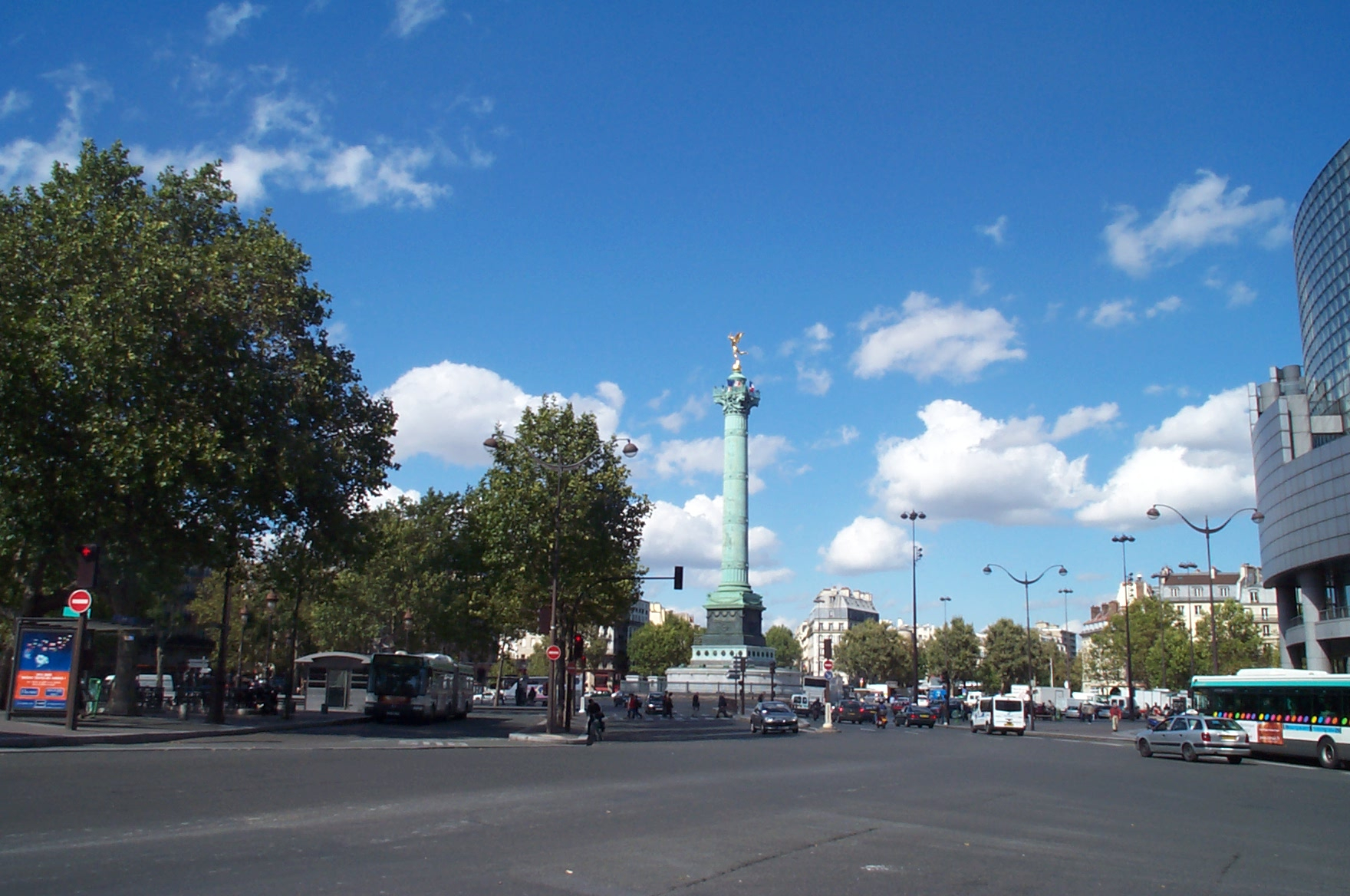
バスティーユ広場

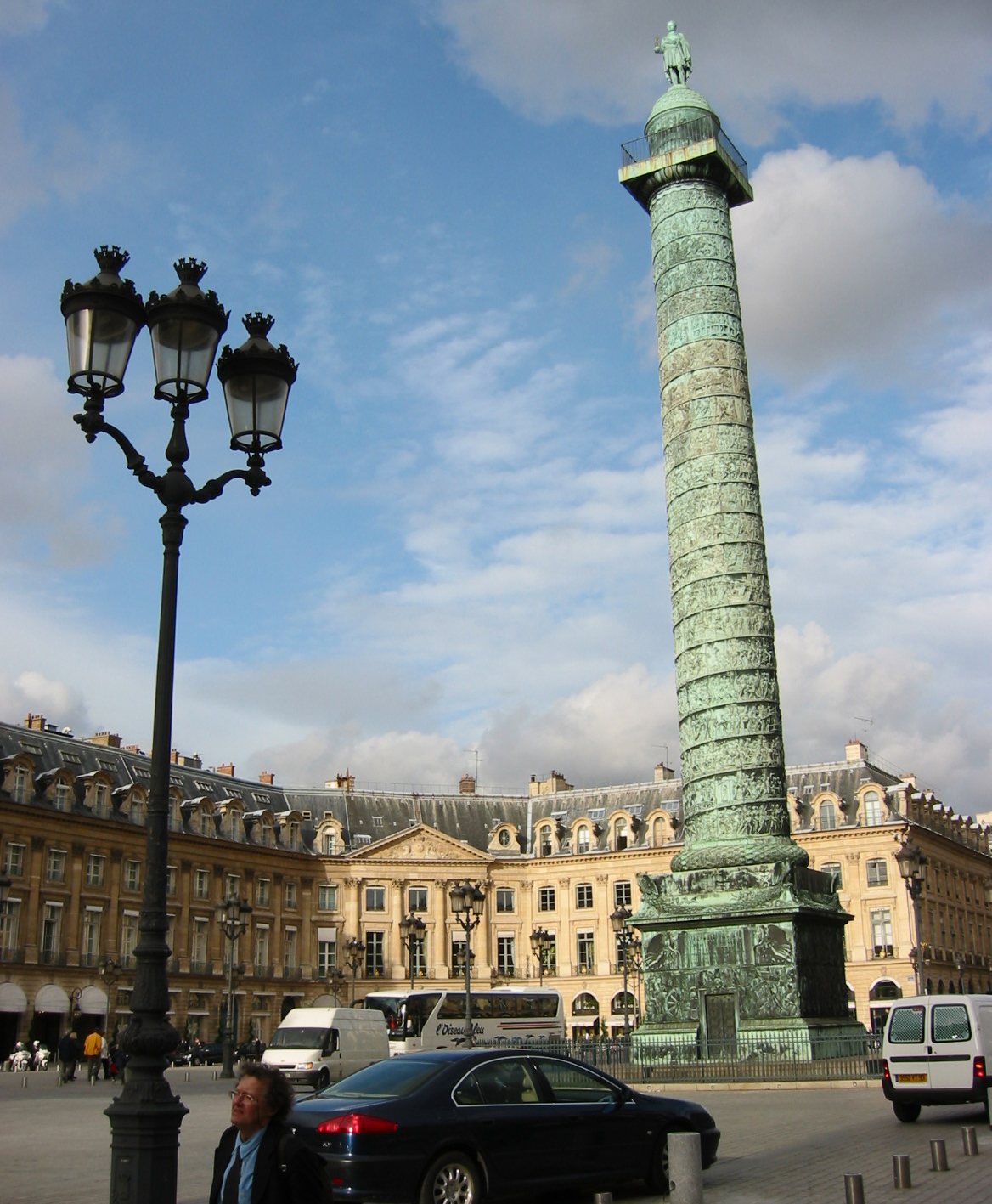
ヴァンドーム広場

シャルル・ド・ゴール広場

コンコルド広場（1区）
パリの中心部、テュイルリー庭園とシャンゼリゼ通りに挟まれて位置する。歴史ある広場で、フランス革命の後にはルイ16世やマリー・アントワネットの処刑が行われた。現在はツール・ド・フランスの終着点としても知られ、最終日には多くの愛好者が集まる。
ヴァンドーム広場（1区）
アウステルリッツの戦いに勝利した記念にナポレオン・ボナパルト像の円柱が立っている。この広場および隣接するサントノレ通りには、（日本でのみ「グランサンク」と呼ばれている）五大高級宝飾店のほか、高級洋服店などが並ぶ。
バスティーユ広場（4区、11区、12区の各境）
フランス革命の発端となったバスティーユ襲撃の際のバスティーユ要塞があった場所で、要塞は革命後に取り壊されて現在の広場となった。広場中央にはバスティーユの象に置き換わり1830年におきた七月革命の記念柱が立っている。広場に面してオペラ・バスティーユがある。サン・マルタン運河出入口のアルスナル港にも面している。
ヴォージュ広場（4区）
バスティーユ広場のすぐ近くだが奥まった場所にあり、赤い煉瓦と石造りの建物に囲まれたほぼ正方形の広場である。その赤い建物の一角にはヴィクトル・ユーゴーの住んだ家がある。フランス革命前は国王（ロワイヤル）広場と呼ばれていた。
サン・ミッシェル広場（6区）
カルチエ・ラタンの中心部に位置し、セーヌ川および対岸のシテ島、ノートルダム大聖堂に面している。本屋などが多くあるほか、広場裏手には安手のレストランが立ち並ぶ。
シャルル・ド・ゴール広場（エトワール広場）（8区）
アウステルリッツの戦いに勝利した記念に建立されたエトワール凱旋門を中心に、シャンゼリゼ通りを含め放射状に道路が伸びる、パリの顔とも言うべき広場。元はエトワール広場と呼ばれたが、第二次世界大戦後シャルル・ド・ゴール将軍をたたえて現在の呼称となった。通常はエトワール広場の呼称でも通じる。1860年のパリ拡張以前はパリの西の玄関だった。
レピュブリック広場（3区、10区、11区）
訳すと共和国広場。フランス共和国の象徴マリアンヌ像が置かれている。庶民的な地区に位置するが、広場としてはきわめて大きいそれのひとつ。マニフェスタシオン（抗議集会）がある際にはほとんどここが起点となる。
ナシオン広場（11区、12区）
エトワール広場と同じく道が放射状に伸びる、1860年以前のパリの東の玄関。1841年、バスティーユの象の同広場への移設計画もあったが1843年に頓挫し、第二帝政時代に凱旋門が再建された。現在、「共和国の凱旋像 」と2本の柱が立っている。ロベスピエールの恐怖政治時代にはここで多数の反体制者がギロチンで処刑された。
テルトル広場（18区）
モンマルトルがパリに編入される以前はこの広場が村の中心だった。現在は絵描きが多く並ぶ一大観光名所となっている。
イタリア広場（13区）
フォンテーヌブロー宮殿方面に向かうパリの南の玄関口。

#### 公園・庭園

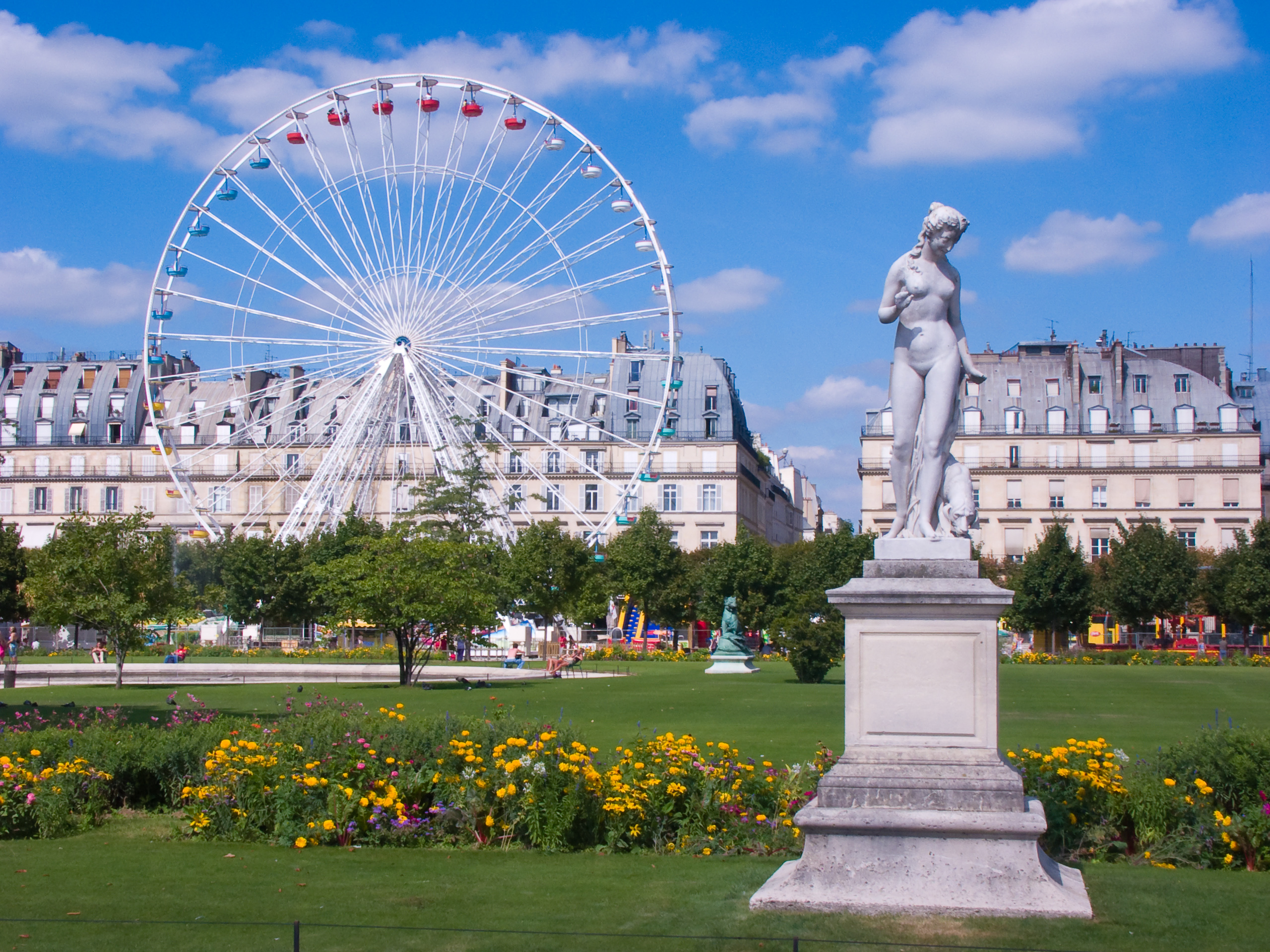
テュイルリー庭園

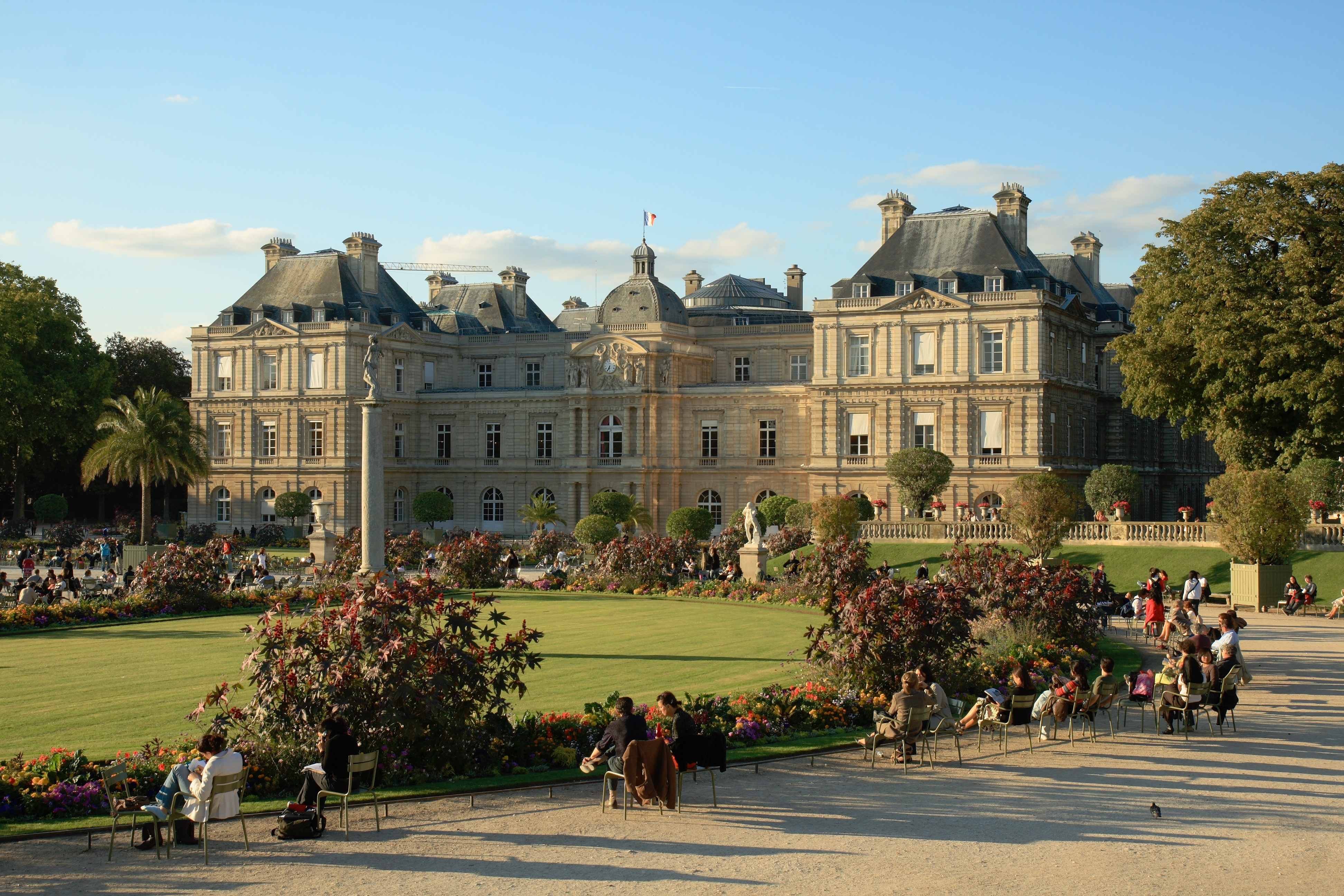
リュクサンブール庭園

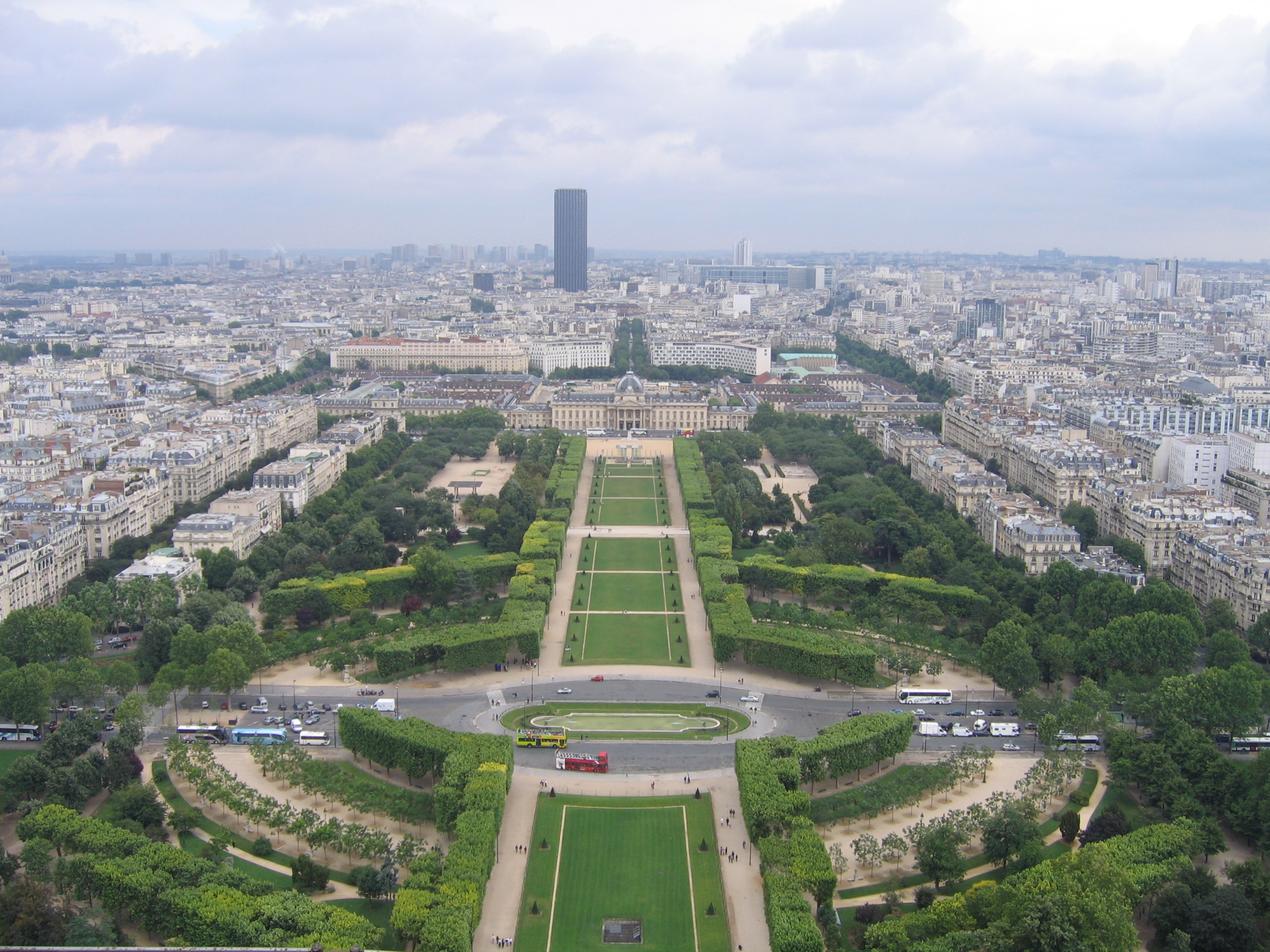
シャン・ド・マルス公園

公園はパルク（Parc）、庭園はジャルダン（Jardin）と呼ばれ区別されている。
テュイルリー庭園（1区）
パリの中心部、ルーヴル宮の正面に位置する。かつてテュイルリー宮殿があった。
リュクサンブール庭園（6区）
リュクサンブール宮殿（現・フランス上院議会）の正面に位置する庭園。カルチエ・ラタンに隣接し、学生たちの憩いの場でもある。
シャン・ド・マルス公園（7区）
エッフェル塔に登るとまず目に入るのが眼下に広がるこの公園の全景である。かつては軍事演習場だったところ、第2回目となる1867年パリ万博から数次の万博会場にもなった。
モンソー公園（8区）
1860年のオスマン男爵によるパリ大改造で公園に整備された。
ベルヴィル公園（20区）
主要なベルヴィル地区に位置する。高台になっており、パリを一望できるとても眺めのいい公園。
ビュット・ショーモン公園（19区）
同じく1860年のパリ大改造で整備され、昔の石切場跡を公園にした。
パリ植物園（5区）
その名の通り植物園で、動物園も併設する（ただしヴァンセンヌの森のパリ動物園よりは小さい）。敷地内には自然史博物館がある。
モンスーリ公園（14区）
これも1860年のパリ大改造で整備された。14区の外れにあり、国際大学都市に面している。
ジョルジュ・ブラッサンス公園（15区）
馬市場、家畜市場の跡を整備した公園で、銀色の巻貝のような劇場を併設する。馬市場の跡の19世紀の鉄骨屋根のテントの下では、定期的に古本市が開かれる。
ラ・ヴィレット公園（19区）
主要な地区に属するが、かつての食肉処理場跡および旧鉄道用地の広大な敷地を再開発して公園とした。広大な敷地内にはサン・ドニ運河が流れる（サン・マルタン運河につながる）。代表的な建物として、食肉処理場時代の19世紀の鉄骨建築ホールをそのまま流用したグランド・アール（見本市会場）、科学産業都市（博物館）および音楽都市（クラシック用コンサートホール）、ZENITH（ロック・ポップス用コンサートホール）、パリ国立高等音楽院現校舎などがある。
アンドレ・シトロエン公園（15区）
自動車会社シトロエンの工場跡および鉄道敷地跡を整備して公園にした。大きな芝生の広場がある公園で、現代的なデザインである。
ベルシー公園（12区）
フランソワ・ミッテラン元大統領により整備された。フランス財務省の新建物に面している。付属のベルシー・アレナでは運動のほか演奏会なども行われている。
アクリマタシオン庭園（16区）
ブローニュの森の北側にある子供向けの公園（遊園地）。

#### 森林・緑地

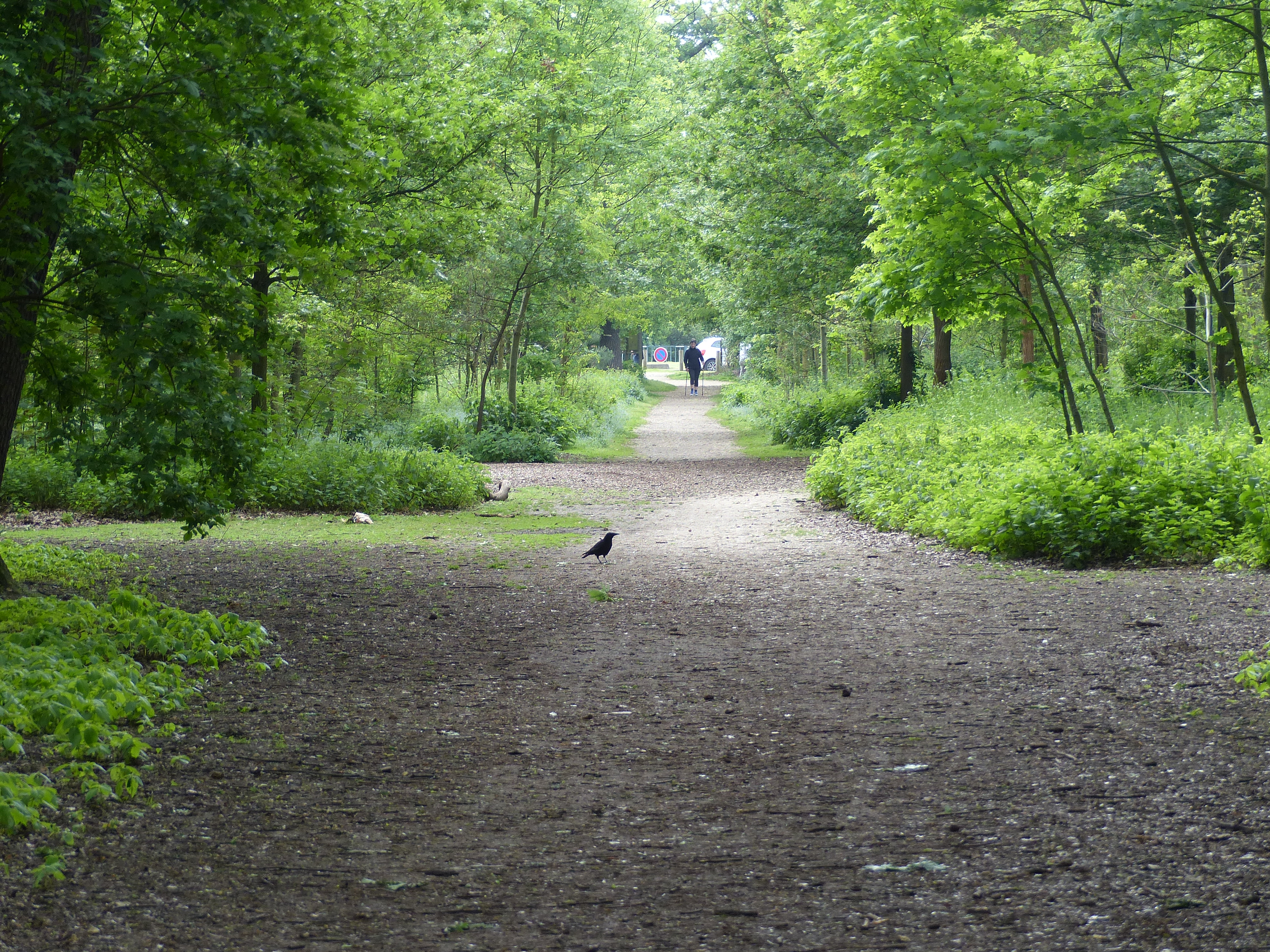
ブローニュの森

パリには東西2つの大きな森があり、パリ市民の憩いの地となっている。現在はこの森もパリ市の敷地に含まれる。
ブローニュの森（16区）
パリの西側に位置する。高級住宅街の16区パッシーやオートゥイユの他に、隣接ヌイイ＝シュル＝セーヌなど近郊の高級住宅街に面し、高級社交場でもあるオートゥイユ競馬場や、凱旋門賞などが行われるパリロンシャン競馬場も併設する。バガテル・バラ園があるバガテル庭園やバガテル城、ロンシャン城などがある高級的な雰囲気の漂う森である。ただし夜暗くなってからはゲイが集うことでも知られる。
ヴァンセンヌの森（12区）
パリの東側に位置する。国立移民史博物館（旧アフリカ・オセアニア博物館）のほか、水族館、パリ動物園、農園（パリ唯一の農場になるパリ熱帯農園）、パーク・フローラル（パリ花公園）などを併設する。中世の砦だったヴァンセンヌ城もある。

### 四大墓地

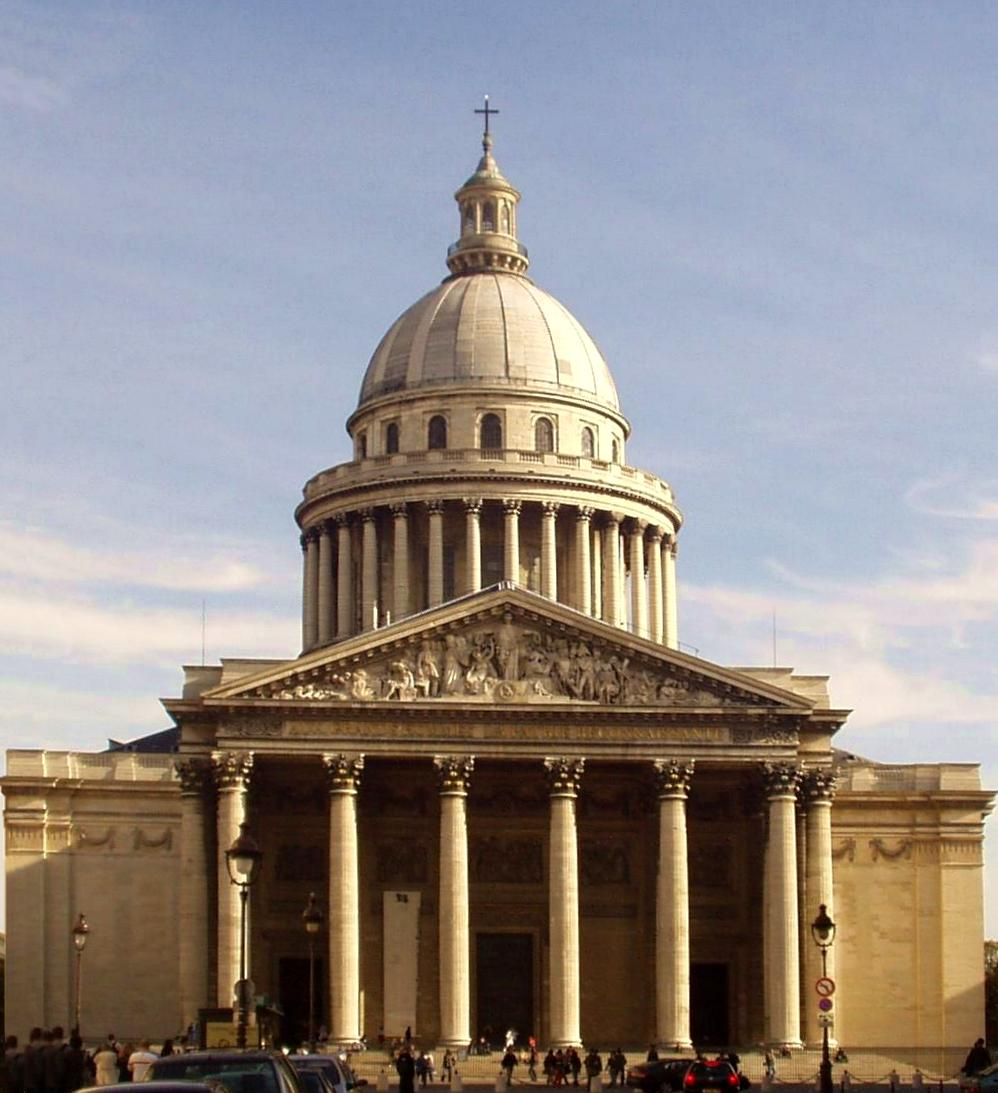
パンテオン

パリは東西南北に4つの主要な墓地があり、多くの著名人が眠っている。
- ペール・ラシェーズ墓地（20区）： 東
- パッシー墓地（16区）： 西
- モンパルナス墓地（14区）： 南
- モンマルトル墓地（18区）： 北

この他、パリ中心部に位置するパンテオンにもルソーやヴォルテール、ヴィクトル・ユーゴー、デカルトといった偉人たちが埋葬されている。

### 人口

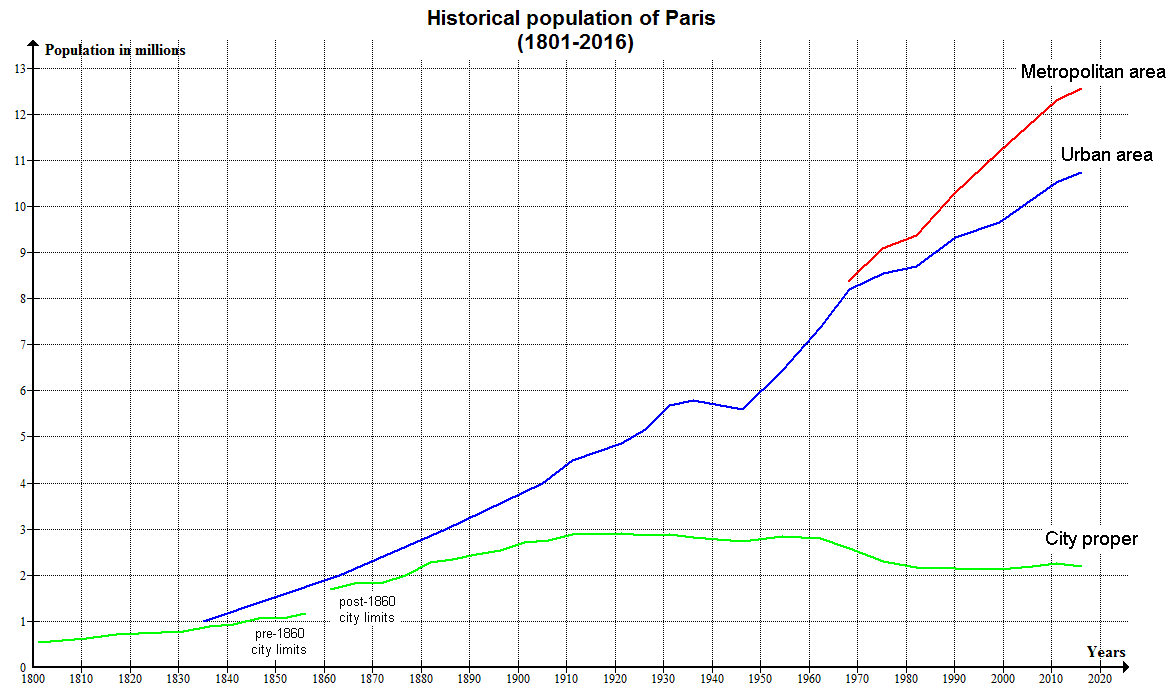
人口推移（1801年から2008年）

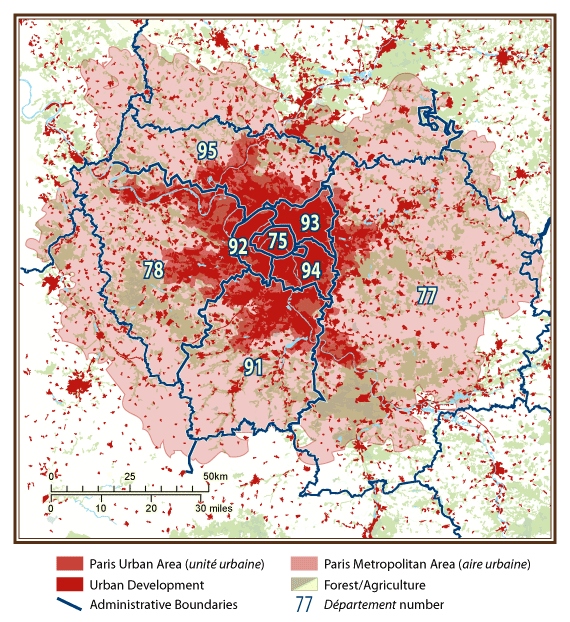
パリ都市圏の人口分布

パリ市の人口は2025年現在、約205万人である。
この間、郊外（市域外）の人口は増加している。20世紀以降、かつて城壁に囲まれていた市域外にも市街地が大きく拡大し続け、現在、イル＝ド＝フランス地域圏（パリ地域圏）全体の人口は1,198万人にのぼる。パリ市域内もおおむね商業・業務・住宅地としての活気と威信を維持しており、アメリカの大都市などで見られる都心部の荒廃や郊外への人口流出（インナーシティ問題）はさほど見られない。むしろ、移民の多い一部の郊外での治安の悪化が顕著である（バンリュー参照）。
| 年   | 1801     | 1851      | 1881      | 1926      | 1999      | 2005      |
| ---- | -------- | --------- | --------- | --------- | --------- | --------- |
| 人口 | 54万7800 | 105万3000 | 224万0000 | 287万1000 | 212万5946 | 215万4000 |

#### 世帯構成
パリはほかの大都市同様、学生、若者、老人が多い一方、子供を有するカップルの割合は低い。1999年、パリ市の世帯数の22パーセント、人口数の40.7パーセントは1人以上の子供を有するカップルであったが、単身世帯数の割合は27パーセント、カップルのみの世帯数の割合は19パーセントであった。パリ市では47パーセント（フランス全体の平均は35パーセント）の人々が独身で、37パーセント（同50パーセント以上）が結婚している。また片親世帯の割合が26パーセント（同17パーセント）と高い。離婚率ももっとも高く、婚姻100件のうち55件は離婚に至っており、パリ市民の7.7パーセントを占めている。
出生率は1,000人中14.8人であり、国平均の13.2パーセントより高い。一方、子供の数は世帯あたり1.75人で、国平均の1.86人より少ない。半分の世帯において子供は1人である。パリ市では住居が狭く高額であることが、その主因である。

#### 経済格差

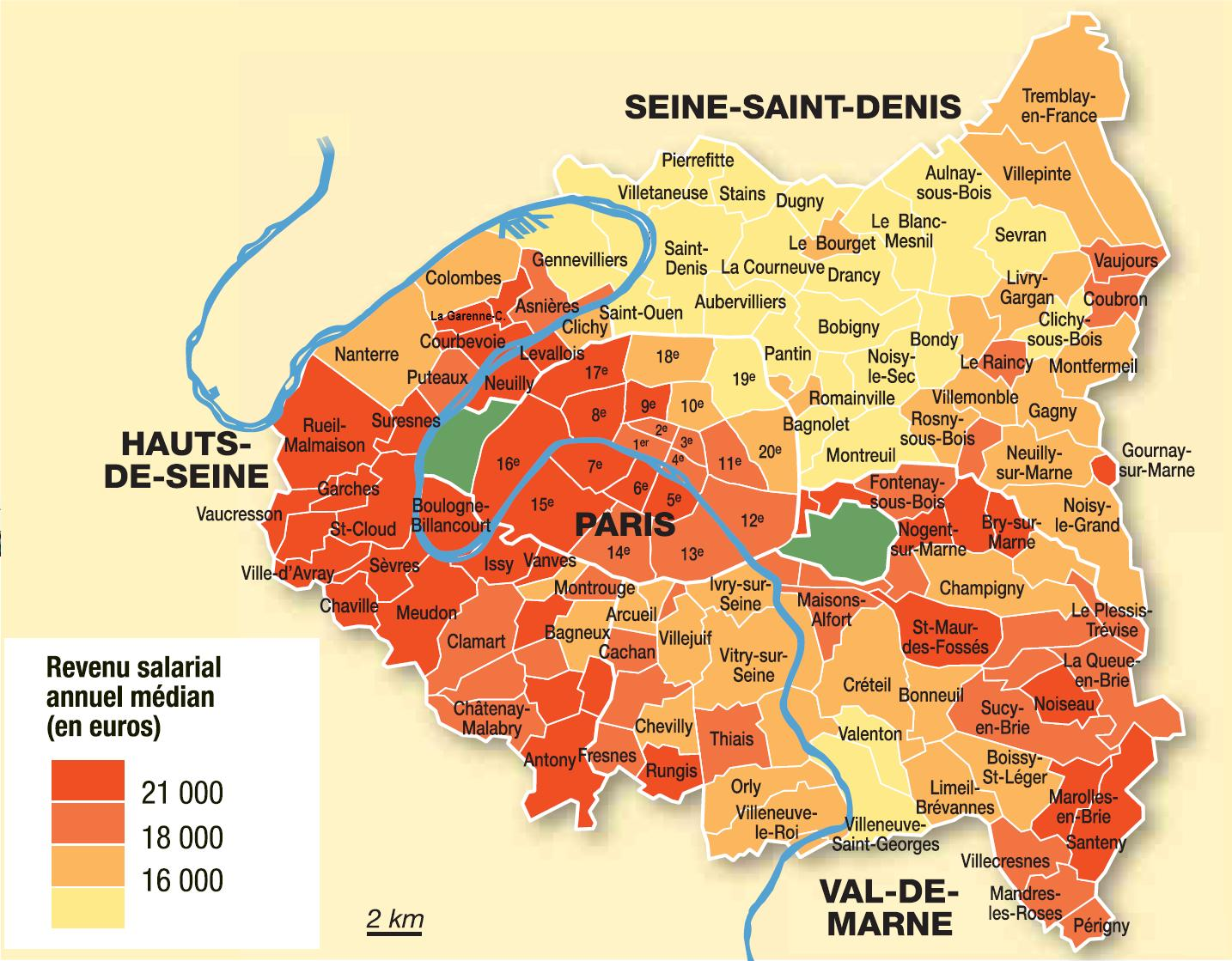
パリの地区毎の年間平均所得の分布

高所得者層はおもに西部に、低所得者層や移民はおもに北東部に居住している。
パリ市の平均世帯所得はフランス全体の平均より高く、隣接する郊外のオー＝ド＝セーヌ県、イヴリーヌ県、エソンヌ県、ヴァル＝ド＝マルヌ県の4地域の平均所得も国内で最高水準であり、イル・ド・フランス地域圏に高所得者層が集中している。
しかしパリ市内の社会的格差の状況は、さらに複雑である。伝統的には豊かなパリ市西部と、貧しいパリ市東部という構図がみられる。実際、7区の平均世帯所得（2001年）は3万1,521ユーロにのぼり、19区の1万3,759ユーロの2倍以上となっている。イル・ド・フランス地域圏において、パリ6区、7区、8区、16区はもっとも高所得の地域、10区、18区、19区、20区はもっとも低所得の地域に分類される。さらに、市内の19区の状況はそのまま所得が低い北東部郊外のセーヌ＝サン＝ドニ県に連なる一方、16区の外縁は西部の豊かな郊外に続く。
18区、19区、20区にはパリの貧困層の4割が集中し、学校の中退、失業、健康問題などが集中している。EU域外からの移民は、フランス国内の出身者に比べて、貧困な状況に置かれていることが多い。

#### 移民
18区はマグリブや、最近はサブサハラ地域のアフリカからの移民が多い。フランスの国勢調査では法律上、民族や宗教の属性を問うことができないが、出身地の情報は得ることができる。1999年の国勢調査によると、パリ都市圏はヨーロッパでもっとも多民族化が進んでいる地域のひとつであり、人口の19.4パーセントがフランス本国外の出身である。また、パリ都市圏の人口の4.2パーセントは1990年から1999年の間にフランスにやってきた新しい移民であり、その大半は中国またはアフリカ出身である。さらにパリ都市圏の人口の15パーセントはイスラム教徒である。
パリへの大量の移民の第一波は1820年代、ドイツの農民が、農業危機とナポレオン・ボナパルトの侵攻にともなって移住してきたことによる。その後、今日に至るまで、何度か移民の波が続いている。19世紀はイタリア人と中央ヨーロッパのユダヤ人、1917年のロシア革命後はロシア人、第1次世界大戦中は植民地の国々から、大戦間期はポーランド人、1950年代から70年代はスペイン人、イタリア人、ポルトガル人、北アメリカ人、またアフリカ・アジア地域の独立後はユダヤ人が移民してきた。移民の居住区域は、それぞれ出身地ごとに異なっている。
19世紀にフランスの中央高地（オーヴェルニュ地方）から来た移民は、ブーニャと呼ばれた。パリでコミュニティーを形成した成功例であり、勤勉に働き、公衆浴場の水運び、炭や薪運びなどの力仕事を生業として、石炭商や炭屋の代名詞ともなった。そのほか、飲料運びなども行いパリ11区にはブーニャと呼ばれるカフェを開店させ地域になじんでいる。

## 気候

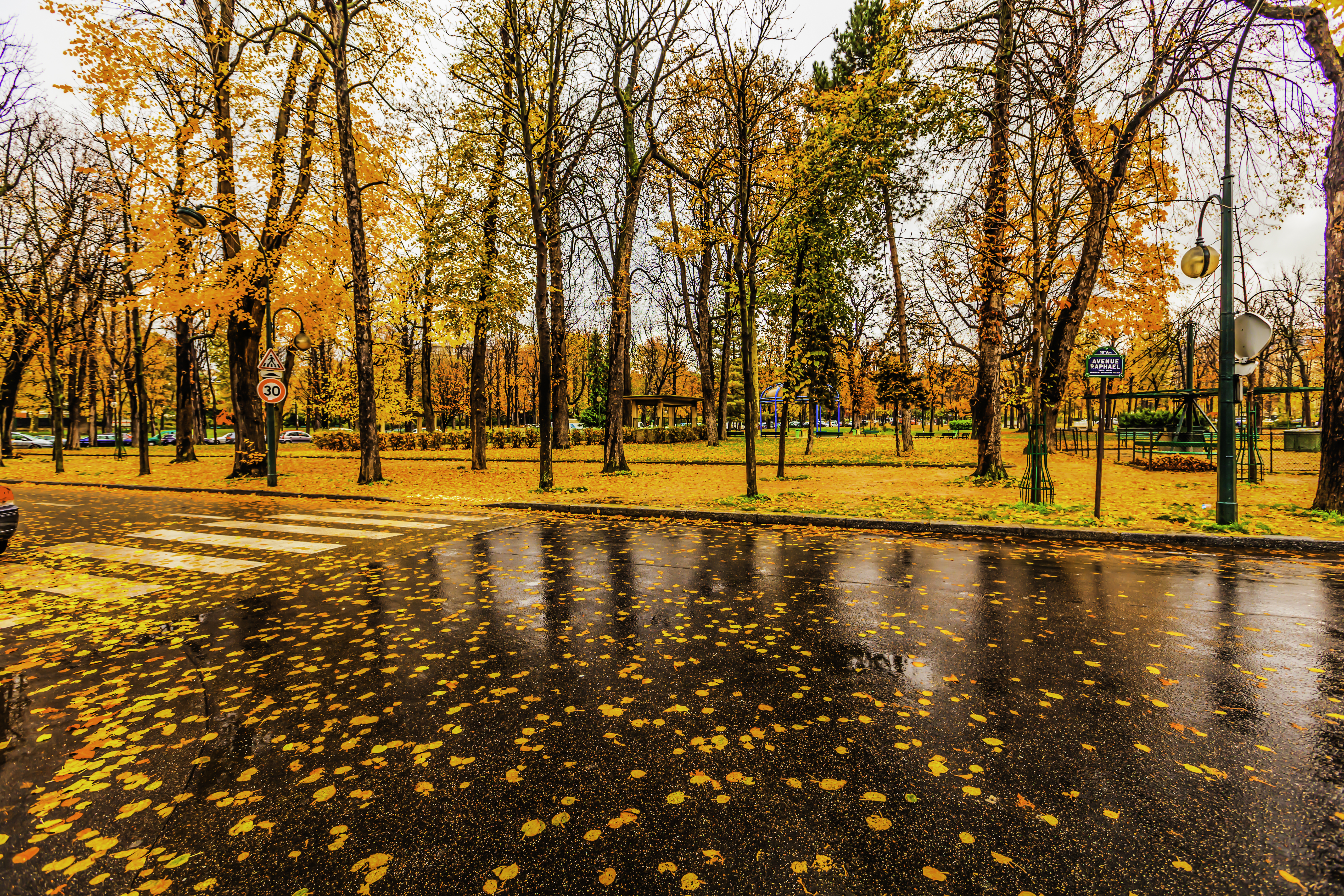
秋季のパリ

ケッペンの気候区分によると、パリの気候は西岸海洋性気候（Cfb）に属する。
北緯48度に位置するにもかかわらず、北大西洋海流の影響により、冬季の気温が高い。低緯度である北緯34度から北緯35度に位置する東京や大阪、名古屋よりも冬季の平均最低気温が高く、降雪量も少ない。
夏季は、平均最高気温が25℃前後であるが、年間数日程度32℃を上回る気温が観測される。2003年の熱波のように、数週間にわたって最高気温が30℃を上回り、40℃前後の最高気温が観測され、暑さが厳しい夏季になることもある。2019年7月25日には観測史上最高気温である42.6°Cを記録している。
パリの気象観測は中心部から離れた14区にあるモンスーリ公園で行われている。
| パリ (1991–2020)の気候                               | パリ (1991–2020)の気候 | パリ (1991–2020)の気候 | パリ (1991–2020)の気候 | パリ (1991–2020)の気候 | パリ (1991–2020)の気候 | パリ (1991–2020)の気候 | パリ (1991–2020)の気候 | パリ (1991–2020)の気候 | パリ (1991–2020)の気候 | パリ (1991–2020)の気候 | パリ (1991–2020)の気候 | パリ (1991–2020)の気候 | パリ (1991–2020)の気候 |
| 月                                                   | 1月                    | 2月                    | 3月                    | 4月                    | 5月                    | 6月                    | 7月                    | 8月                    | 9月                    | 10月                   | 11月                   | 12月                   | 年                     |
| ---------------------------------------------------- | ---------------------- | ---------------------- | ---------------------- | ---------------------- | ---------------------- | ---------------------- | ---------------------- | ---------------------- | ---------------------- | ---------------------- | ---------------------- | ---------------------- | ---------------------- |
| 最高気温記録 °C （°F）                               | 16.1 (61)              | 21.4 (70.5)            | 25.7 (78.3)            | 30.2 (86.4)            | 34.8 (94.6)            | 37.6 (99.7)            | 42.6 (108.7)           | 39.5 (103.1)           | 36.2 (97.2)            | 28.9 (84)              | 21.6 (70.9)            | 17.1 (62.8)            | 42.6 (108.7)           |
| 平均最高気温 °C （°F）                               | 7.9 (46.2)             | 9.2 (48.6)             | 13.3 (55.9)            | 17.3 (63.1)            | 20.8 (69.4)            | 24.0 (75.2)            | 26.4 (79.5)            | 26.3 (79.3)            | 22.1 (71.8)            | 16.9 (62.4)            | 11.5 (52.7)            | 8.4 (47.1)             | 17.0 (62.6)            |
| 日平均気温 °C （°F）                                 | 5.4 (41.7)             | 6.0 (42.8)             | 9.2 (48.6)             | 12.2 (54)              | 15.6 (60.1)            | 18.8 (65.8)            | 20.9 (69.6)            | 20.8 (69.4)            | 17.1 (62.8)            | 13.1 (55.6)            | 8.7 (47.7)             | 5.9 (42.6)             | 12.8 (55)              |
| 平均最低気温 °C （°F）                               | 3.5 (38.3)             | 3.5 (38.3)             | 6.0 (42.8)             | 8.2 (46.8)             | 11.4 (52.5)            | 14.4 (57.9)            | 16.4 (61.5)            | 16.4 (61.5)            | 13.2 (55.8)            | 10.3 (50.5)            | 6.6 (43.9)             | 4.0 (39.2)             | 9.5 (49.1)             |
| 最低気温記録 °C （°F）                               | −19.0 (−2.2)           | −6.8 (19.8)            | −9.1 (15.6)            | −3.5 (25.7)            | −0.1 (31.8)            | 3.1 (37.6)             | 6.0 (42.8)             | 6.3 (43.3)             | 1.8 (35.2)             | −3.1 (26.4)            | −14.0 (6.8)            | −23.9 (−11)            | −23.9 (−11)            |
| 降水量 mm （inch）                                   | 41.0 (1.614)           | 36.1 (1.421)           | 38.7 (1.524)           | 41.9 (1.65)            | 59.7 (2.35)            | 44.1 (1.736)           | 55.7 (2.193)           | 52.1 (2.051)           | 39.6 (1.559)           | 48.9 (1.925)           | 46.0 (1.811)           | 51.9 (2.043)           | 555.7 (21.877)         |
| 出典：http://www.pogodaiklimat.ru/climate2/07156.htm |                        |                        |                        |                        |                        |                        |                        |                        |                        |                        |                        |                        |                        |

## 歴史

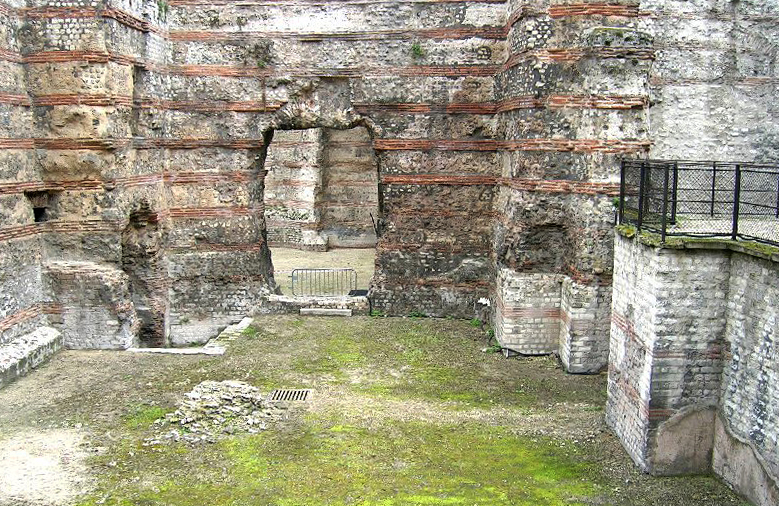
国立中世美術館に残るクリュニー浴場のカルダリウム

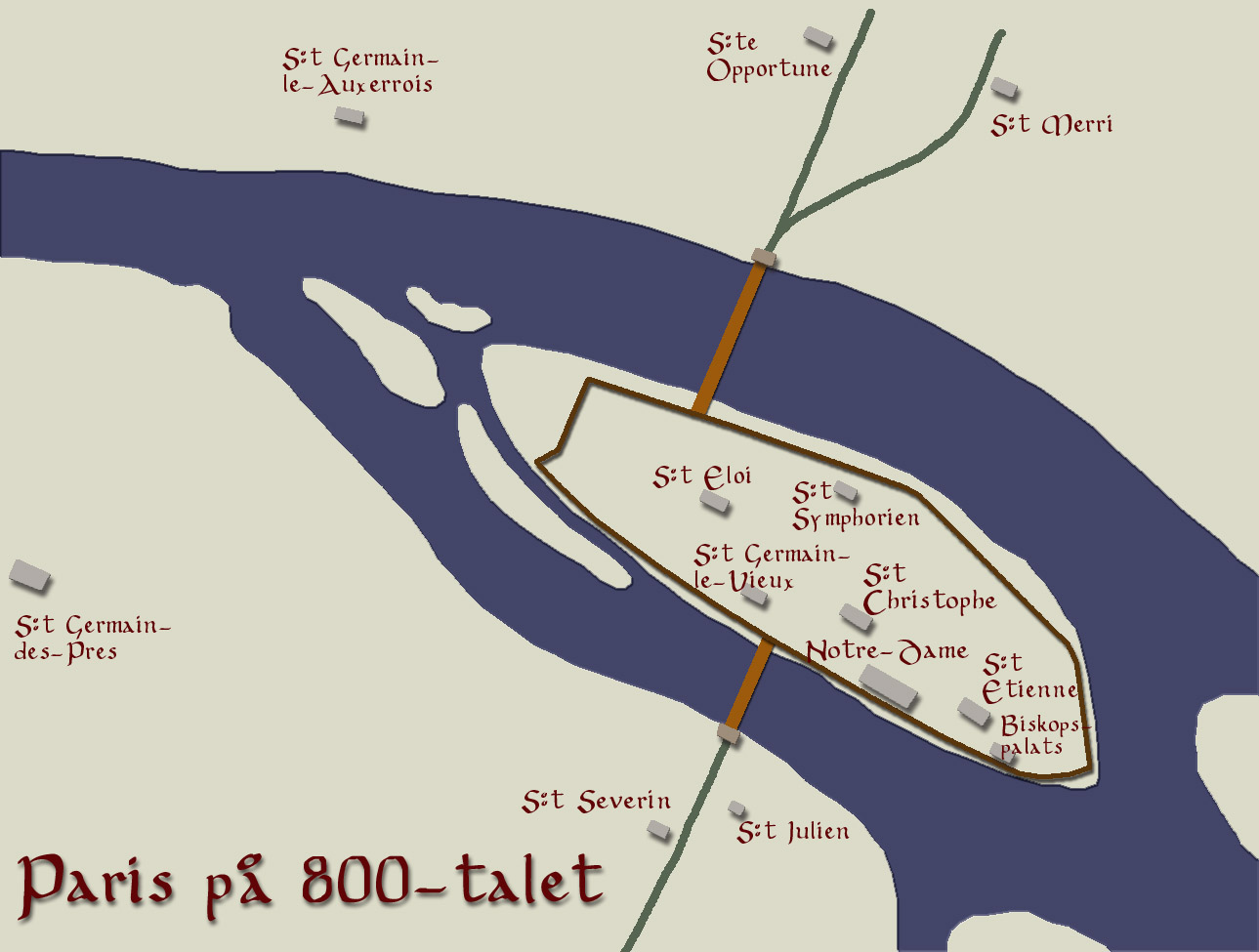
9世紀のシテ島の地図

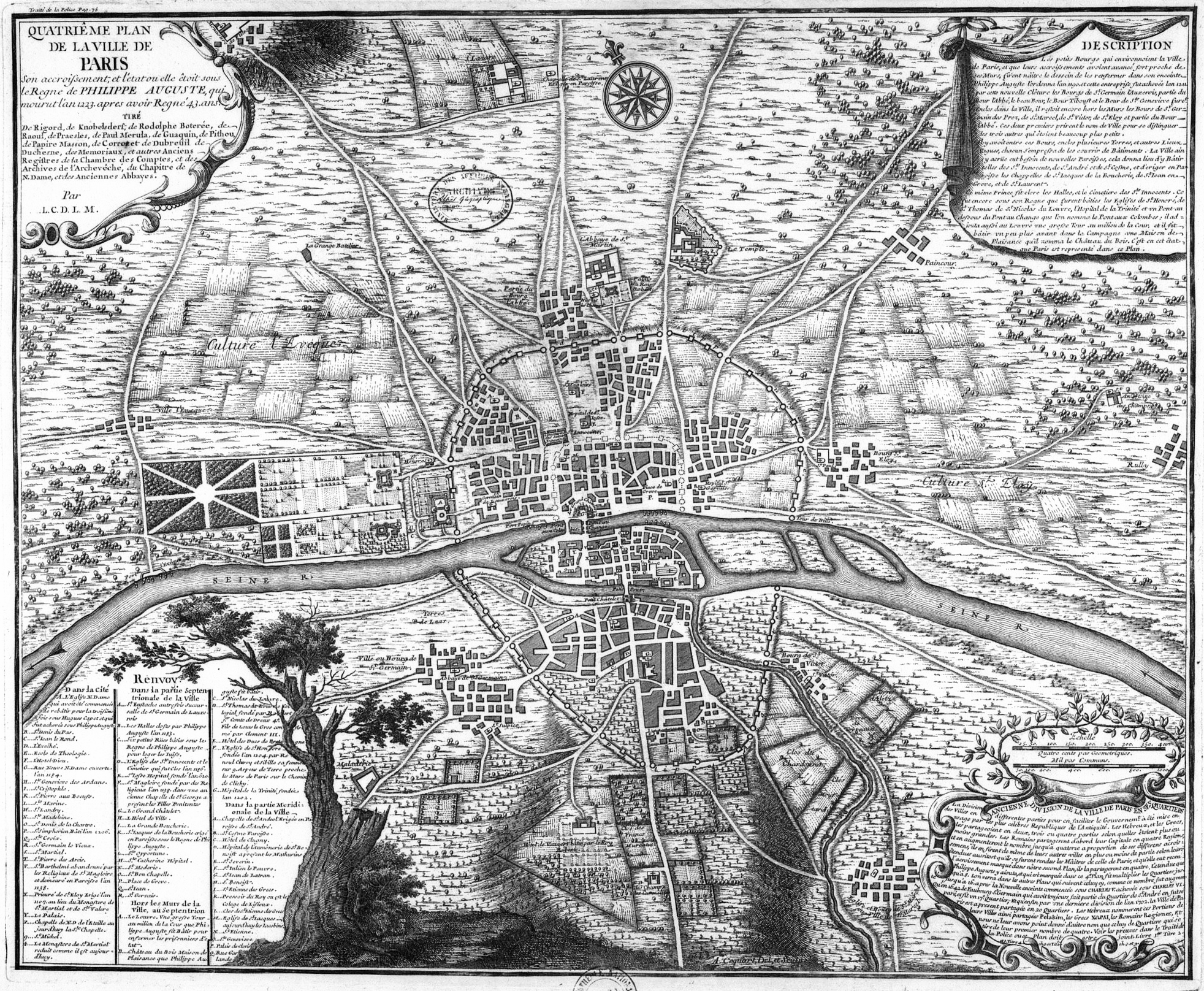
1223年のパリ

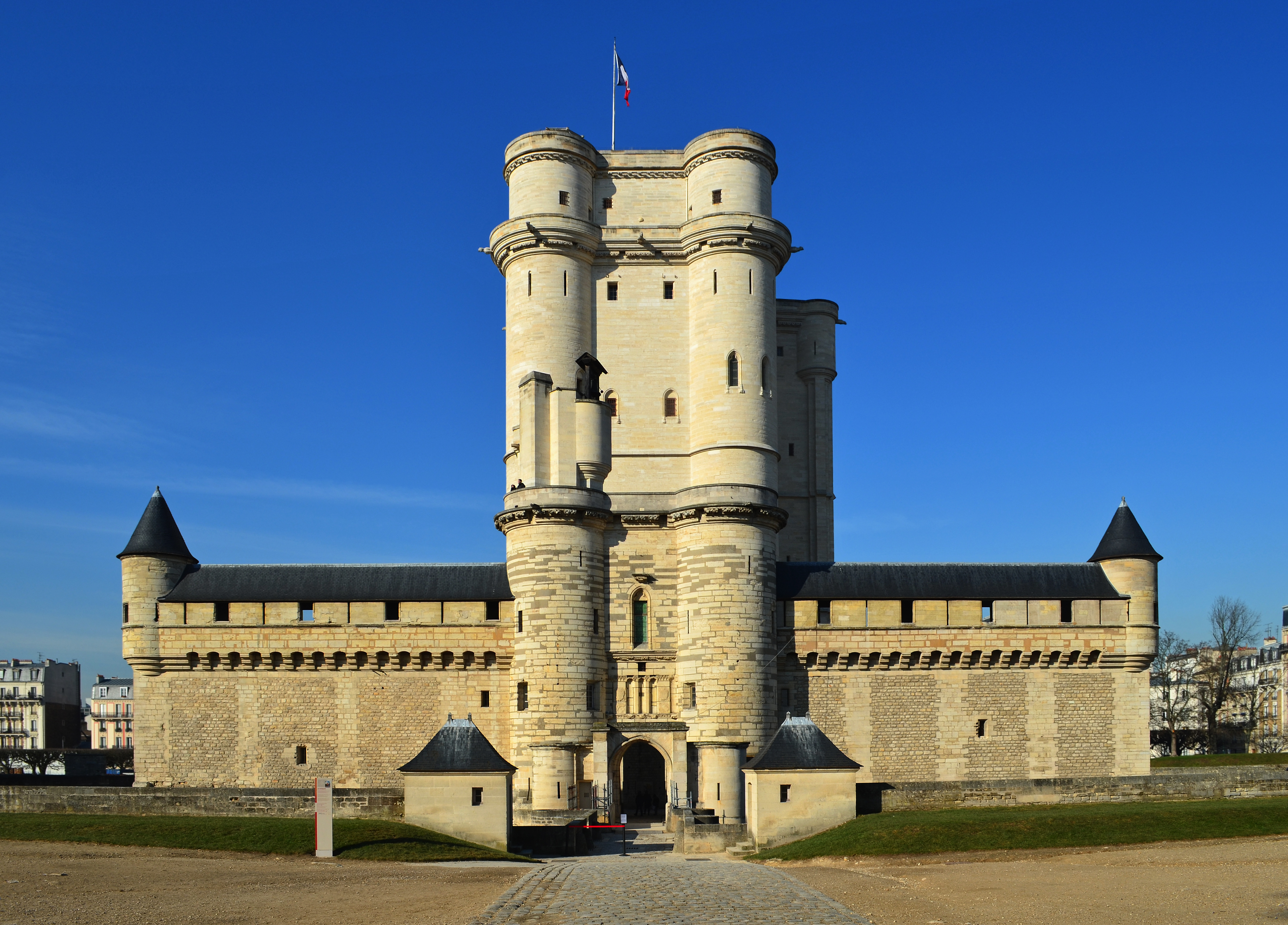
ヴァンセンヌ城

### 古代
パリ盆地を流れるセーヌ川の中洲シテ島は古くから同川の渡河点であり、紀元前3世紀ごろからパリシイ族の集落ルテティアがあった。紀元前1世紀、ガリア戦争の結果ルテティアはローマ支配下に入った。ローマ時代のルテティアはシテ島からセーヌ左岸にかけて広がっており、円形劇場（闘技場）や公衆浴場などが築かれた。現在でも5区に円形劇場・闘技場の遺跡（アレーヌ・ド・リュテス）や浴場跡が残っている。しかし、ローマが衰退すると左岸の市街地は放棄され、シテ島のみを範囲とする城塞都市になった。このころからルテティアに代わり「パリ」と呼ばれるようになった。

### フランク王国
5世紀末にフランク族の王クローヴィス1世はパリを征服し、508年にはパリをメロヴィング朝フランク王国の首都とした。しかしクロヴィス1世の死後王国はいくつかに分裂したため、パリは現在のフランスよりも狭い範囲の都でしかなかった。シャルルマーニュ（カール大帝）以降のカロリング朝フランク王国の中心はライン川流域にあり、パリは一地方都市でしかなかった。
885年から886年にかけてパリはヴァイキングの襲撃を受けた。このとき、フランク王シャルル3世（カール3世）は金銭を支払って講和を結んだため信望を失い、代わってパリ伯の権威が上昇することになった。このころからセーヌ右岸側にも市街地が拡大した。

### カペー朝
西フランク王国が断絶すると、987年にパリ伯ユーグ・カペーがフランス王に推挙されたことから、パリはフランス王国の首都となった。王権の強化にしたがって首都も発達し、王宮としてシテ宮が建築された。フィリップ2世の時代にはパリを囲む城壁（フィリップ・オーギュストの城壁）も築かれ、その西に要塞（のちにルーヴル宮殿に発展する）が設けられた。このころのパリは初期スコラ学の中心のひとつでもあり、11世紀ごろからパリ大司教座聖堂付の学校が発達し、1200年には王にも承認され、のちのパリ大学につながっていった。パリ大学は特に神学の研究で著名であった。右岸に中央市場「レ・アル（Les Halles）」が作られたもこのころである。こうして、左岸は大学の街、右岸は商人の街という現在まで続く町の原型が定まった。
12世紀にはパリ水運商人組合が結成され、のちにパリ商人頭は事実上の市長として市政を司るようになる。
13世紀になると、ルイ9世によってサント・シャペルが建築されたほか、ノートルダム大聖堂も一応の完成を見る。パリは成長を続け、セーヌ左岸も再び人口を増やしていた。王たちは次第にヴァンセンヌ城を居城とするようになったが、行政機構はシテ宮に残った。
14世紀初頭のパリの人口は約20万人と推定され、ヨーロッパ随一の都市であった。

### ヴァロワ朝

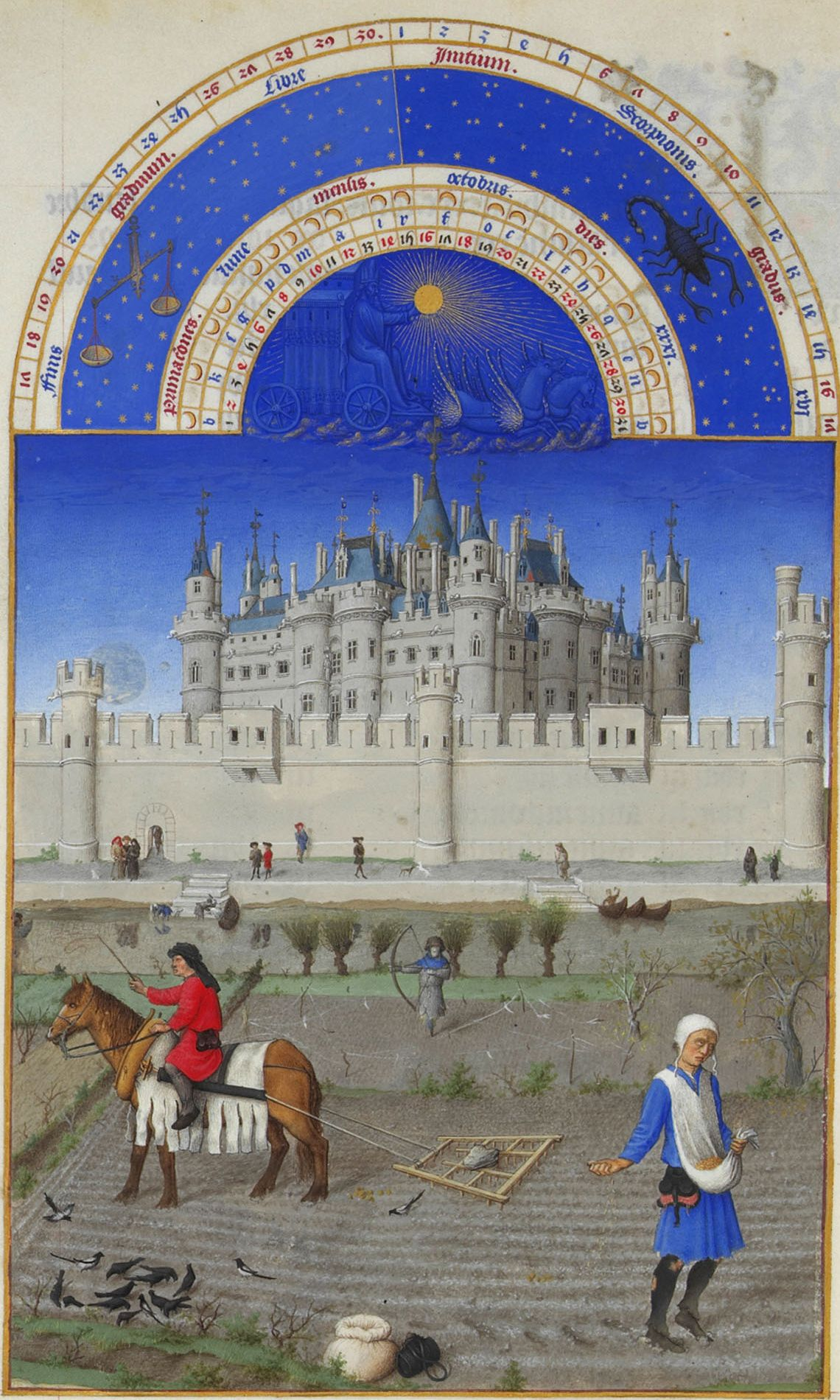
「ベリー公のいとも豪華なる時祷書」に描かれた15世紀のルーヴル宮殿

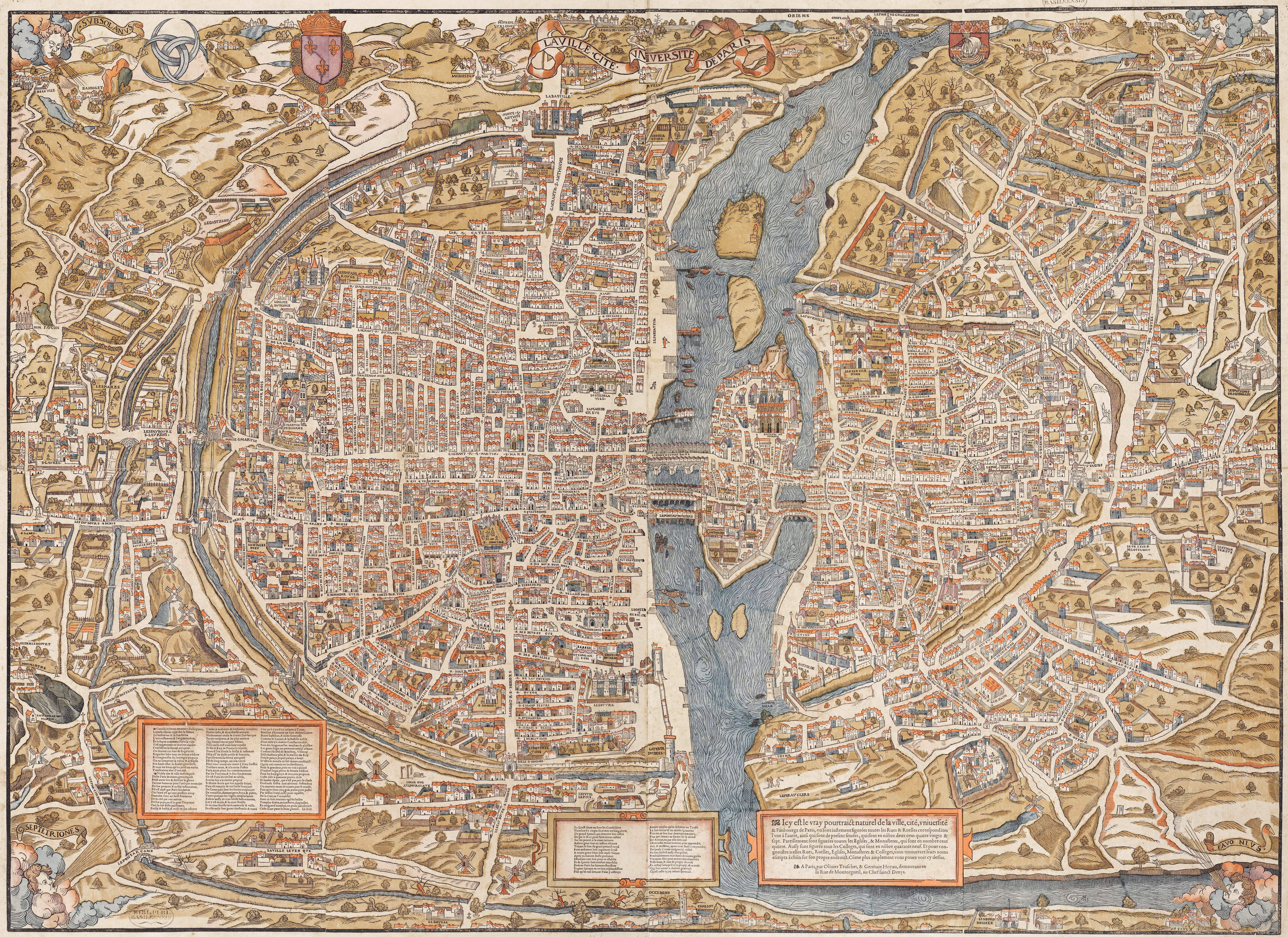
1550年パリ地図

1328年にカペー朝が断絶したことなどを契機とする百年戦争の最中、パリ商人頭となったエティエンヌ・マルセルは王に匹敵する権力を持ち、王と対立した。シャルル5世は、1356年から1383年にかけて新たな城壁（シャルル5世の城壁）を築いて市域を拡大させ、1370年にサン＝タントワーヌ要塞（のちのバスティーユ牢獄）を築いた。また、ルーヴル宮殿を王宮とした。
15世紀初めにおいても、パリの支配権と王および王族の確保をめぐって、オルレアン派（のちにアルマニャック伯を頼って同盟した後アルマニャック派）とブルゴーニュ派との対立である百年戦争が、イングランドをも巻き込んで続いていた。ジャンヌ・ダルクの活躍などもあり、1435年のアラスの和約でブルゴーニュ派と和解して勢力を伸ばしたシャルル7世率いるフランス軍は1436年にパリを奪還し、翌1437年に改めてパリが首都と定められた。その後、1453年にフランスにおけるイングランド領の大半が陥落したことにより、百年戦争は終結した。百年戦争後のパリの人口は10万人程度にまで減少していた。
この後もフランス王はパリには住まず、ブロワ城やアンボワーズ城などのロワール渓谷の城を好んだ。特にフランソワ1世は、ロワールにシャンボール城を築いたほか、パリ近郊にフォンテーヌブロー宮殿を発展させた。もっともフランソワ1世は、公式的には1528年にパリを居城と定めた。パリでは学術が発展し、コレージュ・ド・フランスにおいて、大学教育課程（理論とリベラルアーツ）が近代教育課程に加えられ、王が望んだ人文主義や正確な科学が研究されるようになった。
16世紀後半、ユグノー戦争の時代にはパリはカトリック派の拠点であり、1572年にはサン・バルテルミの虐殺が起こってプロテスタントが殺害されるなどした。シャルル9世を継いだアンリ3世は平和的な解決を模索したが、民衆は反乱し、バリケードの日と呼ばれる1588年5月12日にアンリ3世を強制追放した。このときからパリは、16区総代会（Seize）という組織によって統治されるようになった。
その後、カトリック派からの反発を招いたアンリ3世が暗殺され、ヴァロワ朝は断絶した。

### ブルボン朝

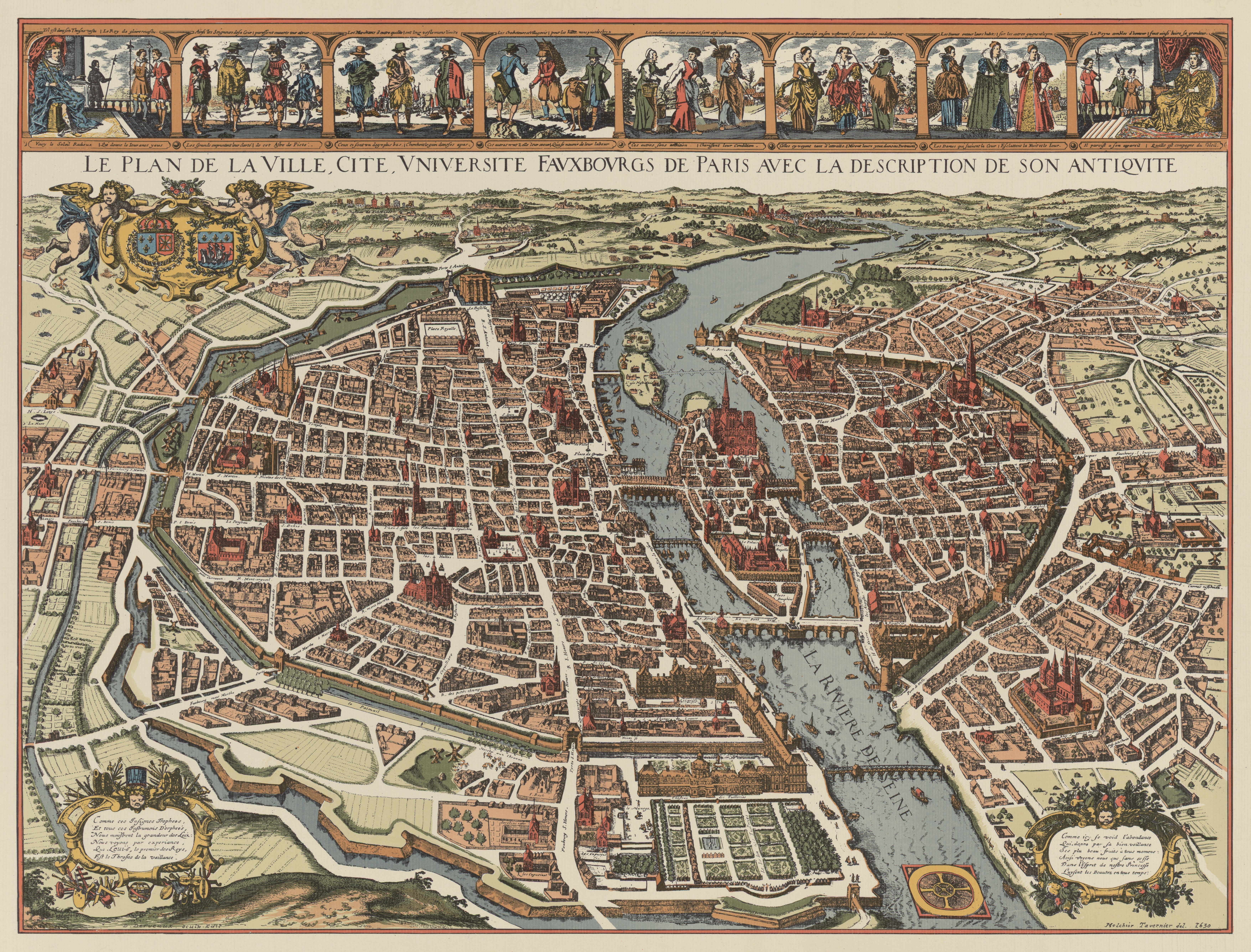
メーリアンによる1615年パリ地図

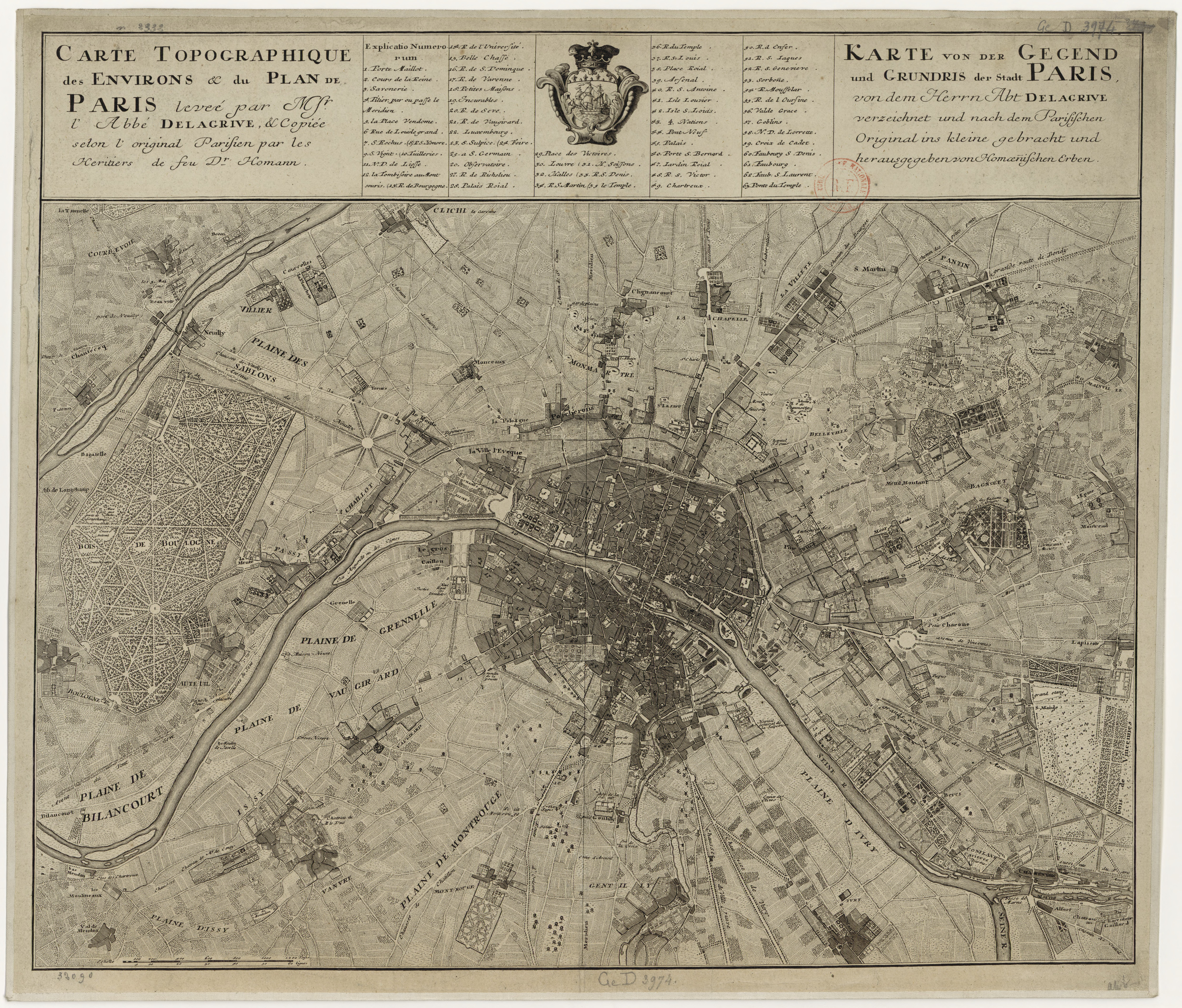
1735年のパリの地図

1594年、アンリ4世の即位によりパリは名実ともにフランスの首都の座を回復した。ヴァロワ朝後期の王と異なり、アンリ4世はパリをおもな居住場所とし、都市での多くの公共事業を行った。ルーブル宮殿の拡張、ポンヌフ、ヴォージュ広場、ドフィーヌ広場、サン・ルイ病院の建設がなされた。フォンテーヌブロー宮殿もよく用いられ、次のルイ13世はこの宮殿で生まれている。ほかにもサン＝ジェルマン＝アン＝レーにも居城があった。
ルイ13世の治世下にパリは大きく変化した。その母のマリー・ド・メディシスによるテュイルリー宮殿やリュクサンブール宮殿、リシュリューによるパレ・ロワイヤルが建設され、ソルボンヌ大学の改築も行われた。
太陽王ルイ14世の即位後まもなくフロンドの乱が起こり、反動的に貴族勢力が打倒された結果、絶対王政の確立が促された。ルイ14世は、1677年に居城をヴェルサイユに移した。財務総監のジャン＝バティスト・コルベールはパリでの豪華な建設事業を行い、太陽王にふさわしい「新たなローマ」を作り上げようとした。廃兵院などはこのころの建築である。しかし王自身はパリを好まず、パリ郊外の広大なヴェルサイユ宮殿にて執政を行うことを好んだ。このときまでにパリは中世の市域を大きく越えて成長し、17世紀半ばには人口約50万人、建物約2万5,000棟に達していた。以降、政治の中心地は、ルイ16世の治世末期までヴェルサイユに移ることとなる。
ルイ15世は1715年に居城をいったんパリに戻したが、1722年にはヴェルサイユに居城を再度移してしまう。1752年にはエコール・ミリテールが創設され、1754年にはサント・ジュヌヴィエーヴの丘に教会（現在のパンテオン）が建設された。
ルイ16世治世下の1784年から1790年にかけて、新たな城壁であるフェルミエー・ジェネローの城壁が建設される。
18世紀は、やはり経済的成長の世紀で、人口が増大した。フランス革命直前のパリの人口は64万人を数えた。啓蒙主義、啓蒙思想が発展し、ヴォルテール、ジャン＝ジャック・ルソー、『百科全書』のドゥニ・ディドロ、シャルル・ド・モンテスキューらが活躍した。宮廷がヴェルサイユに置かれたのに対抗し、王族のオルレアン公がパレ・ロワイヤルを増築改修すると、この地はパリ随一の繁華街を形成し、啓蒙思想家のみならずあらゆる階層の人々を引きつけ、とりわけ急進的な革命家の根拠地ともなった。

### フランス革命

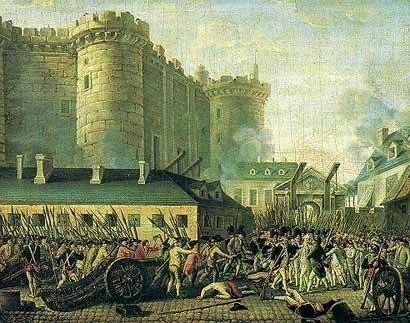
バスティーユ襲撃

1789年7月14日、パリ市内で発生したバスティーユ襲撃によってフランス革命が勃発した。ヴェルサイユ行進でルイ16世が強制的にパリのテュイルリー宮殿に戻されてからは、革命の重要な事件の多くがパリで発生した。
1790年にパリ県が成立し、1795年にセーヌ県へと改称される。パリ市は県庁所在地とされていた。

### 19世紀

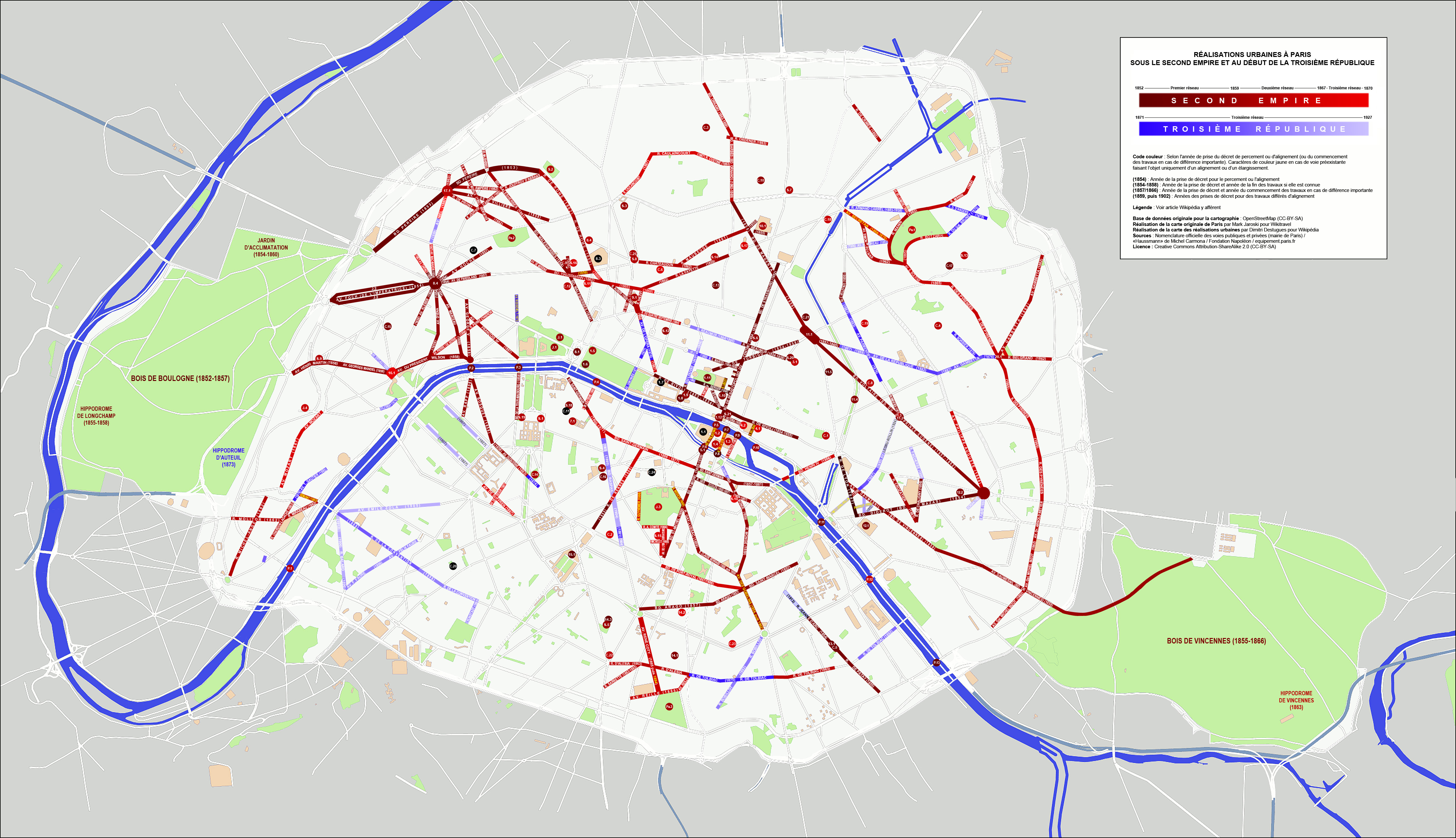
第二帝政および第三共和政下の都市改造

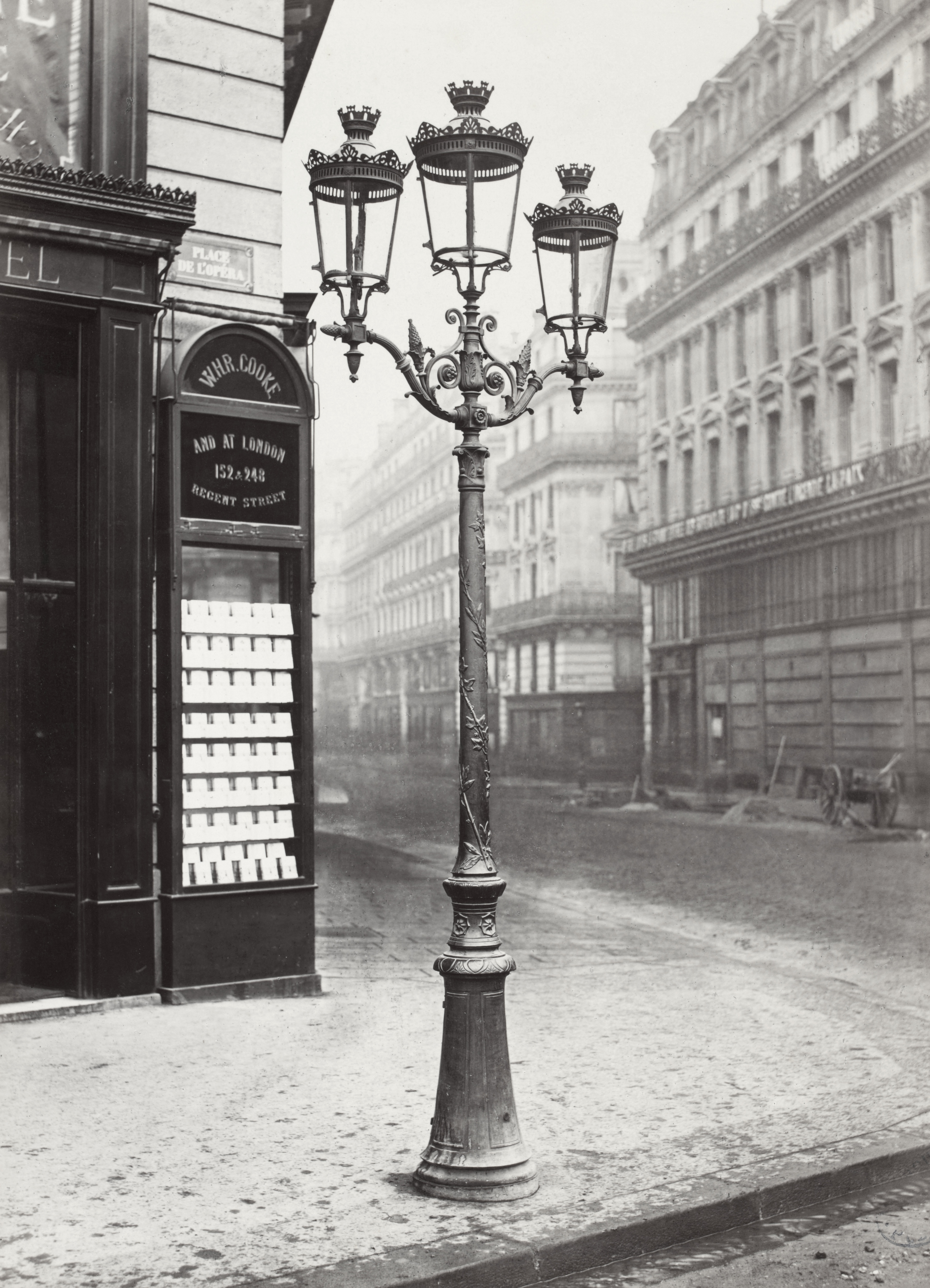
1860年代のガス灯

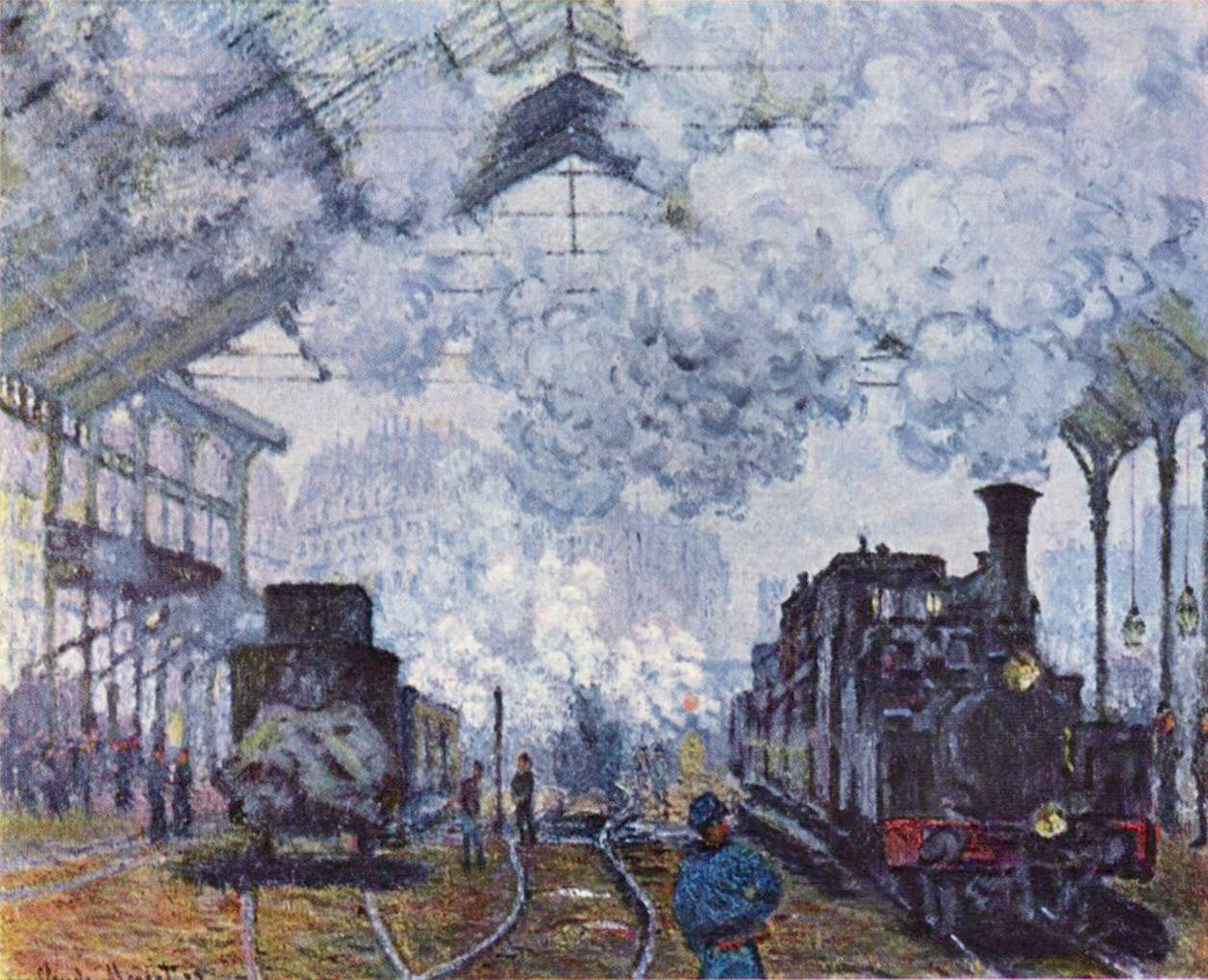
クロード・モネ『サン・ラザール駅』1877年

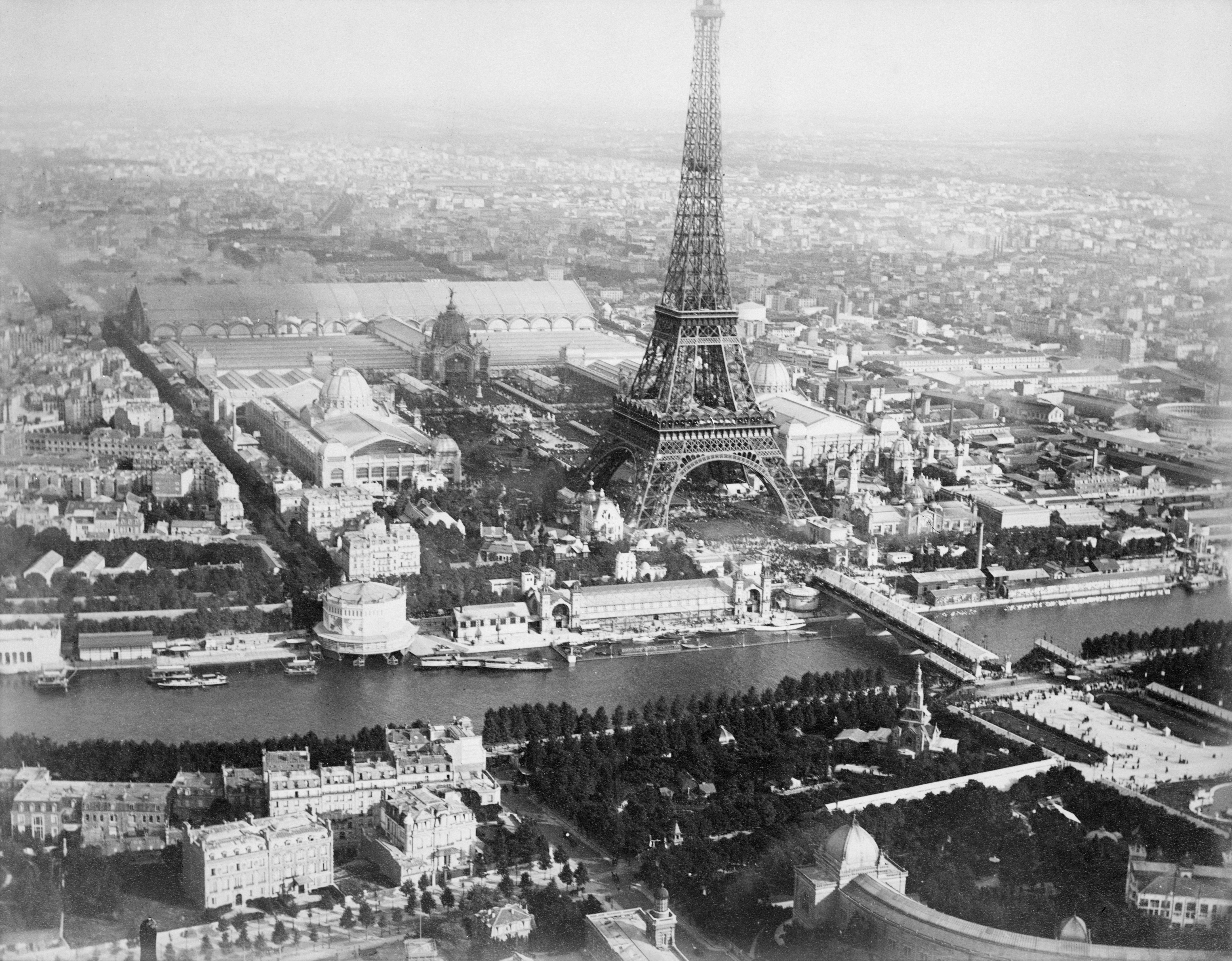
パリ万国博覧会 (1889年)

混乱を経た1800年当時の人口は、54万7,756人であった。ナポレオン1世は、パリを新しいローマとすべく、帝都と定め、カルーゼル凱旋門やエトワール凱旋門を建て、ウルク運河（en）を開削するなどした。
第一帝政後の19世紀のパリは、復古王政期および1848年革命（二月革命）を経て、第二共和政、第二帝政さらに第三共和政へと、王政ないし帝政と共和政が交錯し、政治的には安定しなかったものの、産業革命の到来により経済的・文化的には繁栄した。
文化面では、ヴィクトル・ユーゴー、オノレ・ド・バルザック、エミール・ゾラ、スタンダールといった文豪に加え、19世紀後半にはエドゥアール・マネやモネ、ドガ、ルノワール、セザンヌ、ピサロ、モリゾ、ギヨマン、シスレーといった印象派の画家が活躍し始めた。スーラ、ゴッホ、ポール・ゴーギャンなどのポスト印象派、新印象派へと続くものとなった。
1837年にはパリ・サン＝ジェルマン鉄道のサン・ラザール駅、1840年にヴェルサイユ・左岸鉄道のモンパルナス駅、1840年にパリ・オルレアン鉄道のオステルリッツ駅、1846年に北部鉄道 (フランス)のパリ北駅、1846年にソー鉄道のアンフェール城門駅（ダンフェール＝ロシュロー駅）、1849年にパリ・リヨン鉄道のリヨン駅およびパリ・ストラスブール鉄道のストラスブール駅（パリ東駅）がそれぞれ建設された。他方、1841年から1844年にかけてティエールの城壁が築かれ、これらの放射状路線をつなぎ、城壁内の補給路を確保するために、プティト・サンチュールが1852年から建設され始めた。
第二帝政下ではセーヌ県知事ジョルジュ・オスマンによってパリ改造が行われた。中世以来の狭い路地を壊して道路網を一新したほか、上下水道の設置など都心部の再開発や社会基盤の整備が行われた。水道の水はジェネラル・デゾーが供給するようになった。これらによりパリは近代都市として生まれ変わった。現在のパリ市中心部の姿はほぼこのときの状態をとどめている。1860年、ティエールの城壁内のコミューンがパリに併合された。併合後である1861年当時の人口は169万6,141人だった。
普仏戦争でナポレオン3世の主力軍が敗北すると、パリは1870年9月からプロイセン軍に包囲された。翌1871年1月に第三共和政の政府は降伏したが、パリの労働者らはこれを認めず蜂起した。3月には史上初の労働者階級の政権パリ・コミューンが発足したが、ヴェルサイユ政府軍の攻撃によりわずか2か月で崩壊した。コミューンの最後はパリ市内での市街戦となり、大きな被害を出した。
クレディ・リヨネのパリ支店支配人Mazeratがリヨン本店支配人Letourneurに書き送ったところによると、普仏戦争以後に企てられた全事業でロスチャイルドとその庇護下のオートバンクが独占的役割を果たした。パリ市はロスチャイルドらより2億フランを借り受け、ドイツへ占領税を支払った。20億フランのパリ市公債もロスチャイルドらが引き受けた。
19世紀末から20世紀初めにかけて、パリでは数回の万国博覧会が開かれた。1889年の万博ではエッフェル塔が建てられ、1900年にはメトロが開業した。この時代をベル・エポック（よき時代）と呼ぶ。パリは「光の都」と呼ばれ、ロンドンに匹敵する経済都市に成長した。

### 20世紀

パリに入城したドイツ国防軍

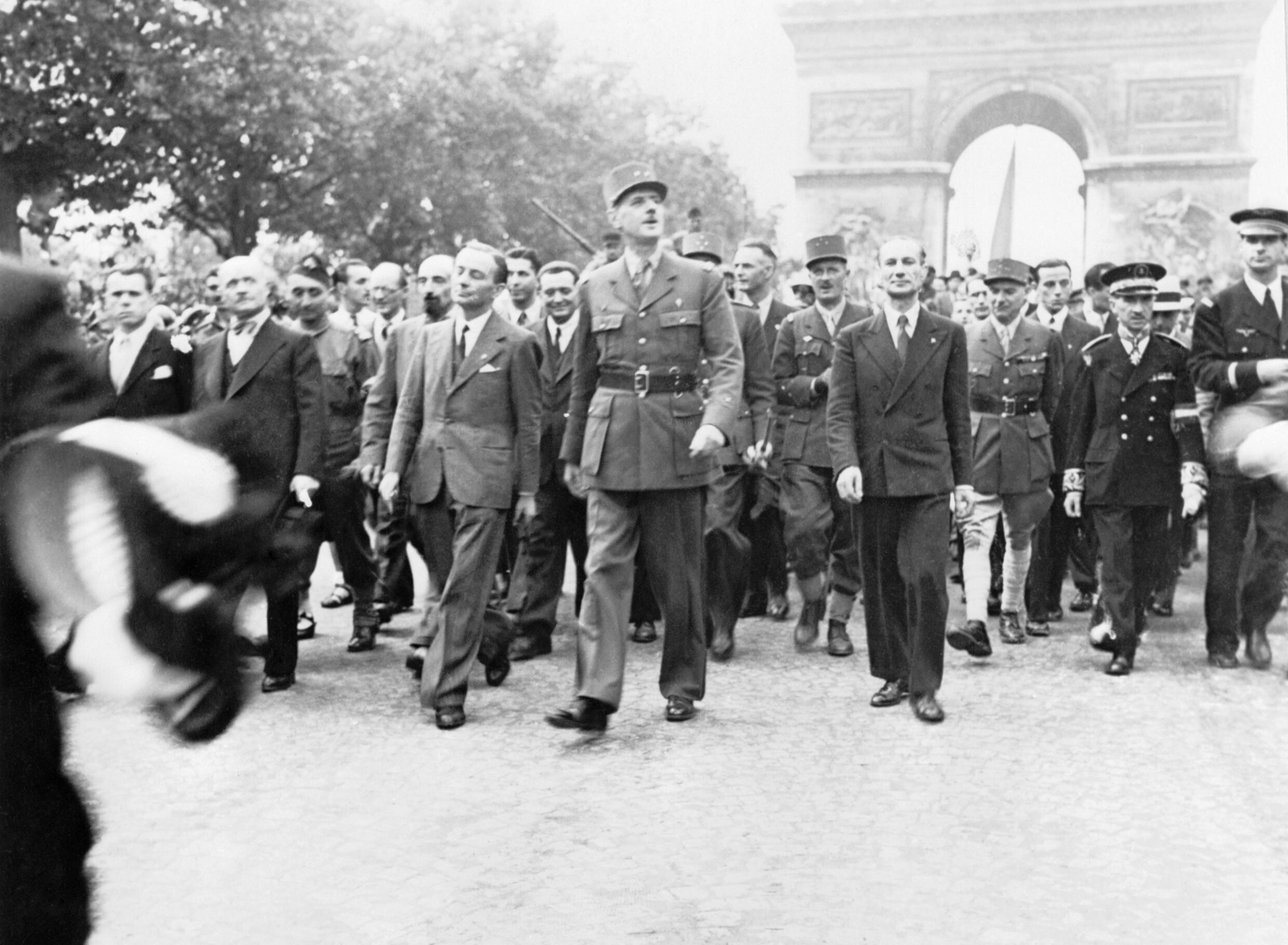
シャンゼリゼ通りを凱旋するド・ゴール将軍

20世紀にはさらに工業が進展し、このころまだまとまった敷地が残っていたパリ郊外にルノーやシトロエンの工場ができた。パリで働くための移民が集まり、赤いバンリューの起源となった。1904年6月、1,000万フランのロスチャイルド財団が一族6人と北部鉄道 (フランス)の役員3人を発起人として設立された。この財団は建築家を直接雇用して財団所有の事務所に集め、低廉住宅の建築様式を共同作成させた。優秀作の意匠権は賞金と引き換えに財団が所有した。1912年12月23日のボンヌヴェ法は全会一致で可決され、パリ市が低廉住宅を建設するために要請していた2億フランの借款を認めた。
第一次世界大戦の緒戦ではドイツ軍がパリの目前にまで迫り、政府が一時ボルドーに避難するほどであったが、マルヌ会戦の勝利により辛くも陥落を免れた。
しかし1914年8月30日にはドイツ軍機からの爆弾の投下（都市爆撃の先駆けとされる）や大戦後半にはパリ砲による砲撃を受けた。戦間期にはパリは芸術の都としての地位を回復し、アメリカやヨーロッパなどから多くのボヘミアンたちを惹きつけた。
しかし第二次世界大戦が勃発すると、ナチス・ドイツのフランス侵攻開始から1か月で政府はパリを放棄せざるを得なくなり、1940年6月11日に首都機能をトゥールに移転。パリは6月13日に非武装都市宣言を行ったことで市街戦は回避され、翌6月14日にはドイツ軍が進駐し、パリを無血で占領した。パリが外国軍の手に落ちるのは4度目（過去3回は百年戦争、ナポレオン戦争による敗北、普仏戦争）であった。
6月23日にはアドルフ・ヒトラーがパリに入った。占領下のパリではレジスタンス運動に身を投じる者がいる一方で、積極的にドイツ軍に協力する市民もいた。後者はのちに対独協力者（コラボラトゥール）として糾弾されることになる。
ノルマンディー上陸作戦から2か月半後の1944年8月24日、アメリカ軍がパリ郊外に達しドイツ軍と交戦。翌25日にはアメリカ軍と自由フランス軍が市内中心部に達し、連合国による解放が実現した。このときドイツ軍のパリ駐留部隊を指揮していたディートリヒ・フォン・コルティッツ将軍は、ヒトラーからパリを破壊するよう命令されていたが、これを拒んで部隊を無抵抗で退却させ、自身は降伏した。この英断によりフォン・コルティッツは戦後、フランスから名誉パリ市民号を贈られている。
20世紀のパリは文化的にも成熟し、アルベール・カミュやジャン＝ポール・サルトルらが実存主義を生み出し、マルセル・プルーストやアンドレ・ジッドなどの小説家が輩出された。1960年に創刊された前衛雑誌『テル・ケル』にはロラン・バルト、ジョルジュ・バタイユ、ミシェル・フーコー、ジャック・デリダ、ジュリア・クリステヴァらが名を連ね、構造主義とポスト構造主義は世界的な影響力を持ち、フランス現代思想が隆盛を極めた。映画界では、1950年代末から1960年代中盤にかけて、ジャン＝リュック・ゴダールやフランソワ・トリュフォーらヌーヴェルヴァーグが台頭した。
人民戦線の頃以降のフランス共産党の党勢拡大などを背景として、1968年1月1日、セーヌ県が廃止され、パリは特別市となった。このような政治的や文化的状況下で、五月革命が起こった。
1950年代以降のパリでは、おもに郊外（バンリュー）で人口が急増した。環状高速道路ペリフェリックをはじめとする高速道路網や、郊外と都心を直結する鉄道RERなどが整備され、ラ・デファンス地区がオフィス街として開発された。

### 21世紀
豊かな都心と貧しい郊外という構図が生まれ、失業や治安の悪化が社会問題となった。2005年にはパリ郊外暴動事件が発生した。2015年11月13日にはパリ同時多発テロ事件が発生した。

## 政治

### 行政

#### 行政機構の変遷
| 左：1795年から1860年までの12の行政区と48のカルティエ／右：1860年以降の20の行政区 |  | 左：1795年から1860年までの12の行政区と48のカルティエ／右：1860年以降の20の行政区 |
| 左：1795年から1860年までの12の行政区と48のカルティエ／右：1860年以降の20の行政区 |  |                                                                                  |

フランス革命後の地方自治制度では、パリ市はセーヌ県（当初の名称はパリ県）に属する一コミューンであり、同県の県庁所在地であった。当時の市域は現在より狭く、フェルミエー・ジェネローの城壁（現在は、ほぼその跡に沿ってメトロ2号線・6号線が走っている）の内側のみであった。当初は、48の地区に細分化されていたが、各地区を統合する形で12の行政区が設けられるに至った。
1860年に市域が拡張されてほぼ現在の範囲となり、同時に新たな20の行政区が設けられた。これらの行政区は、1795年10月11日以降存在していた12の旧行政区から置き換えられたものである。
1968年1月1日に完全施行された「パリ地域の再編に関する1964年7月10日法」による再編以降、セーヌ県が廃止され、パリは県とコミューンの地位を併せ持つこととなる。パリは、1860年のパリ拡張の際に創設された20の行政区と18の選挙区に分けられている。
1976年にイル＝ド＝フランス地域圏が発足すると、パリはその首府となった。
「パリの地位と都市計画に関する2017年2月28日法」では、コミューンと県を統合する特別自治体を2019年1月1日に創設することが規定され、同日、パリは「パリ市」という特別自治体に移行した。

#### 行政区
市内20の区（arrondissement）は、パリ市街地の1区から、右回りの渦巻状に番号がつけられている。1 - 4、8 - 12、16 - 20区は右岸に、5 - 7、13 - 15区は左岸に位置する。

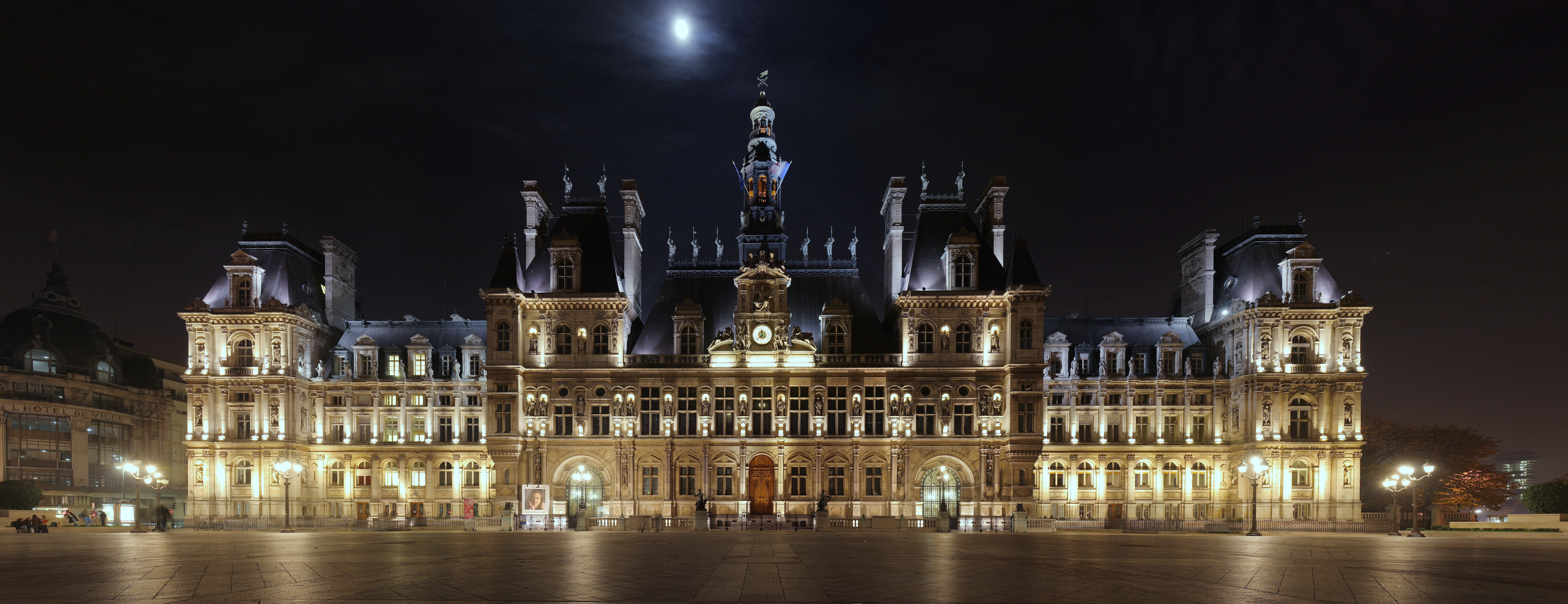
夜のパリ市庁舎

#### 行政的地位の変遷
この街の行政的地位は何度も変更されている。1871年3月26日から5月22日まで、パリには、蜂起勢力である代表制普通選挙による議会をともなうパリ・コミューンによる政府が置かれた。1870年に成立した第三共和政は、この出来事への恐怖心を持つ保守主義者たちによって運営されていた。彼らは、パリの行政権をセーヌ県知事（préfet de la Seine）に、パリの警察権を警視総監（préfet de police）にそれぞれ与えることを内容とする1884年4月5日法を制定した。他方、市町村選挙で議員が選出されるパリの議会は、毎年、主として代表者としての機能を有する「議長」を選出していた。すなわち、パリには市長がいなかった。また街の予算は、国の同意を得る必要があった。
1975年12月31日法（1977年の市町村選挙の際に施行された）は、109人の議員で構成される市議会かつ県議会であるパリの議会を創設し、議員によってパリ市長を選出することにした。区の委員会は、諮問と推進の役割を有していた。委員会の構成員は、選挙人・パリ市長・パリの議会によって選出された。警視総監は国家により任命され、警察権を行使する。
パリ・リヨン・マルセイユおよびコミューン間の協力による公共機関に関する1982年12月31日法が、パリには1983年の市町村選挙の際に施行され、163人の議員を選出することになったほか、特に予算に関する議会の権限が拡大し、委員会を廃して区議会が創設された。
2002年5月2日の2002-810号デクレ以降、行政警察権がパリ市長と警視総監に共有されることとなり、その実現のために、両者は互いの活動方法を相互に承認することとなった。承認手続に関しては、パリ議会が審議したうえ、毎年その予算および決算を承認する必要がある (この予算は国家によって決められたものである）。パリ市長はこれ以降、生活安全分野に関する限り、たとえ警視総監の手中にある権限に関するものであっても関与することになった。
パリの議会の活動は、パリ市が資本を保有する会社の仲介人やパリの混合経済会社（SEM）によっても実現される。

#### 他のコミューンとの連携の不存在
ほかの主要都市とは異なり、パリとその郊外のコミューンとの間、« 大パリ » 内には、固有の予算をともなうコミューン間の連携が存在しない。もっとも、パリとその郊外の県との間では、下水道組合（SIAAP, Syndicat interdépartemental pour l’assainissement de l’agglomération parisienne）の再編を行った。また、イル＝ド＝フランス交通組合（STIF）は、イル＝ド＝フランス地域圏の公共機関であり、パリとその郊外の総合的な交通網整備を行う組織である。
ほかの国際的な大都市と異なり、おおよそ環状のペリフェリックで区切られる中心市街のみを範囲とするパリの街については、その実際的な範囲を明確にする必要がある。上述各城壁の変遷で見るように歴史的かつ政治的な配慮が障害となって、« 大パリ » を管理する行政機関が存在しないことは、パリ都市圏の現在の主要な問題のひとつである。
現在のパリの領域は、上述概要の項で指摘されているように日本の山手線内よりやや広い程度である。その市域の境界線は歴史的で時代錯誤な経緯の産物、あるいは現在はパリ都市圏に取り込まれ、消えてしまった地形に適合していたにすぎないものであるにもかかわらず、市域の内外を問わず、パリ都市圏の人々には共通の行政的需要ならびに経済的・社会的関心がある。ところが、各コミューンは行政的・税制的に独立しており、コミューンや県の枠を超えて存在する集団的需要（交通や住宅など）に関する組織については、都市圏規模のまとめ役となる機構が存在しない。イル＝ド＝フランス地域圏となると、地域の約80パーセントに農村部が残っており、パリ都市圏のための枠としては大き過ぎ、« 大パリ » たるパリ都市圏内の適切な連携に適っていない現状がある。

#### 市長
歴代市長
初代市長はジャン＝シルヴァン・バイイ（在任：1789年7月15日 - 1791年11月18日）。
1795年 - 1848年の2月革命まで、12の区に分割され各区にConseil municipal（議会）が置かれ自治が行われたため、パリ市長は置かれなくなった。1795年 - 1977年の間、わずかな例外（2月革命後の4人の市長）を除いて市長は置かれず、各区のConseil municipalの議長が実質上は市長のような務めを果たした。1977年以降は「パリ市長」がパリ県知事（Préfet）とコミューンの首長の性格を併せ持っていた。2019年に県とコミューンを統合した特別自治体「パリ市」が誕生したため、パリ市長はその首長となった。
| - | 氏名                 | 就任          | 離任          | 政党       | 補記（他の資格 等） |
| - | -------------------- | ------------- | ------------- | ---------- | ------------------- |
| - | ジャック・シラク     | 1977年3月20日 | 1995年5月16日 | 共和国連合 | 国民議会議員        |
| - | ジャン・チベリ       | 1995年5月22日 | 2001年3月24日 | 共和国連合 | 国民議会議員        |
| - | ベルトラン・ドラノエ | 2001年3月25日 | 2014年4月5日  | 社会党     | 元元老院議員        |
| - | アンヌ・イダルゴ     | 2014年4月5日  | 現職          | 社会党     | 初の女性パリ市長    |

#### 財政
予算と税収
2011年の当初予算（街および県としてのもの）は約85億8,200万ユーロで、うち69億600万ユーロが行政活動に、16億7,600万ユーロが投資に充てられている。債務残高は約26億9,600万ユーロである。2008年の県債は266億ユーロにのぼる。

### 司法機関

#### 司法裁判所系統
パリ大審裁判所がシテ島のパレ・ド・ジュスティス (パリ)に置かれている。この裁判所は、フランスの大部分の訴訟事件を取り扱う巨大司法機関である。各区には小審裁判所が置かれている。
パリ商事裁判所は、やはりシテ島（コルス河岸）に置かれている。パリ違警罪裁判所は19区（rue de Cambrai）、パリ労働審判所は10区（rue Louis-Blanc）にそれぞれ置かれている。
パリのみを管轄する裁判所以外に、複数の県を管轄するパリ控訴院もパレ・ド・ジュスティスに置かれている。その管轄は、セーヌ＝エ＝マルヌ県、エソンヌ県、セーヌ＝サン＝ドニ県、ヴァル＝ド＝マルヌ県、ヨンヌ県である。パリ控訴院の管轄区域には、フランス全人口の12.6パーセントが暮らしている。なお、ほかのイル＝ド＝フランス地域圏内の各県およびウール＝エ＝ロワール県は、ヴェルサイユ控訴院の管轄となる。

#### 行政裁判所系統
パリは、4区所在のパリ地方行政裁判所の管轄に属する。控訴は、パリ行政控訴院に対して行うことになる（ほかに、マタ・ウトゥ、ムラン、ヌーヴェル・カレドニー、フランス領ポリネシアの各地方行政裁判所からの控訴を受ける）。

#### 最高裁判所及び憲法裁判所
パリ（1区）には、司法と行政それぞれの最高裁判所である破毀院と国務院（コンセイユ・デタ） に加え、憲法院（憲法裁判所）も置かれている。

### 行刑施設
パリのいくつかの刑務所は今日でも有名である。
右岸のグラン・シャトレは、王の刑務所を内部に置き、その別館（左岸のプティ・ポンにあるプティ・シャトレ）とともに、14世紀から破壊される1782年まで投獄所および拘置場所とされていた。
コンシェルジュリー、バスティーユ牢獄、ヴァンセンヌ城の3つの刑務所は、歴史的なシンボルとなっている。コンシェルジュリーはパリの裁判所固有の刑務所であったが、フランス革命の間にマリー・アントワネットやほかのギロチン犠牲者を迎えたあとも、1914年まで拘置所として機能し続けた。バスティーユ牢獄は1370年から構築され、リシュリューが権力を振るっていたころに国の刑務所となった。 ヴァンセンヌ牢獄は、やはり1784年まで国会の刑務所であったが、その名の通りの投獄の場というよりもむしろ軟禁場所であり、第二帝政下までしばしばそのように使われていた。
1830年から1947年まで11区にロケット刑務所があったが、パリで唯一残存する刑務所（兼拘置所）は1867年に開設されたサンテ刑務所のみである。イル＝ド＝フランス地域圏の主要な刑務所兼拘置所（Maison d'arrêt、メゾン・ダレ）は、フレンヌ (ヴァル＝ド＝マルヌ県)とフルリー＝メロジ（エソンヌ県）にある。ほかに、ポワシーにある困難受刑者が収容されるメゾン・サントラルがある。

## 施設

### 警察
セーヌ＝サン＝ドニ県、オー＝ド＝セーヌ県、ヴァル＝ド＝マルヌ県と同様にパリ警視庁の管轄下にある。
イル＝ド＝フランス地域圏で犯される重罪および軽罪は、フランス全土での4分の1を占める。パリ市内、その外側の「小さな王冠」（セーヌ＝サン＝ドニ県、オー＝ド＝セーヌ県、ヴァル＝ド＝マルヌ県）、さらにその外側の「大きな王冠」は、それぞれイル＝ド＝フランス地域圏内の全認知件犯罪のおおむね3分の1ずつが発生している。パリでみられる犯罪類型としては窃盗が大部分で、全重罪および軽罪の3分の2を占める。2006年には、25万5,238件が認知され、犯罪発生率としては人口1,000人あたり118.58件であった。これは、全国平均61.03‰の約2倍であるが、大都市のみに限ってみれば平均的な数値である（リヨン109.22件、リール118.93件、ニース119.52件、マルセイユ120.62件）。女性被告人の割合は15パーセントを下回り（全国平均をわずかに下回る程度）、未成年の割合は11.02パーセント（全国平均18.33パーセントを7ポイント下回る）である。他方、外国人（有効な滞在許可証を所持しフランスに住居を有する者）の割合は、全国平均を上回る20.73パーセントである。
パリでは、2008年の強姦事件数1,413件で発生率が0.6‰とフランス国内で2番目の高率であった。身体的暴行に関しては、2万7,857件であった。暴行を行うとの脅迫に関しては、2008年において、パリでは5,165件認知された。2008年の財産犯（窃盗、器物汚損、器物破壊）に関して、ブーシュ＝デュ＝ローヌ県に次ぐ件数が認知された。
パリの中央集権主義はまた、この街がテロの犠牲者であることをも物語る。よく知られるナポレオン1世に対するサン・ニケーズ街テロ事件や、最近では、RER B線サン＝ミッシェル＝ノートルダム駅での爆弾テロがある。パリの歴史はこれらの象徴的価値の高い事件が刻まれたものである。これらは、この街での日常生活にとって取るに足りないというものではない。特に、ヴィジピラート計画（Plan Vigipirate）の実施により、観光地や首都の戦略的要衝地の近くに武装した警察、憲兵および兵士が警備しているのを目にすることになる。

### 医療・衛生

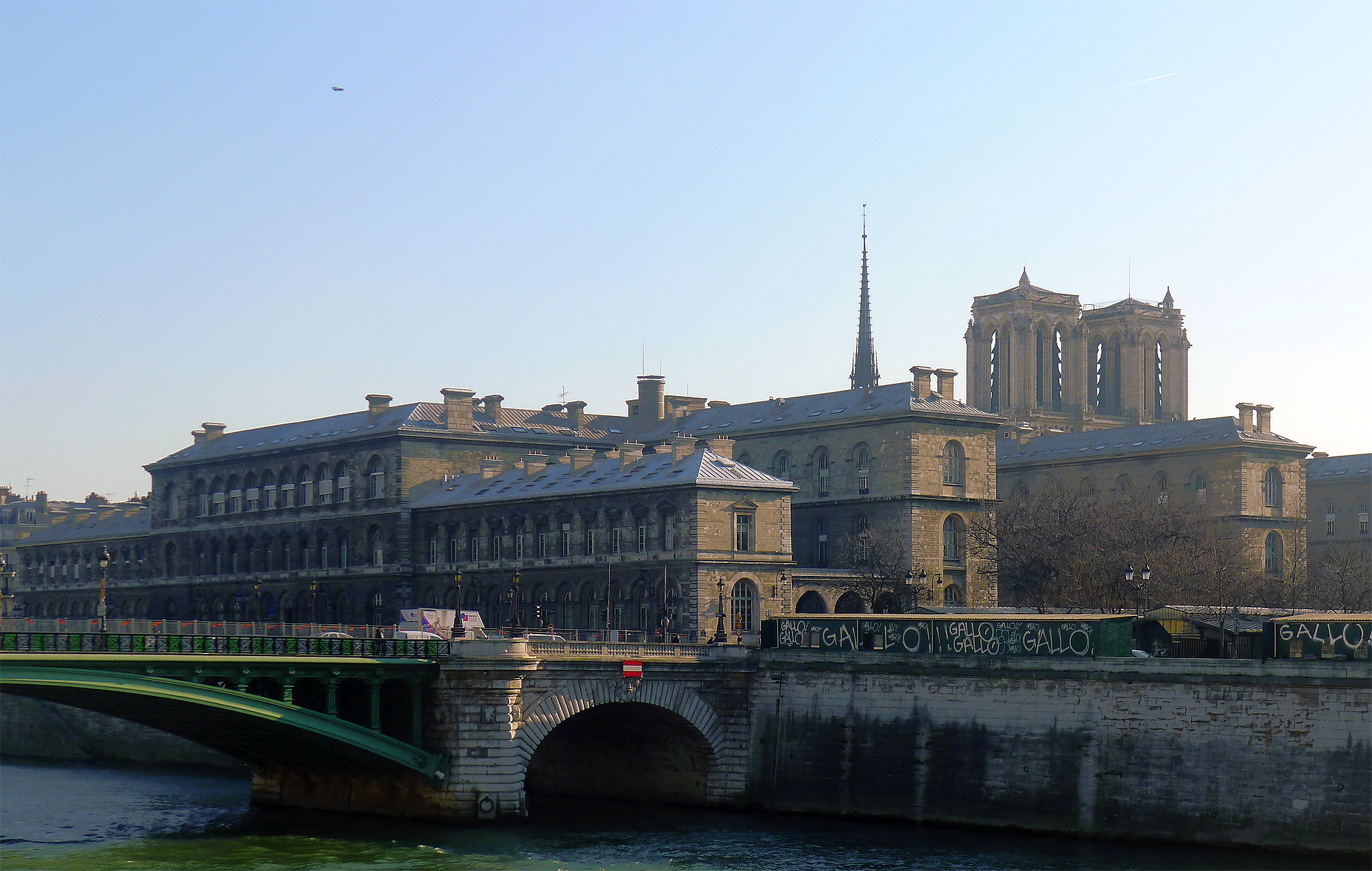
セーヌ右岸からみたオテル・デュー ・ド・パリ

数多くの病院がパリに設置されている。そのうちいくつかは特に古く、医療の伝統は中世にまでさかのぼる。651年にパリ司教だった聖ランドリーによって設立されたシテ島のオテル・デューは、パリでもっとも古い医療施設である。慈愛ともてなしの象徴であり、12世紀まではパリで唯一の病院であった。
大部分の医療施設は、1849年1月10日法によって創設された公的医療施設であるAP-HP（Assistance publique - Hôpitaux de Paris、公的支援-パリ病院連合）に名を連ね、パリ市の後方支援をしている。地域圏およびパリの医療センターの役割も果たし、多くの医師や公務員を含む9万人以上が業務に従事している。5区にあるミラミオン館は、かつて病院の施設として使用されていたが、現在はAP-HPの博物館となっており、パリの医療の歴史を想起させている。AP-HPのパリ市内主要病院としては、ネッケル小児病院、コシャン病院、サルペトリエール病院、サン・タントワーヌ病院、サン・ルイ病院、ビシャ＝クロード・ベルナール病院、ジョルジュ・ポンピドゥー欧州病院を挙げることができる。
他方、アンヴァリッド軍病院はAP-HPに属していないが、保健大臣の監督のもと国防大臣に権限が委任されており、退役軍人などの治療を行っている。同様に、国立アンヴァリッド研究所では、現役および退役軍人（その家族などの被保険者を含む）などが医療看護や外科的治療を受けられる。
パリの近郊「小さな王冠」では、パリ東・クレテイユ・ヴァル＝ド＝マルヌ大学（パリ第12大学）附属アンリ・モンドール大学病院センター（クレテイユ）、パリ南大学附属クレムラン・ビセートル大学病院センター（ル・クレムラン＝ビセートル）、ル・ランシー＝モンフェルメイユ・コミューン連携医療センター、ボジョン病院（クリシー）が有名な医療機関である。「大きな王冠」においても、AP-HPに属してはいないが、いくつかのコミューン連携の総合病院が存在する。たとえば、アルジャントゥイユのビクトル・デュプイ病院やヴェルサイユ医療センターを挙げることができる。
また、医療研究機関としては、1260年にルイ9世によってパリの視覚障害者救済を目的として設立されたキャンズ・ヴァン病院、いずれも軍の衛生部に属するヴァル=ド=グラース軍研究病院、ペルシー軍研究病院、ベガン軍研究病院を挙げることができる。
さらに、ヌイイ＝シュル＝セーヌには、1906年に設立された社会保障非受益者のための非営利・認可私立病院であるパリ・アメリカン・ホスピタルも特筆される。
パリは、フランス全土でも医師の密度がもっとも高い街のひとつである。たとえば、2005年現在、パリの一般医は5,840人を下らないが、セーヌ＝サン＝ドニ県とヴァル＝ドワーズ県には両県を合わせても3,349人の一般医しかいない。
パリでは、公衆衛生を保証・保持するため、特に貧困層向けに、16の市立入浴施設が9つの区に分散設置されている。これらの入浴施設は個室を有するが、洗面具は利用者が用意することになっている。

### 放送局
テレビ局
- フランス・テレビジョン
- TF1
- Canal+（カナルプリュス）

ラジオ局
- Radio FG
- NRJ
- France Inter（フランス・アンテル）

### 娯楽施設
- ディズニーランド・パリ（1992年開業。パリ近郊マルヌ＝ラ＝ヴァレに立地）

### 運動施設
- ジャック・アンクティル自転車競技場（「ツール・ド・フランス」のゴール地点だったこともある自転車競技場）
- ローラン・ギャロス（グランドスラム（4大大会）の一つ「全仏オープン」が開催されるテニスコート）
- ベルシー・アレナ（バレーボール・バスケットボール・柔道・卓球・フィギュアスケートなどの屋内競技からライブ会場まで用いられる屋内の多目的アリーナ）
- スタッド・ド・フランス（陸上競技・サッカー・ラグビーからライブ会場まで用いられる多目的スタジアム）
- パルク・デ・プランス（プロサッカークラブ「パリ・サンジェルマン」の本拠地であるサッカースタジアム）
- スタッド・ジャン＝ブーアン（プロラグビークラブ「スタッド・フランセ」の本拠地であるラグビースタジアム）
- パリロンシャン競馬場（世界的に著名な「凱旋門賞」が開催される）
- オートゥイユ競馬場
- ヴァンセンヌ競馬場

## 対外関係

### 姉妹都市・提携都市
姉妹都市
「ローマのみがパリにふさわしく、パリのみがローマにふさわしい」
| 自治体名 | 国名     | 地域名              | 提携年月日 |
| -------- | -------- | ------------------- | ---------- |
| ローマ   | イタリア | ラツィオ州 ローマ県 | 1956年     |

友好都市
| 自治体名             | 国名           | 地域名                     | 提携年月日                |
| -------------------- | -------------- | -------------------------- | ------------------------- |
| 京都市               | 日本           | 近畿地方 京都府            | 1958年（昭和33年）6月15日 |
| 東京都               | 日本           | 関東地方                   | 1982年（昭和57年）        |
| カイロ               | エジプト       | カイロ県                   | 1985年（昭和60年）        |
| ベルリン             | ドイツ         | 都市州                     | 1987年（昭和62年）        |
| ソウル               | 韓国           | 特別市                     | 1991年（平成3年）         |
| モスクワ             | ロシア         | 連邦市                     | 1992年（平成4年）         |
| ベイルート           | レバノン       | ベイルート県               | 1992年（平成4年）         |
| ジャカルタ           | インドネシア   | 首都特別州                 | 1995年（平成7年）         |
| シカゴ               | アメリカ合衆国 | イリノイ州                 | 1996年（平成8年）         |
| サンフランシスコ     | アメリカ合衆国 | カリフォルニア州           | 1996年（平成8年）         |
| サンティアゴ         | チリ           | 首都州 サンティアゴ県      | 1997年（平成9年）         |
| 北京市               | 中国           | 直轄市                     | 1997年（平成9年）         |
| サンクトペテルブルク | ロシア         | 連邦市                     | 1997年（平成9年）         |
| プラハ               | チェコ         | 首都州                     | 1997年（平成9年）         |
| リスボン             | ポルトガル     | リスボン県                 | 1998年（平成10年）        |
| シドニー             | オーストラリア | ニューサウスウェールズ州   | 1998年（平成10年）        |
| ソフィア             | ブルガリア     | 首都州                     | 1998年（平成10年）        |
| ブエノスアイレス     | アルゼンチン   | ブエノスアイレス州         | 1999年（平成11年）        |
| メキシコシティ       | メキシコ       | 首都州                     | 1999年（平成11年）        |
| ワルシャワ           | ポーランド     | マゾフシェ県               | 1999年（平成11年）        |
| マドリード           | スペイン       | マドリード州               | 2000年（平成12年）        |
| ワシントンD.C.       | アメリカ合衆国 | コロンビア特別区           | 2000年（平成12年）        |
| アテネ               | ギリシャ       | アッティカ地方             | 2000年（平成12年）        |
| ロンドン             | イギリス       | イングランド 大ロンドン州  | 2001年（平成13年）        |
| ポルト・アレグレ     | ブラジル       | リオグランデ・ド・スル州   | 2001年（平成13年）        |
| ジュネーヴ           | スイス         | ジュネーヴ州               | 2002年（平成14年）        |
| ケベック・シティー   | カナダ         | ケベック州                 | 2003年（平成15年）        |
| アルジェ             | アルジェリア   | アルジェ県                 | 2003年（平成15年）        |
| サンパウロ           | ブラジル       | サンパウロ州               | 2004年（平成16年）        |
| ラバト               | モロッコ       | ラバト・サレ・ケニトラ地方 | 2004年（平成16年）        |
| カサブランカ         | モロッコ       | カサブランカ・セタット地方 | 2004年（平成16年）        |
| チュニス             | チュニジア     | チュニス県                 | 2004年（平成16年）        |
| コペンハーゲン       | デンマーク     | デンマーク首都地域         | 2005年（平成17年）        |
| モントリオール       | カナダ         | ケベック州                 | 2006年（平成18年）        |
| ニューヨーク         | アメリカ合衆国 | ニューヨーク州             | 2007年（平成19年）        |
| リオデジャネイロ     | ブラジル       | リオデジャネイロ州         | 2009年（平成21年）        |
| テルアビブ           | イスラエル     | テルアビブ地区             | 2010年（平成22年）        |
| ダカール             | セネガル       | ダカール州                 | 2011年（平成23年）        |

### パリと呼称される世界の都市
ヨーロッパ的な街並みに対し、「○○のパリ」と異名がつけられている。特に移民や植民地などでフランス色が強い都市に多い。
- モントリオール - 「北米のパリ」（フランス系移民が多い）
- ケベック・シティー - 「北米のパリ」（フランス系移民が多い）
- ブエノスアイレス - 「南米のパリ」
- ホーチミン - 「東洋のパリ」（元フランスの植民地）
- プノンペン - 「東洋のパリ」（元フランスの植民地）
- 上海 - 「東洋のパリ」（フランス租界があった）
- ハルビン - 「東洋のパリ」（ヨーロッパ風の建物が数多く現存）
- 大連 - パリをモデルにした街づくりが為された
- イルクーツク - 「シベリアのパリ」
- ベイルート - 「中東のパリ」（元フランス委任統治領）
- ブカレスト - かつて「東欧の小パリ」と呼ばれた
- トロムソ -「北欧のパリ」
- コペンハーゲン -「北欧のパリ」
- トリノ - 「イタリアの小パリ」

## 経済

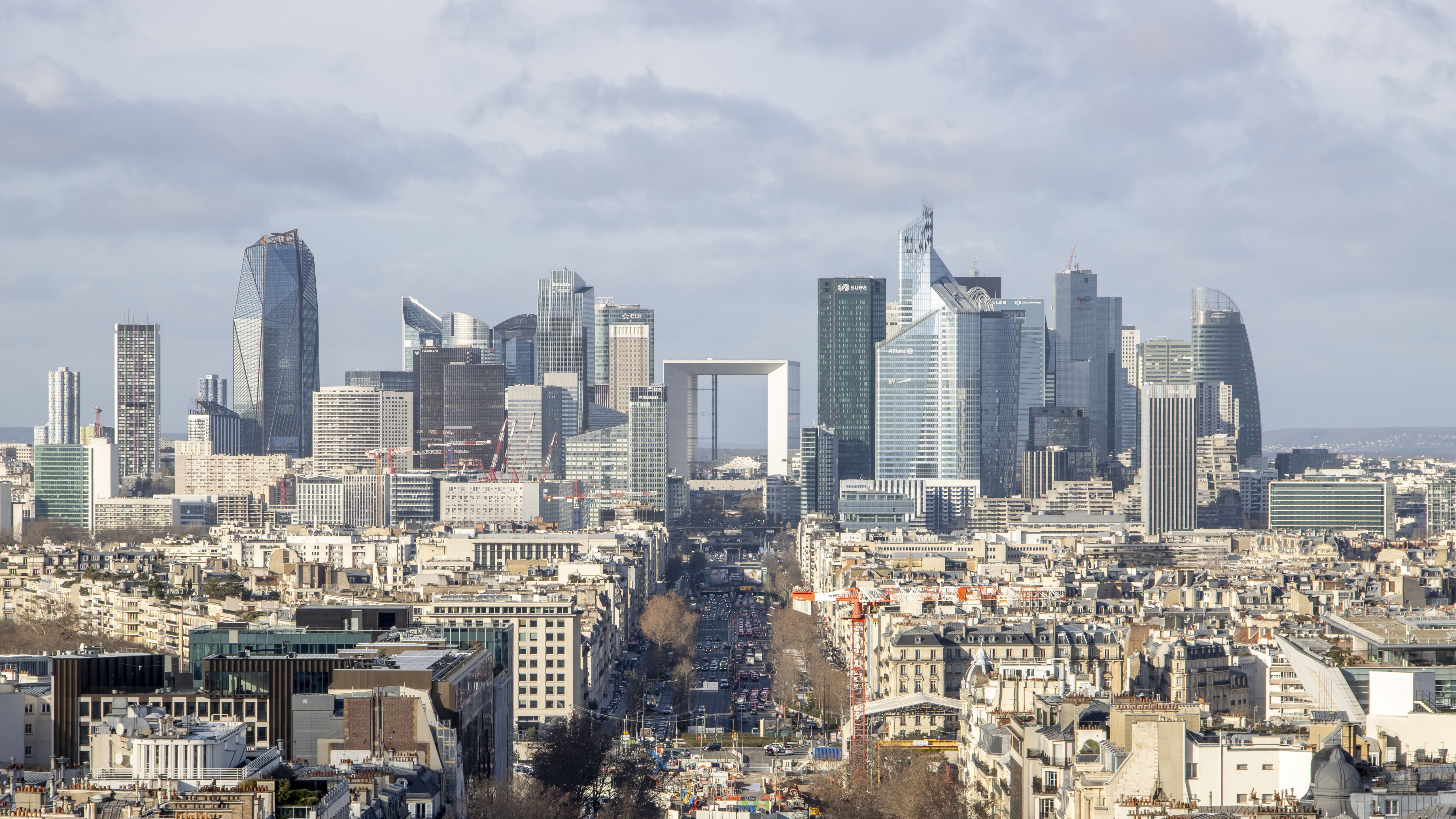
フランス最大の金融街ラ・デファンス

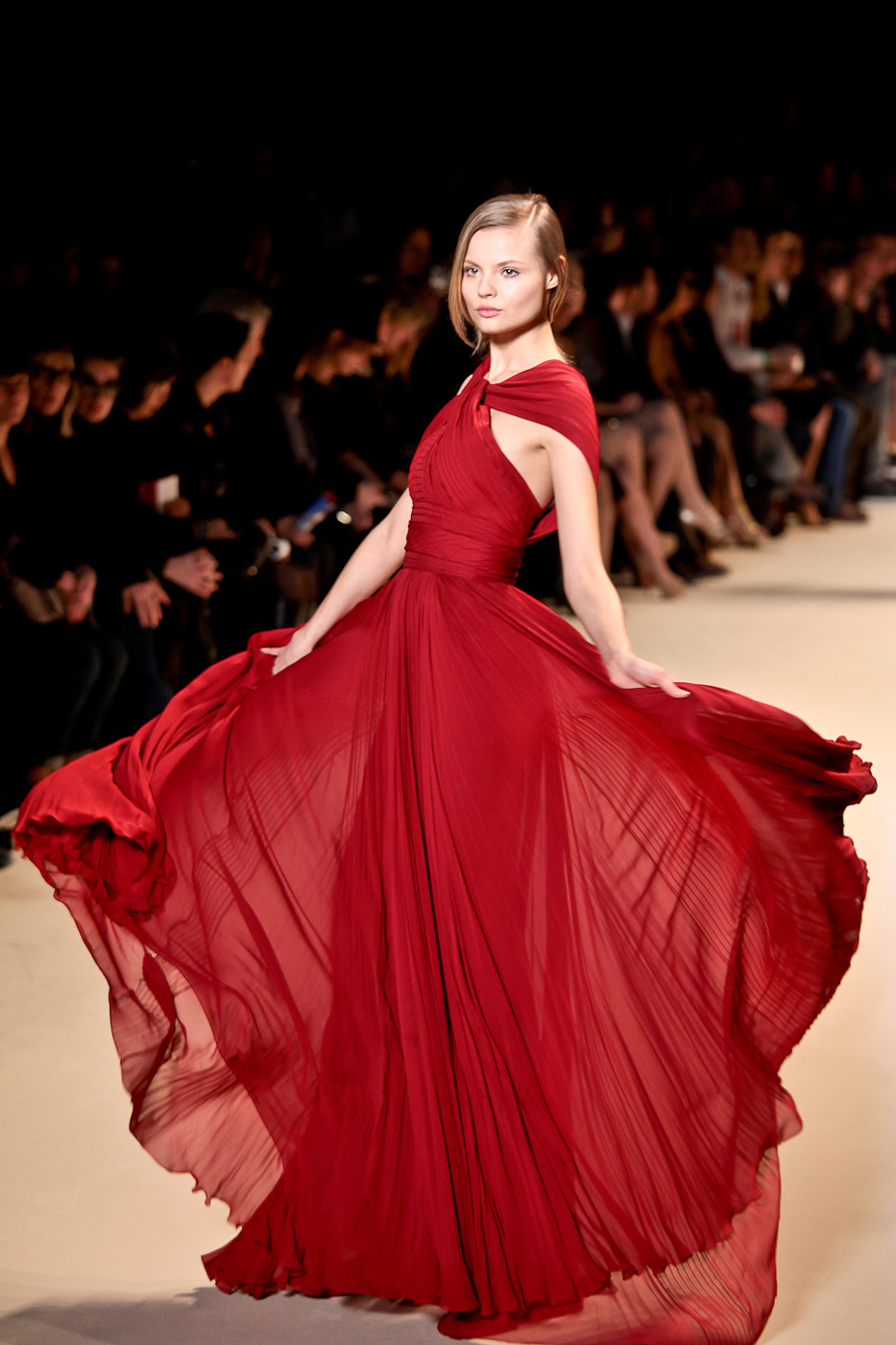
2011年パリ・コレクション（パリのファッション週間）。パリの商人たちは、商品を同業者らに一連のショーを使って見せては大量の売買契約を結び、同時にマスコミにもイメージを流す、という巧みなビジネス手法を発展させた

フランスにおける経済の中心地であり、世界屈指の経済都市でもある。2014年のパリ都市圏の総生産は6,798億ドルであり、東京都市圏、ニューヨーク都市圏、ロサンゼルス都市圏、ソウル都市圏、ロンドン都市圏に次ぐ世界6位の経済規模を有する。
多国籍企業の本社数や資本市場の規模などビジネス分野を総合評価した都市ランキングでは、ロンドンとともにヨーロッパでトップクラスである。BNPパリバ、トタル、アクサなど世界有数の大企業の本社が所在しており、世界500大企業の本社数では、ニューヨークやロンドンを凌ぎ、西洋の都市では最多である。
工芸品や贅沢品や服飾品などの、ビジネスの集積地でもある。
アンシャン・レジームの時代では、貴族は服をたった1着手に入れるにも、まずは布地を扱う商人のところへ行って気にいる布地を苦労して見つけ、次にその布を裁断する職人のところへそれを持っていって、次にそれを縫いあげる職人、と何軒もの店・職人をかけずりまわらなければならず、おまけに訪ねる店は（現代からは想像もつかないような）まるで倉庫のようなありさまで、価格の表示もなく、客は顔色をうかがわれてとんでもない高値を吹っかけられ、支払いも高利の掛け売りというありさまで、皆、服を手に入れることにうんざりしていた。だがアンシャン・レジーム末期のパリに、新しい経営方法を導入した服飾品の小売業者やモード商人が登場した。それまで注文を受ける側であった商人が、主導権を握って王妃などに着る服を提案することを始めたのであり、王族を宣伝塔として巧みに利用し流行を意図的・恣意的に作りだし、貴族たちを煽って金儲けをするようになった。19世紀にはさらにオートクチュール（オーダーメイド服）への道を開き、ファッションショーなどを開催し、メディアも活用し巧みにイメージを作りだし、新興の富裕層（＝ブルジョワジー）の欲望を掻きたて金儲けを行った。しかしオートクチュールのビジネスは20世紀後半には衰退し、現在では主としてプレタポルテを扱うようになった。ショーの華やかな見た目に惑わされている一般人には見えないが、ファッションウィーク期間中のパリというのは、デザイナー側とバイヤー側が直接に会してビジネス上の冷徹でしたたかな交渉が行われる商業（ビジネス）の空間でもある。
若い女性の中には、商人によって（金儲けのために）ビジネスのツールとして作りだされ、雑誌などの各種メディアで流されている虚像を本当の像だと信じ、その像に近づこうとパリにフワフワとやってきてしまう事例が言われている。日本の若い女性でも、パリに来てある期間その実態を自分の目で見るうちに、自分が虚像を信じていたにすぎないことに気づかされ、やがて鬱状態になったり責められているように感じ苦しんで帰国していく事例も指摘されている（→パリ症候群を参照のこと）。

### 主要企業
各節とも日本語での五十音順。パリ近郊に本社及びそれに類する事業所等を置く企業も含める。
| 企業本社等 - アクサ（AXA） - インターナショナル・ニューヨーク・タイムズ（旧インターナショナル・ヘラルド・トリビューン） - エア・リキード（Air Liquide） - エールフランス - LVMH - エンジー（旧GDFスエズ） - Orange（旧フランス・テレコム） - ガルデルマ 仏法人本社 - カルフール - クレディ・アグリコル - ケリング - サノフィ - サフラン・グループ - サンゴバン - ジーセードゥコー - スエズ（改称前はスエズ・アンビロンヌマン） - グループ・レ・ゼコ＝ル・パリジャン（Groupe Les Échos-Le Parisien。LVMHグループで傘下に日刊紙ル・パリジャンと経済紙レ・ゼコ (Les Échos)） - ソシエテ・ジェネラル - ソデクソ - ダッソー - ダノン - タレス・グループ - テクニカラー - トタル - ナバル・グループ（旧DCNS） - BNPパリバ - ビック - ピュブリシス・グループ（英：パブリシス。世界的な広告代理店） - ヴァンシ（世界4位の建設会社） - ヴィヴェンディ（傘下にCanal+グループやユニバーサル ミュージック グループ、旧アヴァス通信社が母体の世界的広告代理店アヴァス・グループ (Havas) など） - ヴェオリア（改称前はヴェオリア・アンビロンヌマン。傘下に世界各国で水道事業を行うヴェオリア・オーなど） - グループPSA（傘下にプジョーやシトロエン、オペル、ボクスホールなど） - ル・フィガロ（女性向けファッション誌Madame Figaro等も発行する） - ブイグ（傘下にTF1など） - フォション (FAUCHON) - フランス国鉄（SNCF） - フランス通信社（AFP） - フランス・テレビジョン - フランス電力 - フランス24 - BPCE（バンク・ポピュレールとケス・デパーニュの系統中央機関。仏第二の金融資本） - ペリエ - ペルノ・リカール - ル・モンド - ラガルデール（傘下にパリ・マッチやELLE等を発行するアシェット・フィリパッキ・メディアなど） - ラザール（英：ラザード。NY・パリ・ロンドンに拠点を置く仏系金融持株会社） - ルノー - レキップ - ロチルド・エ・コ（Rothschild & Co。パリとロンドンのロスチャイルド家（仏：ロチルド家）の金融持株会社） | ファッション、ラグジュアリーブランド等 - アー・ペー・セー (A.P.C.） - アズディン・アライア (Azzedine alaïa、アライア） - アニエス・ベー - アレクサンドル・ドゥ・パリ (Alexandre de Paris） - イザベル・マラン (Isabel Marant） - イネス・ド・ラ・フレサンジュ - イヴ・サロモン (Yves Salomon） - イヴ・サンローラン（サンローラン） - ウビガン - エーグル - エス・テー・デュポン - エマニュエル・ウンガロ - エルザ・スキャパレッリ（スキャパレッリ） - エルベ・シャプリエ - エルメス - エレス（Eres） - オーバドゥ（Aubade） - カール・ラガーフェルド - カルティエ - ガルニエ（Garnier） - カルヴェン（Carven） - ギ・ラロッシュ（Guy Laroche） - クラランス - クリスチャン・ディオール（ディオール） - クリスチャン・ラクロワ（Christian Lacroix） - クリスチャン・ルブタン - クリストフル - アンドレ・クレージュ（クレージュ） - マダム・グレ（グレ） - クロエ - クロエ・ストラ（Chloé Stora） - ゲラン - ケンゾー（高田賢三） - ゴヤール（Goyard） - ザディグ・エ・ヴォルテール（Zadig & Voltaire） - シネクァノン（Sinéquanone） - ジバンシィ - シャネル - ジャマン・ピュエッシュ（Jamin Puech） - シャルベ（シャルベ・プラス・ヴァンドーム、Charvet Place Vendôme） - ジャン＝シャルル・ド・カステルバジャック（Jean-Charles de Castelbajac、カステルバジャック） - シャンタル・トーマス（Chantal Thomass） - シャンテル (ランジェリー)（Chantelle） - ジャン＝ポール・ゴルチエ - ジャン＝ルイ・シェレル - ジェローム・ドレフュス（Jérôme Dreyfuss） - ショーメ (企業)（Chaumet） - セフォラ - セリーヌ - ソニア・リキエル - ソフィー・テアレ（Sophie Theallet） - チェルッティ（Cerruti） - ティエリー・ミュグレー（ミュグレー） - デヴァステ（Dévastée） - ドミニク・シロ（Dominique Sirop） - ニナ・リッチ - バカラ - パコ・ラバンヌ（Paco Rabanne） - バルマン（Balmain） - バレンシアガ - ピエール・カルダン - ヴァンクリーフ&アーペル - ブシュロン - プランセス タム・タム（Princesse tam.tam） - ブルジョワ パリ - ブレゲ - ベルルッティ（Berluti） - マージュ（Maje） - メゾン・マルタン・マルジェラ - メレリオ・ディ・メレー（Mellerio dits Meller） - モーブッサン - モラビト - モロー (企業)（Moreau） - モワナ（Moynat） - ラコステ - ラリック - ランコム - ランセル - ランバン - ルイ・ヴィトン - ルシアン・ペラフィネ（Lucien Pellat-Finet） - ルヴィヨン・フレール（Revillon Frères, ルヴィヨン） - ロシャス - ロジェ・ヴィヴィエ（Roger Vivie） - ロジェ・ガレ（Roger & Gallet） - ロックスウッド（ロックスウッド・ル・パリジャン・カバ、Loxwood Le Parisien Cabas） - ロレアル - ロンシャン |

## 教育・研究機関

### 高等教育

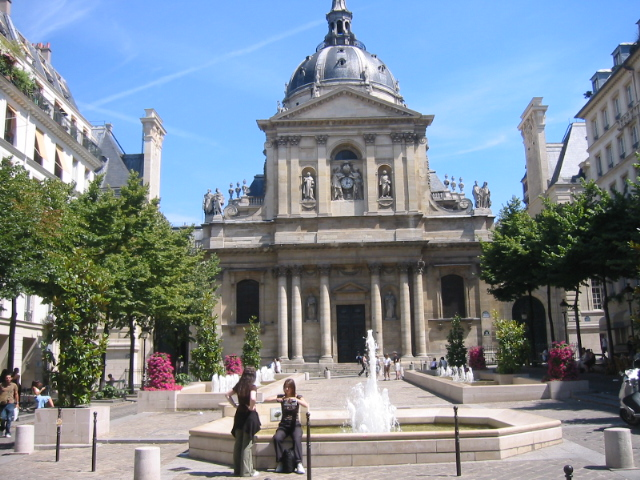
ソルボンヌ広場とソルボンヌのチャペル

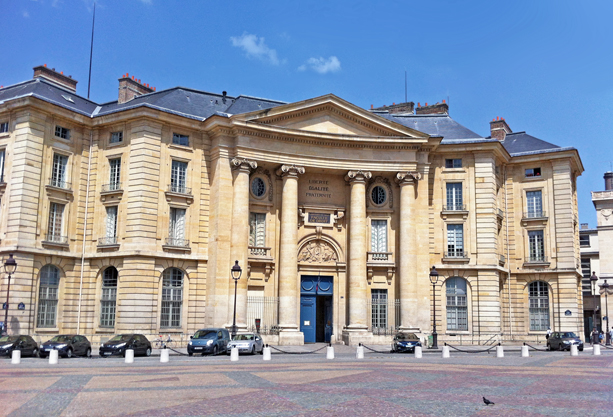
パンテオン広場にあるパリ第1大学と第2大学

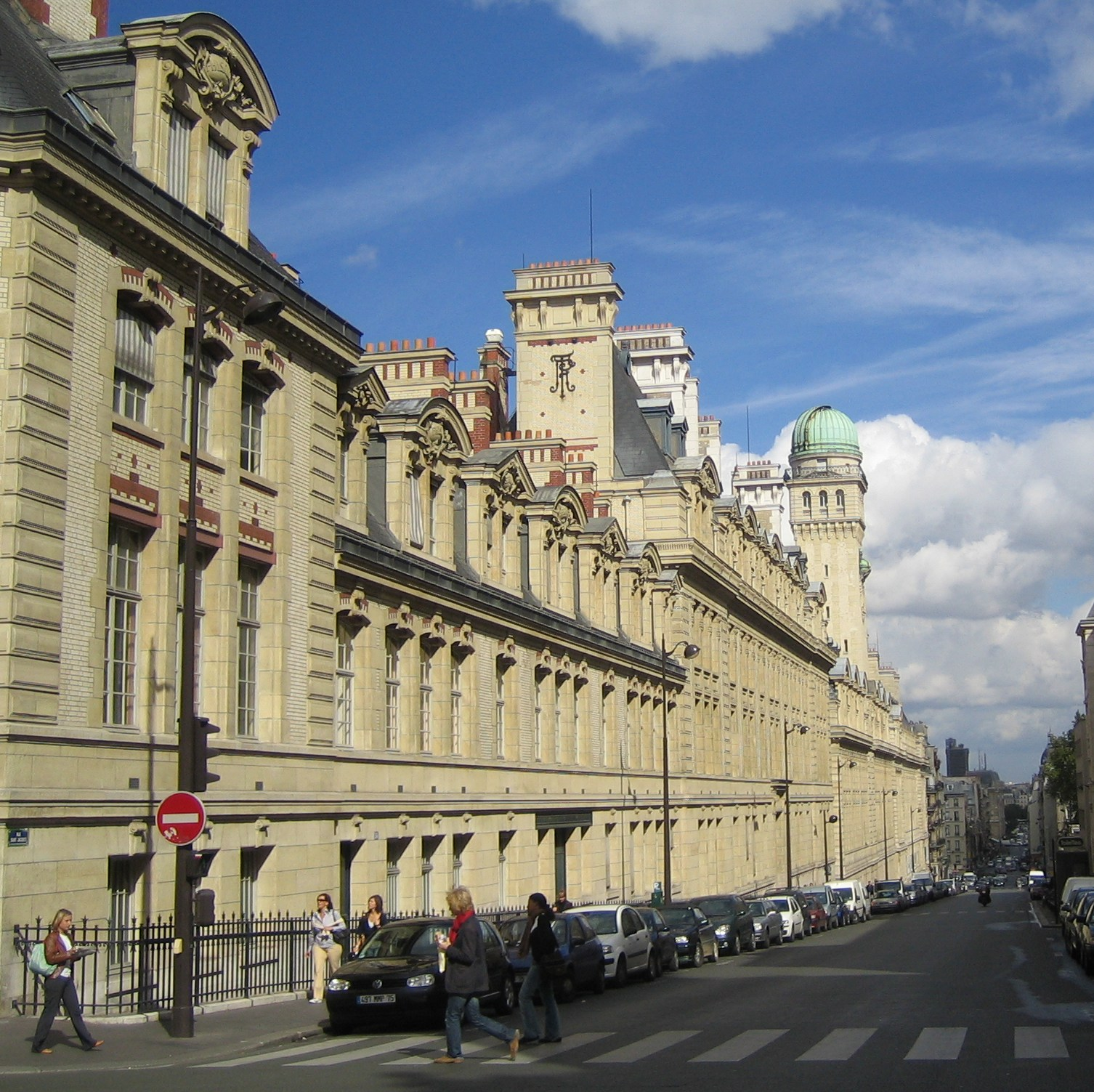
サン・ジャック通りのパリ第3大学校舎

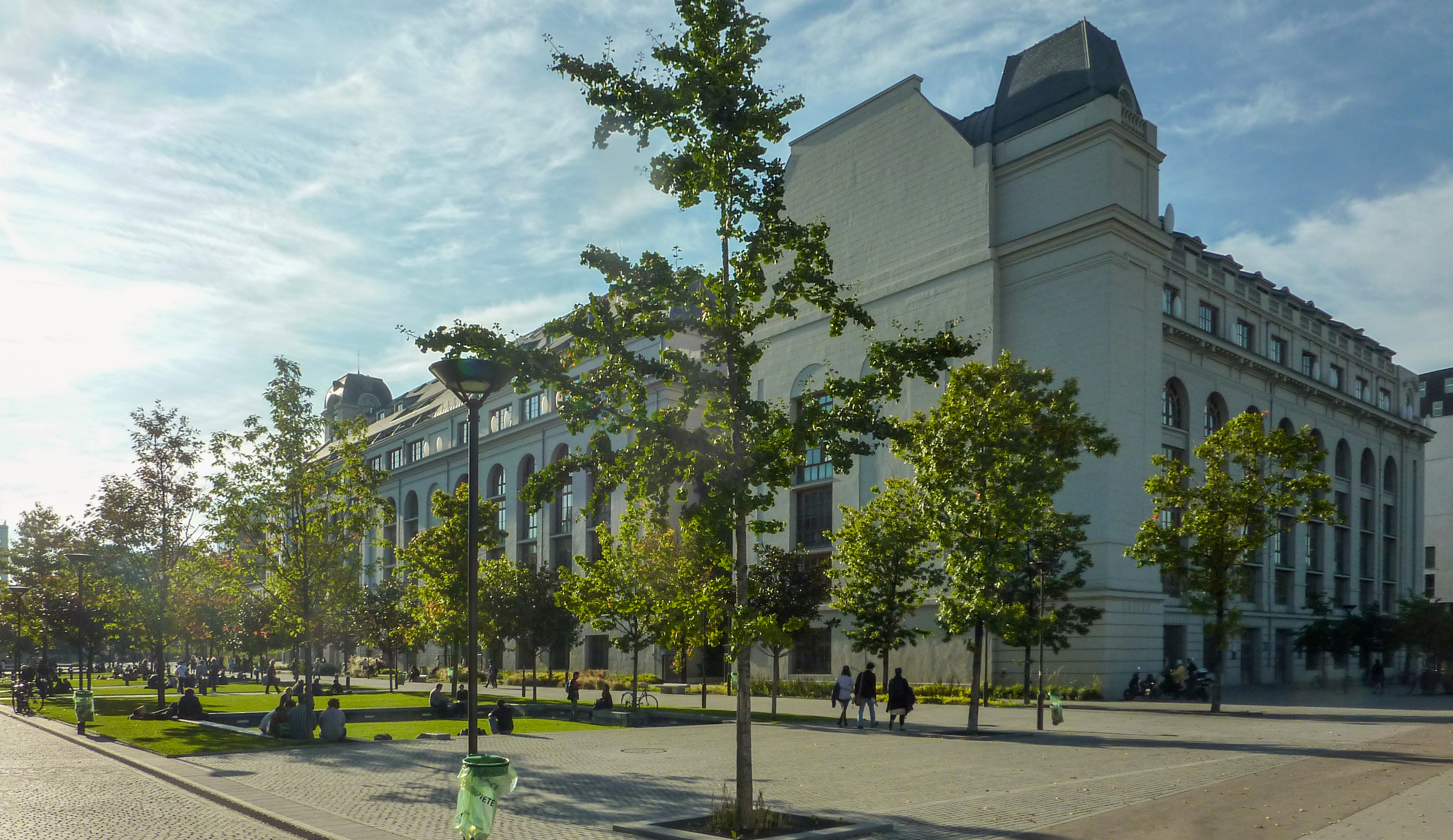
パリ第7大学

2007年現在、イル＝ド＝フランス地域圏では約58万5,000人が高等教育を受けており、フランス全土の4分の1強にあたる。特に1990年代のフランス国立行政学院（ENA）のストラスブール移転や高等師範学校のリヨン校などの脱中央化の動きもみられるが、大部分の名高い国立学校は常にパリ地方に設置されている。

#### 教育史
12世紀以降、パリはヨーロッパにおける知識の大集積地のひとつで、特に科学技術と哲学分野に秀でていた。フィリップ2世が大学の構成員に対して特権与えた西暦1200年はパリ大学の設立の年とされ、人々に象徴的に記憶されている。そこでは教育が行われた場所である寄宿舎（寄宿学校）が学部を構成した。ソルボンヌ寮の創設は1257年を起源とする。大学は、サント＝ジュヌヴィエーヴの丘を中心として、カルチエ・ラタンに発展した。カルチエ・ラタンは、現在でも、パリ大学を含む高等教育機関の重要な中心地である。
18世紀以降、いくつかの専門職のために専門化された高等教育機関が創設され、現在のグランゼコールの起源となった。エコール・ポリテクニークおよび高等師範学校はともにフランス革命期に創設された。近代のパリ大学は、19世紀、法・医・薬・文・神・理の6学部に組織化された。20世紀、五月革命後には多くの学生が強く社会問題を考えたが、ソルボンヌはその震源地となった。その結果、パリ大学は、それぞれ専門分野を相対的に限定された13の個別の大学へと分割再編された。

#### 現在の状況
パリ市内は、現在も大学の中心地であり続けている。パリ第1からパリ第7までの各大学は再編されて左岸の3つの区（5区、6区、13区）に存在している。カルチエ・ラタンには、パリ・ソルボンヌ（パリ第4）大学、高等師範学校、コレージュ・ド・フランスといった歴史的施設が残り、重要な地位を今も保ち続けている。
また、ほかの高等教育機関もこの地区に存在する。パリ政治学院、パリ第1大学、パリ第2大学、ジュシュー・キャンパス（Campus de Jussieu：パリ第6大学とパリ地球物理研究所による複合研究施設）、パリ第3大学、社会科学高等研究院、古文書学校、美術学校、パリ市立工業物理化学高等専門大学（EPCI）、応用美術研究所（LISAA）、パリ国立高等鉱業学校（ENSMP）、パリ高等化学学校（Chimie ParisTech）、生活工業・環境科学研究所（AgroParisTech）、パリ高等電子工学研究所（ISEP）、パリ企業経営学院（IAE de Paris）などである。なお、パリ第9大学、エコール・ポリテクニーク、エセック経済商科大学院大学などは、いずれも郊外に移転している。大学街は東部に広がり、かつて5区にあったパリ第7大学は、フランス国立図書館が移転した13区において、複数の大学施設を一般公開している。国立高等工芸学校が1912年からイタリア広場近くに迎え入れられている。
1960年代以降、バンリューに大学が作られ始めたが、その先鞭となったのは1964年にナンテールに作られたパリ第10大学である。同時期には複数のグランゼコールが、特に広大な敷地を求めて、同様にパリの中心部を去っている。パリの南にあるサクレー台地は重要な研究拠点となっている。その広大な大地には、パリ第9大学やグランゼコール（HEC経営大学院は1964年、高等電子学校は1975年、エコール・ポリテクニークは1976年にそれぞれ移転してきた）のほか、サクレー研究所などの公的研究所や民間の研究施設が多数存する。
パリ市は、7つの高等専門学校を有している。4つは応用芸術に関するもので、エコール・ブール（家具修理）、エコール・エティエンヌ（グラフィック・アート。特に装丁）が有名である。2つは科学技術に関するもので、パリ市立技術学校、パリ市立工業物理化学高等専門大学である。園芸に関するものは、エコール・デュ・ブルーユである。

### 初等・中等教育
2005年から2006年の学校年度における公立学校の児童・生徒数は、26万3,812人であった。うち13万5,570人が初等教育、12万8,242人が中等教育を受けていた。同年度の私立学校の児童・生徒数は13万8,527人で、うち9万1,818人が契約に基づく就学であった。パリには、優先的教育地域（ZEP）または優先的教育組織（REP）の施設（小学校214校、コレージュ32校。5人に1人の割合）がある。
2007年現在、881校の公立学校があり、うち323校が幼稚園、334校が小学校（日本の5年生までに相当）、6校が病院内学校、110校がコレージュ（日本の小学6年生および中学生に相当）、72校がリセ（普通および科学技術とも含む）、34校が職業リセおよび2校が公的実験リセである。他方、契約に基づき入学する私立学校は256校であり、うち110校が幼稚園・小学校・特別学校、67校がコレージュ、73校がリセ（普通および科学技術）および5校が職業リセであった。
中等教育については、5区にそれぞれ所在するリセ・ルイ＝ル＝グランやリセ・アンリ＝キャトルが全国的かつ国際的にも有名である。

## 交通

### 空路

#### 空港

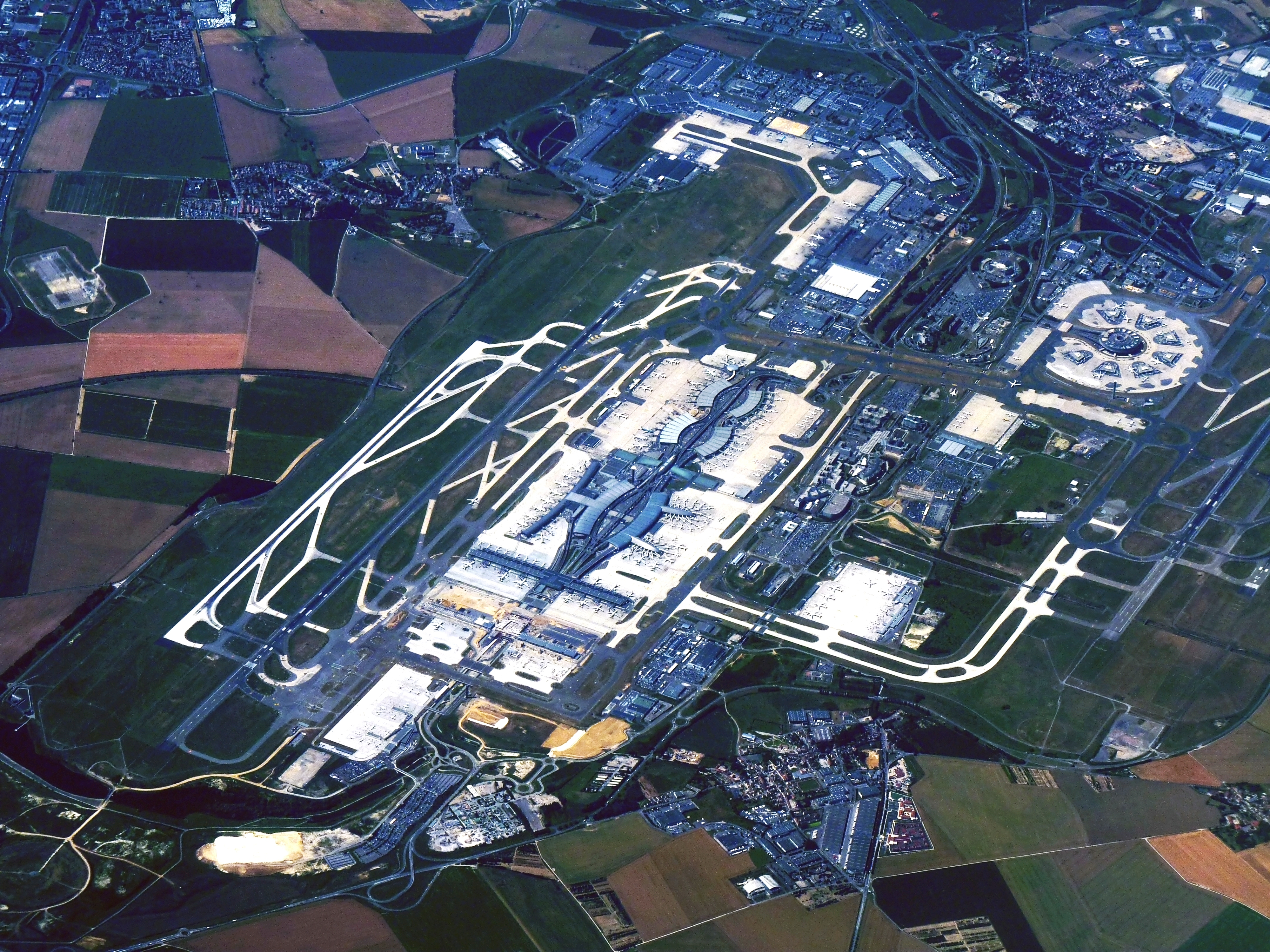
パリ＝シャルル・ド・ゴール空港
パリ北部郊外のロワシーに位置し、TGVや在来線の駅とも直結している。エールフランス航空の本拠地かつハブ空港であり、日本へはエールフランス航空が成田空港に1日1便、羽田空港に1日2便、関西空港に1日1便の直行便を、日本航空が羽田空港に1日1便の直行便を運行するほか、他にも世界各地への直行便や経由便が運航している。

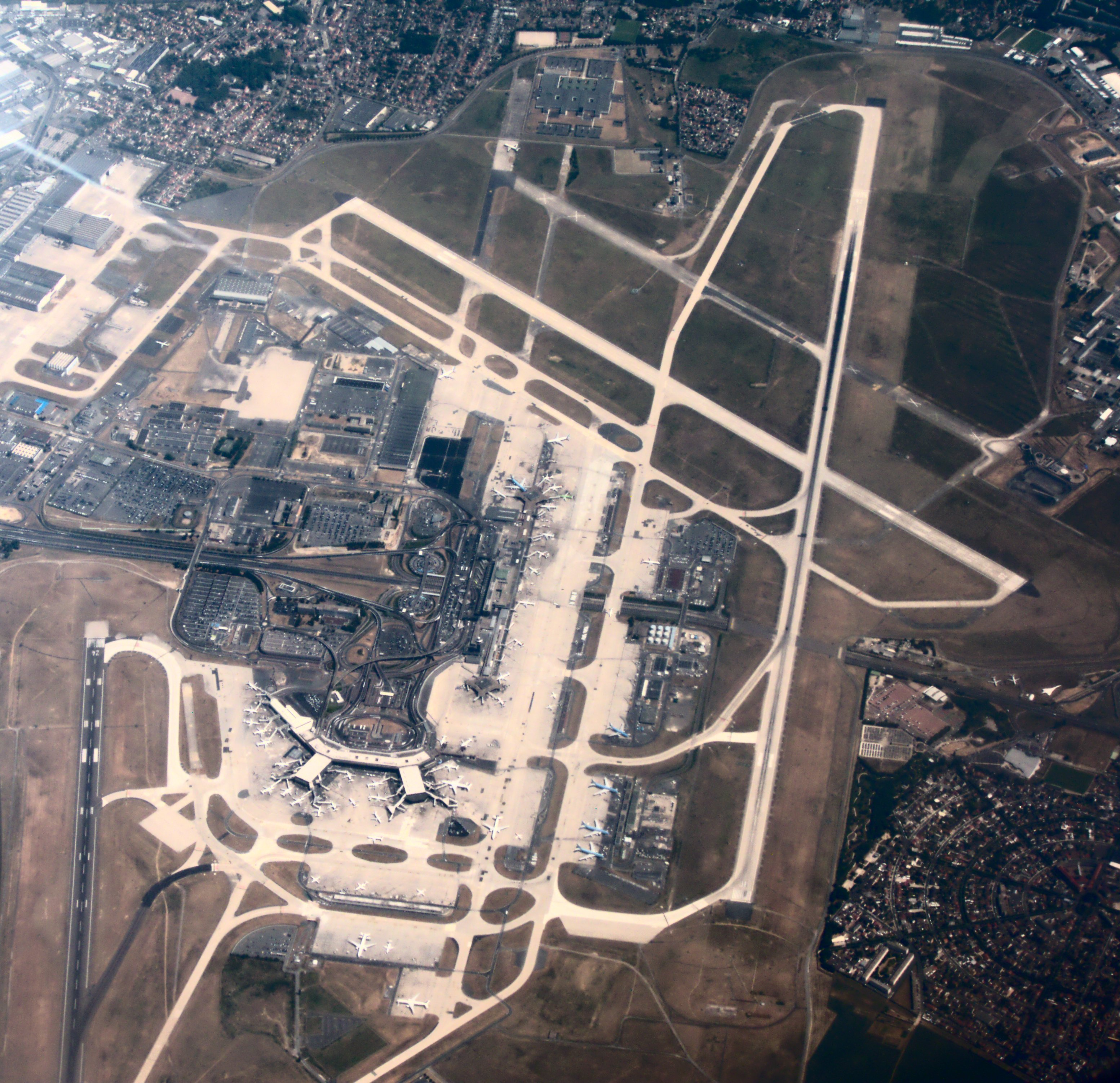
オルリー空港
パリ南部オルリー市にある空港。かつてはもっとも主要な空港だったが、シャルル・ド・ゴール空港にその座を譲った。とはいえ現在も国際空港として機能しており、おもにヨーロッパ近隣諸国のほか、旧植民地のアフリカ・中近東方面の便が発着している。現在は政府専用機、自家用および商用機の発着に使われている。
ボーヴェ空港
パリより北に約80キロのボーヴェ市近くにある空港。ライアンエアーなどが使用している。
ル・ブルジェ空港
1919年開業。オルリー空港開港までの主要空港だった。アメリカ人のチャールズ・リンドバーグが世界初の大西洋無着陸横断飛行を行ったときに着陸したのがこの空港である。偶数年の7月に英国のファーンボロー空港で、奇数年はここで航空ショーが開催される。宇宙航空博物館がある。
ヘリポート
15区南部のセーヌ川沿い、ペリフェリック（環状道路）の外側に位置する。ヘリポートはパリ市内の敷地である。パリ市内上空は飛行禁止区域のため、ヘリコプターはパリ市の境界すれすれを飛ぶことが多い。

### 鉄道

#### 主要ターミナル駅

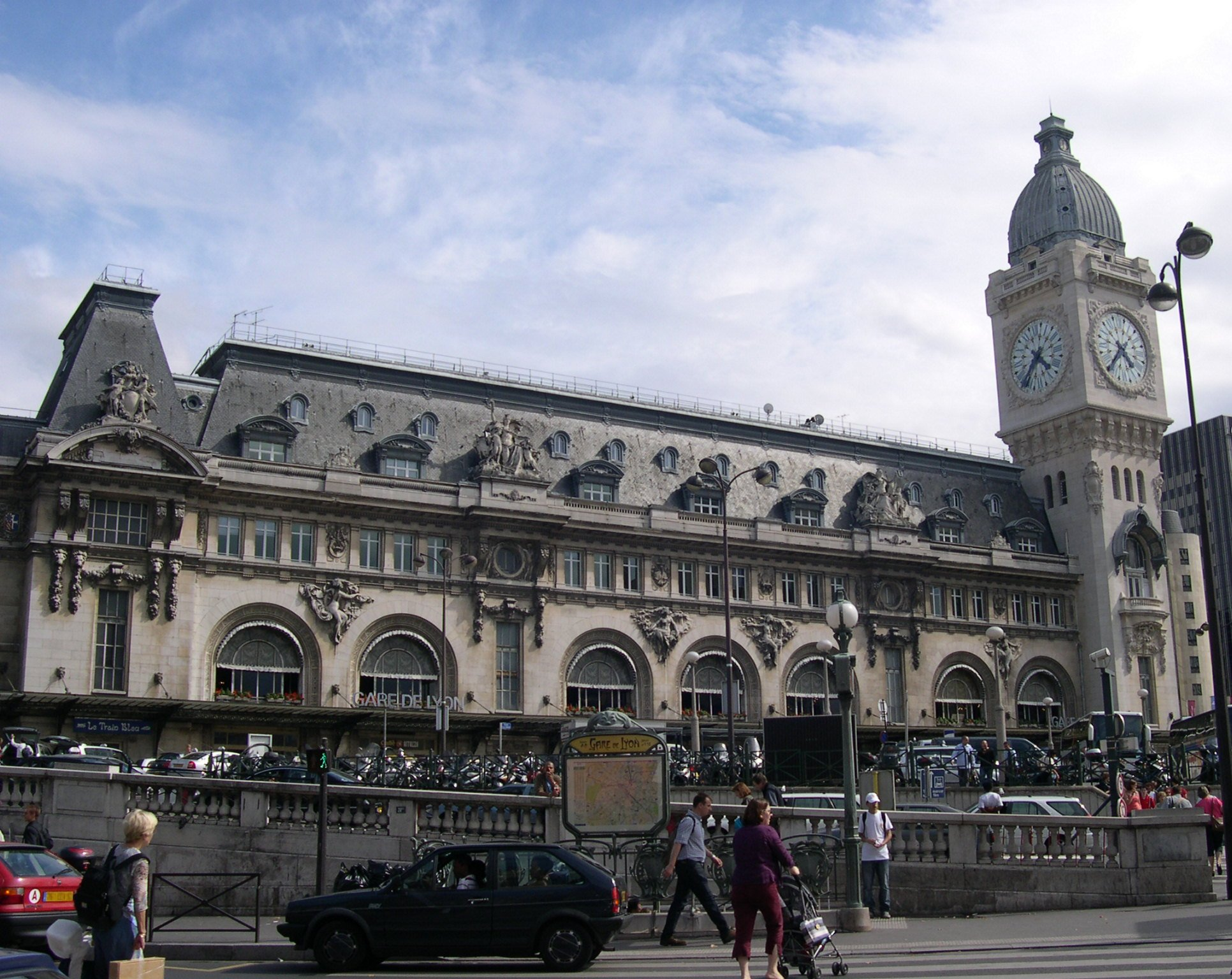
時計台のついたリヨン駅

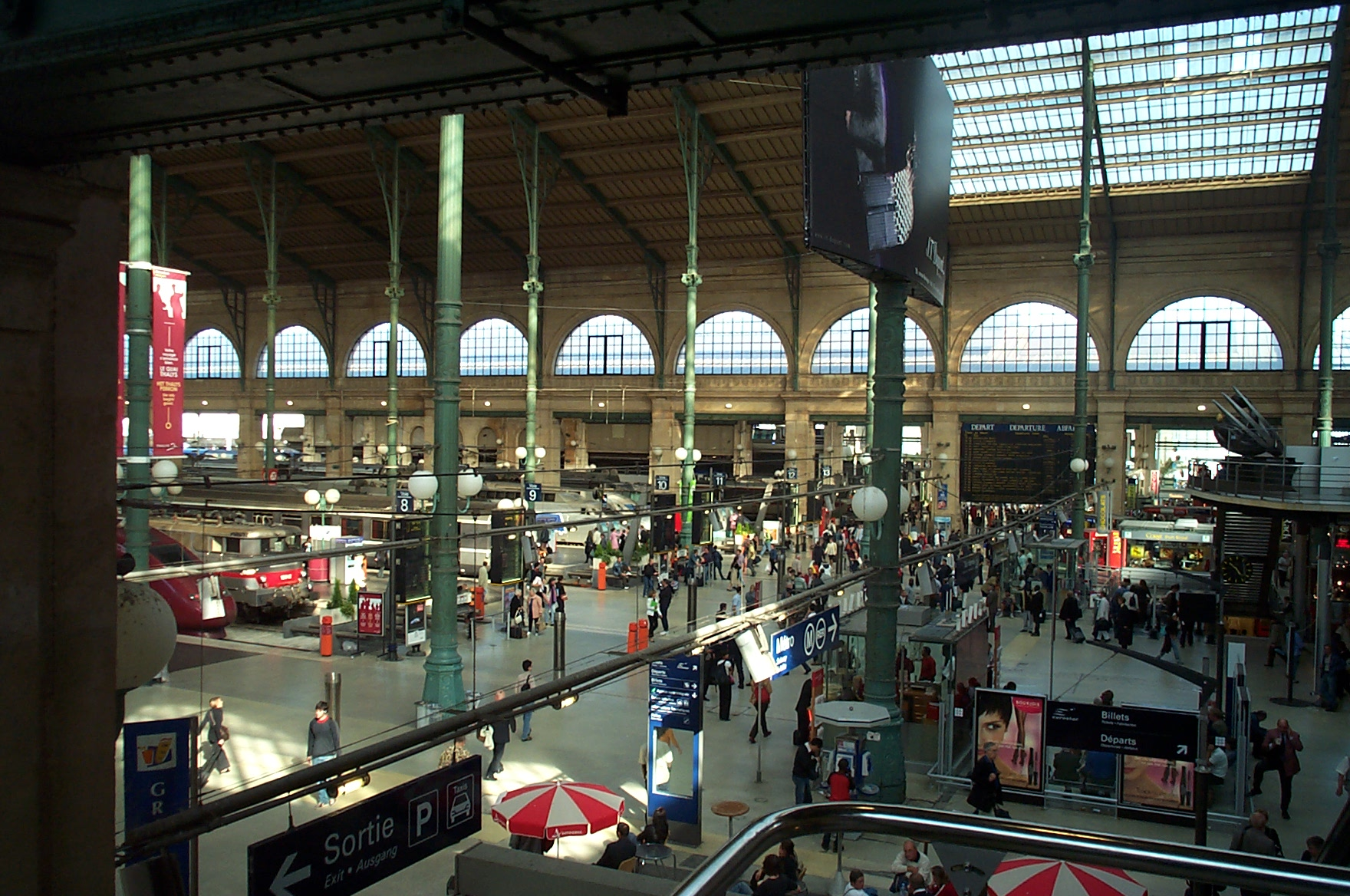
北駅構内

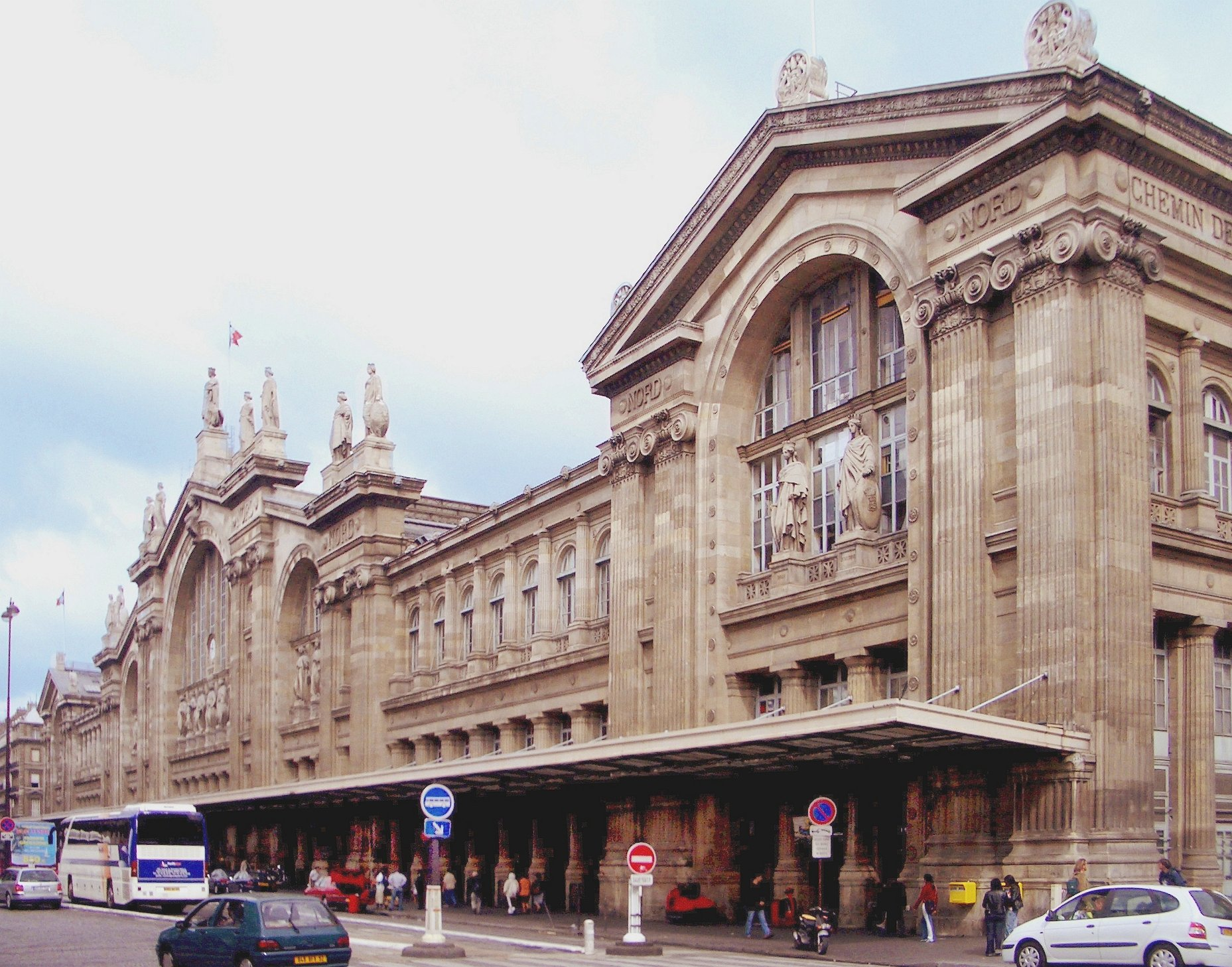
北駅

リヨン駅（12）
リヨン、マルセイユ、スイス、イタリア方面
ベルシー駅（12）
リヨン駅の近くにある駅。当駅から出た線路はリヨン駅からのものと合流するため方面は同じだが、イタリア方面への国際夜行列車およびカートレイン乗用車運搬用列車が発着。
北駅（10）
ロンドン行ユーロスター、ブリュッセル・ケルン・アムステルダム行タリス、TGVほか
東駅（10）
ストラスブール、ドイツ方面。TGVやICEほか。
モンパルナス駅（14、15）
ブルターニュ地方、ボルドー方面TGVほか。
サン・ラザール駅（8）
西部、ノルマンディー方面
オステルリッツ駅（13）
オルレアン・トゥール方面（TGV以外）のほか、フランス南部・スペインへ向う夜行列車のほとんどが発着。

#### 市内交通
地下鉄

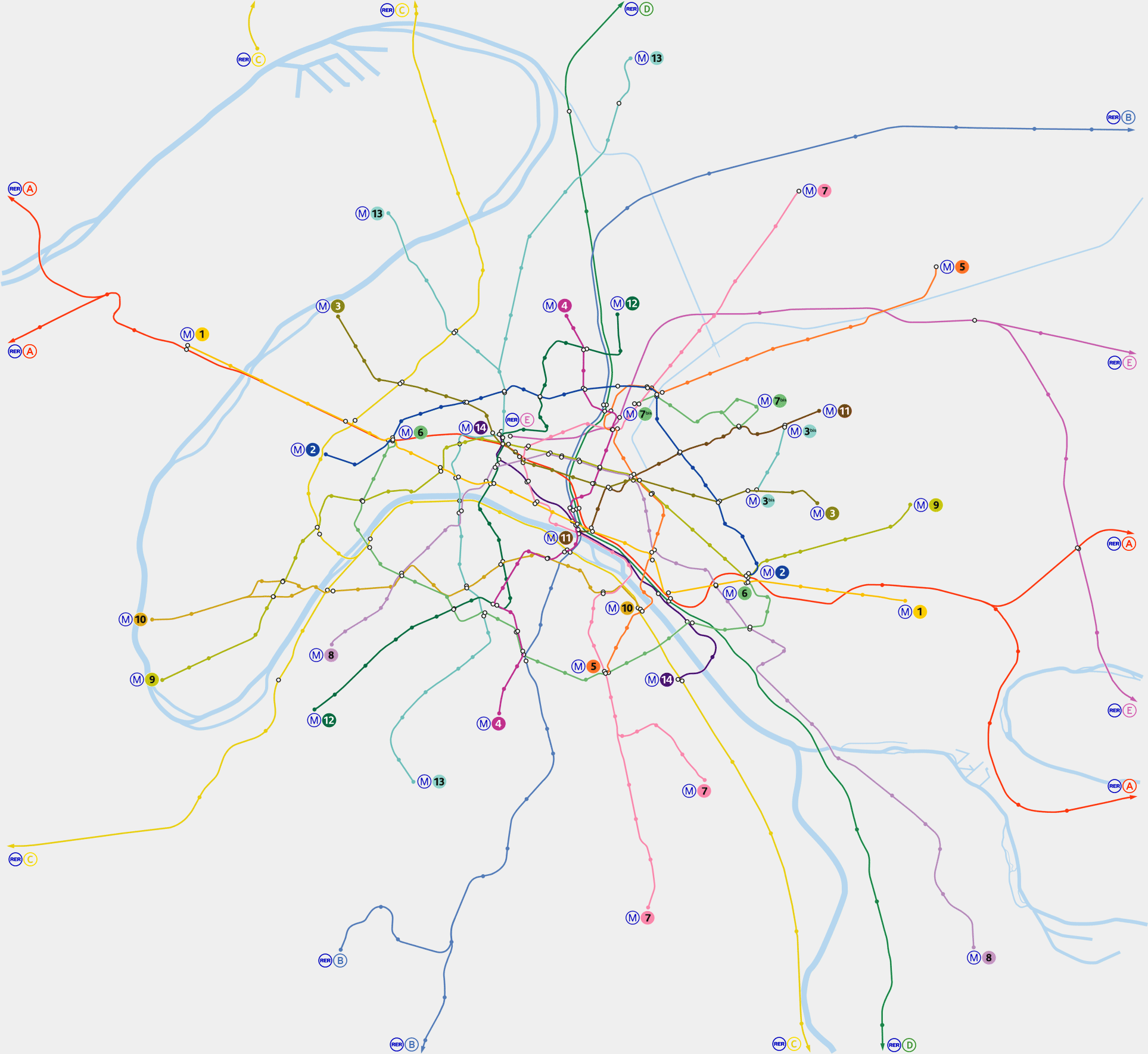
メトロ路線図

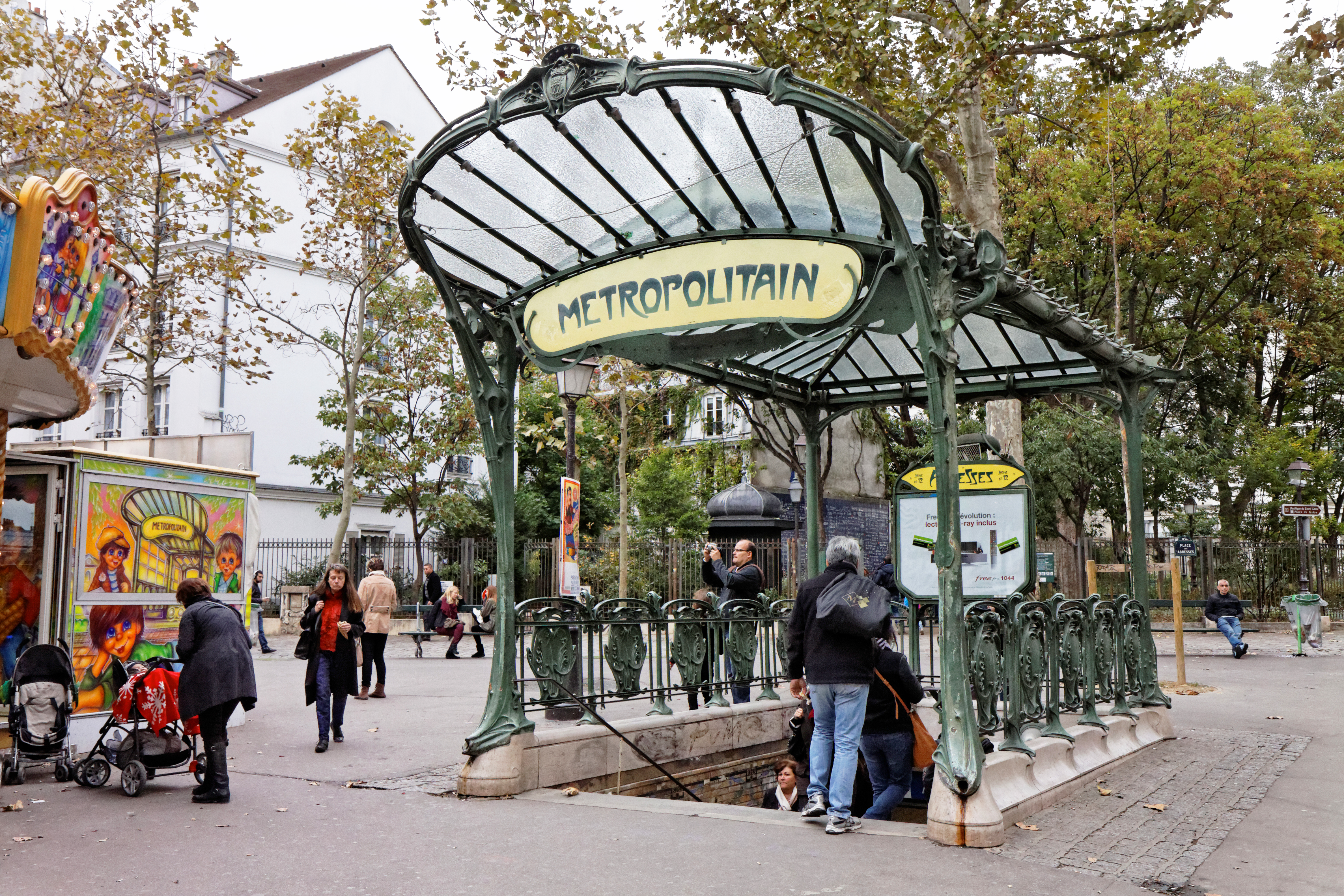
メトロ入口

市内にはメトロ（地下鉄）とRER（高速地下鉄）がくまなく走っている。
メトロは14号線まであり、運営はRATP（パリ市営交通）が行っている。
路面電車
2006年にパリ市最南端でトラム（路面電車）が開通した。このほか郊外を結ぶトラムがある。

### 道路

パリ周辺の高速道路網（黄色がペリフェリック）

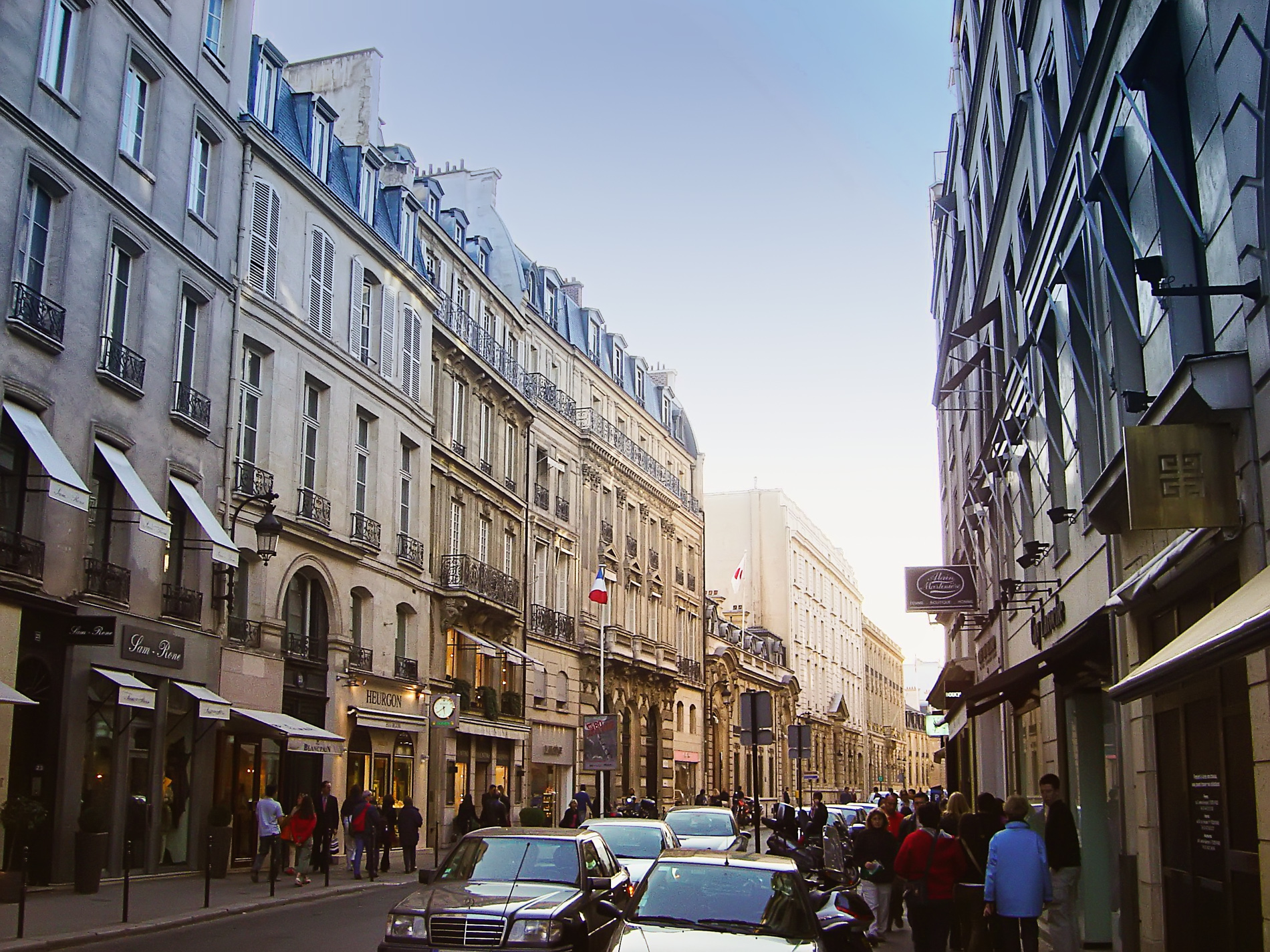
フォブール・サントノレ通り

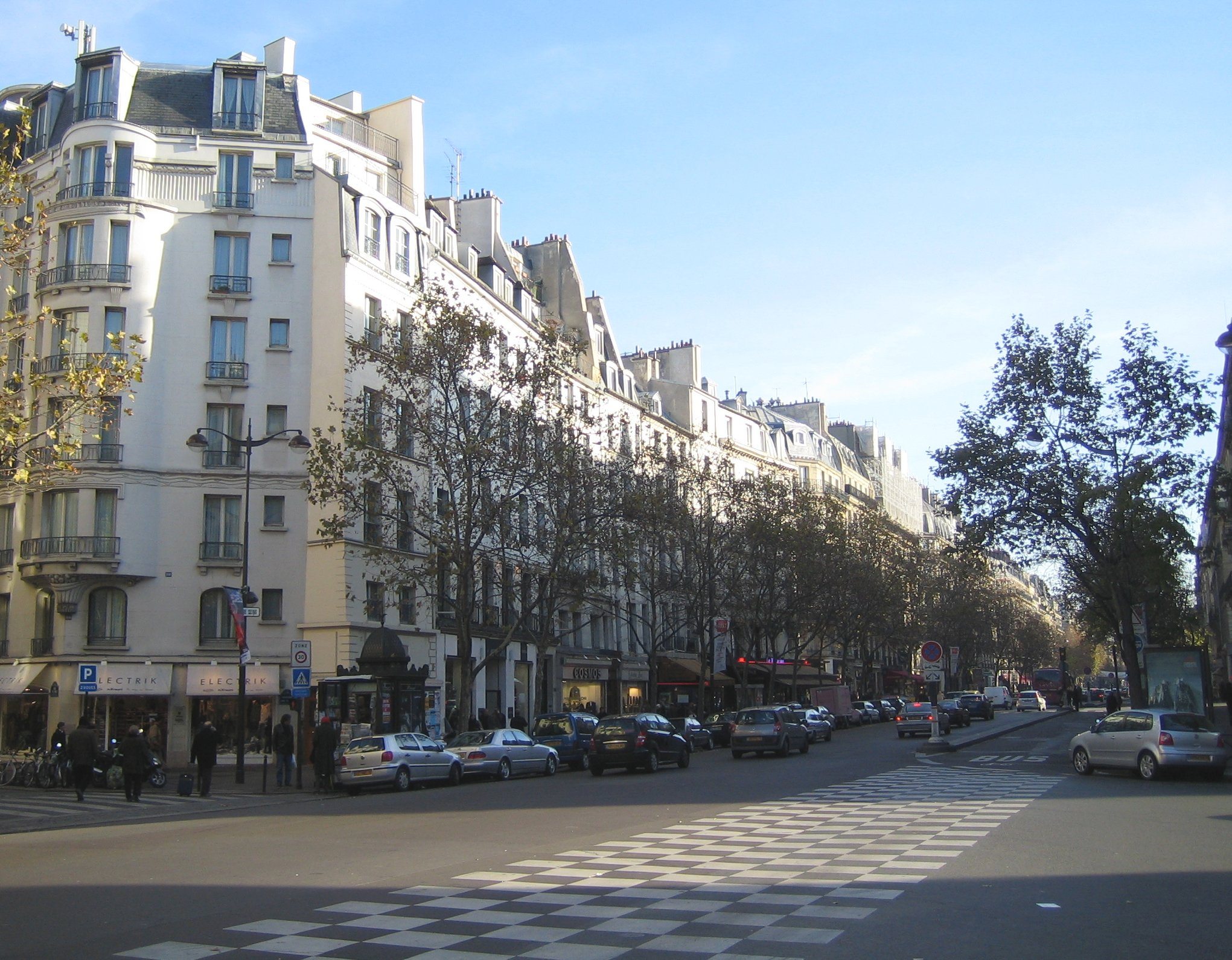
サンジェルマン通り

パリ市内では道路混雑を避けるため自動車交通の抑制が目指されており、バス・自転車専用レーンが多く設置され、一方通行路も多くルートが複雑であるため、不慣れであると運転が難しい。また主要交差点の多くは、ラウンドアバウト（ロータリー）方式となっている。地元民の多くは、狭い市内で駐車場所を確保するために前後間隔を密着させて道路脇に縦列駐車を行っており、路上駐車が非常に多い。
パリ市域の外縁を環状高速道路ペリフェリックが取り巻いており、その内側の市域には立体交差式の自動車専用道はあるものの、高速道路は存在しない。

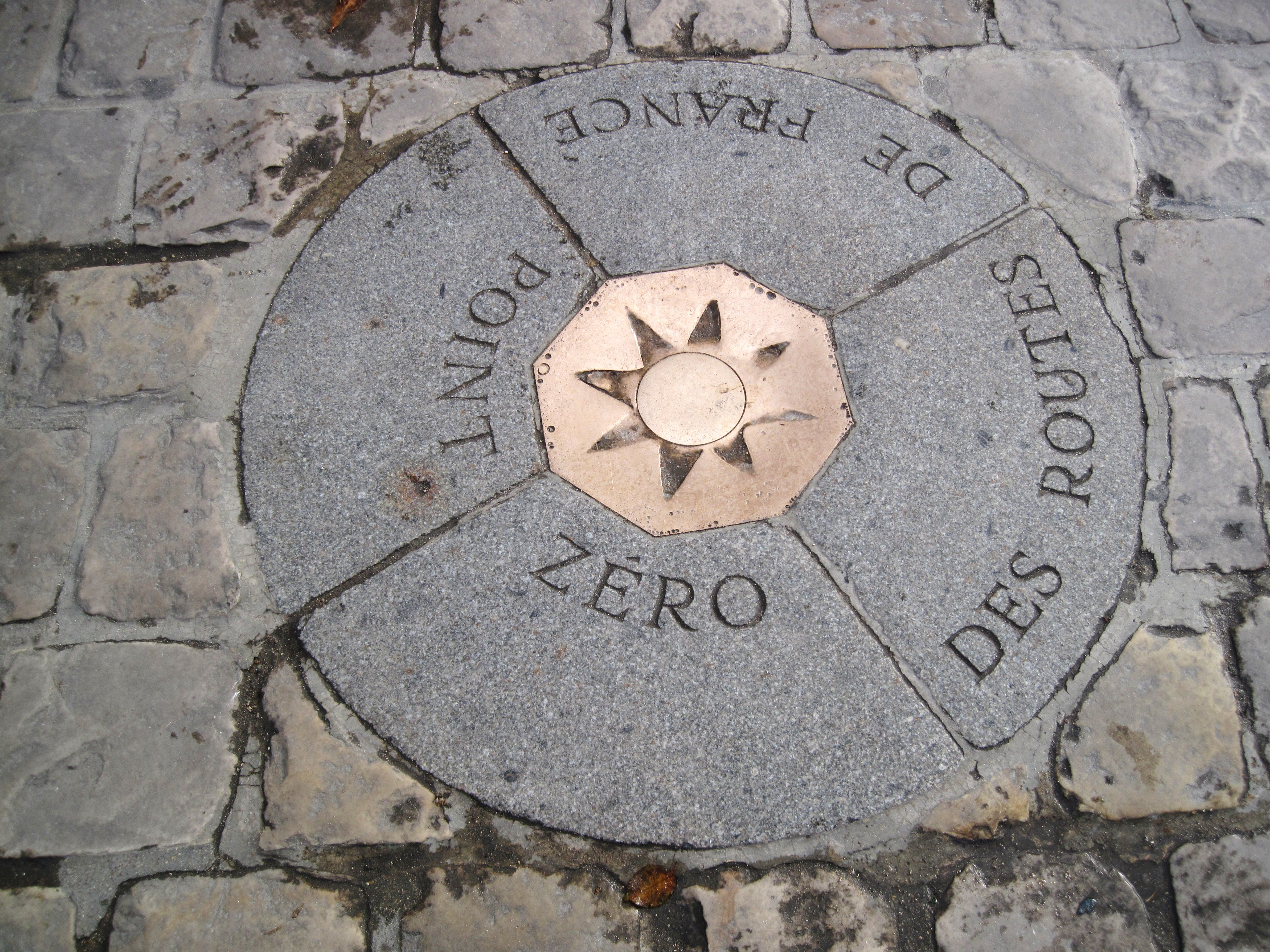
フランスの道路の原点を象徴する『ポワン・ゼロ』

#### 主要な一般道

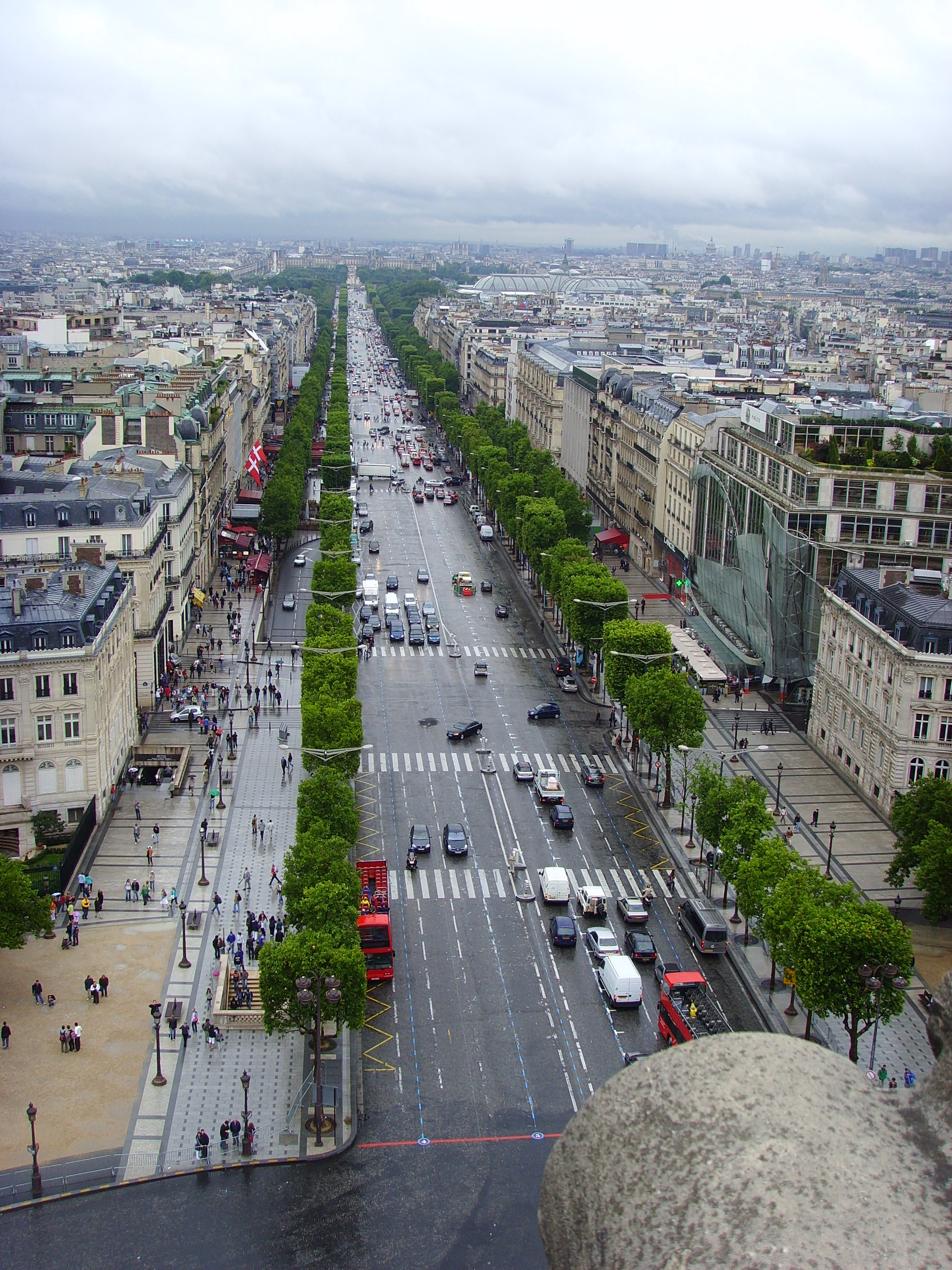
シャンゼリゼ通り
凱旋門のあるエトワール広場とパリ中心部のコンコルド広場を結ぶ、パリでもっとも有名な目抜き通り。フランス一周自転車ロードレース「ツール・ド・フランス」はここが目的地となる。7月14日の革命記念日にはミリタリーパレードが行われる。
フォブール・サントノレ通り
有名ファッションブランドの洋服店などが並ぶ、パリ8区内をシャンゼリゼ通りと並行して走る通り。ロワイヤル通りを挟んでパリ1区内を走るサントノーレ通りと結ばれていく。
リヴォリ通り
ルーヴル宮北側に沿って市内最中心部を横断する道路。
サンタントワーヌ通り
リヴォリ通りとバスティーユを結ぶ、パリ中心部を横断する道路のひとつ。
フォブール・サンタントワーヌ通り
バスティーユとナシオン広場を結ぶ通り。
クール・ド・ヴァンセンヌ通り
ナシオンからパリ最東端ヴァンセンヌ門までを結ぶ目抜き通り。目抜きと言ってもシャンゼリゼ通りのようには栄えておらず市の外れではあるが、決して寂れてはおらずパリの東の玄関の品格を保った通りである。週2回、パリ最大規模の朝市が開かれる。
オペラ通り
ガルニエ宮（オペラ座）から、コメディ・フランセーズやルーヴル宮に向かって伸びる通り。高級洋服店やホテルなどが立ち並ぶが、付近は日本人街でもある。
グラン・ブールヴァール
1860年のオスマン公によるパリ大改造で生まれたブールバールのうち、メトロ8番と9番が走る9区 - 10区の南部沿いの通り、および3区 - 4区の東部沿いの通りを指す。
サンジェルマン大通り
サンジェルマン・デ・プレからカルチエ・ラタンを通る、左岸の代表的な通り。
ムフタール通り
パリ5区にある道路であり、多くのレストランや市場などが立ち並んでいる。

#### 主な車輛専用道
ヴォワ・エクスプレス
セーヌ河岸沿いの一部は、パリを横断する一方通行専用の高速バイパス道路「ヴォワ・ジョルジュ＝ポンピドゥー」（fr）となっている。なお、日曜日の昼間時には歩行者・自転車用に開放され、自動車の通行ができなくなる。
ブルヴァール・デ・マレショー
パリ市内最外周部を囲んで走る道路のうち、一般道をまとめてこう呼ぶ。ティエールの城壁の後に作られたブルヴァール。ペリフェリックより少し内側に位置する。
ペリフェリック
パリ市内最外周部を囲んでいる環状高速道路で、現在はこれがパリ市の境界となっている（ブローニュの森、ヴァンセンヌの森など一部の区間を除く。これらの区間は地下化されている）。

## 観光
パリは世界屈指の観光都市である。
「芸術の都」などのイメージを前面に出す戦略をとっている。
おもな集客装置は、歴史的な建造物の数々（世界遺産「パリのセーヌ河岸」に入っている建物など）、数々の美術館に収められた著名な美術品、有名料理店で提供されるフランス料理、高級銘柄を扱う店舗などである。
建造物は、中世以前のものも残るが、第三共和政期のパリ改造やベル・エポックの建造物、あるいはフランス革命200周年期のグラン・プロジェの建造物など、各時代の世界の最先端のものが多い。美術館には、フランスで活躍した著名な芸術家の美術品の他、戦利品や購買によって収集された世界一級の収蔵物が並ぶ。
→#主な観光名所

### 主な観光名所
- 建造物
  - 凱旋門
  - エッフェル塔
  - エリゼ宮
  - ガルニエ宮（オペラ座）
  - アンヴァリッド（廃兵院）
  - ノートルダム大聖堂
  - パレ・ド・ジュスティス
  - オペラ・バスティーユ
  - ポンピドゥー・センター
  - サクレ・クール寺院
  - マドレーヌ寺院
  - パンテオン
  - シャイヨ宮
- 美術館
  - ルーヴル美術館
  - オルセー美術館
  - オランジュリー美術館
  - ロダン美術館
  - マルモッタン美術館
  - ケ・ブランリ美術館
  - ルイ・ヴィトン美術館
- その他
  - ムーラン・ルージュ
  - プランタン
  - ラ・デファンス

劇場・劇団・コンサートホール・楽団
- オデオン座
- オペラ＝コミック座

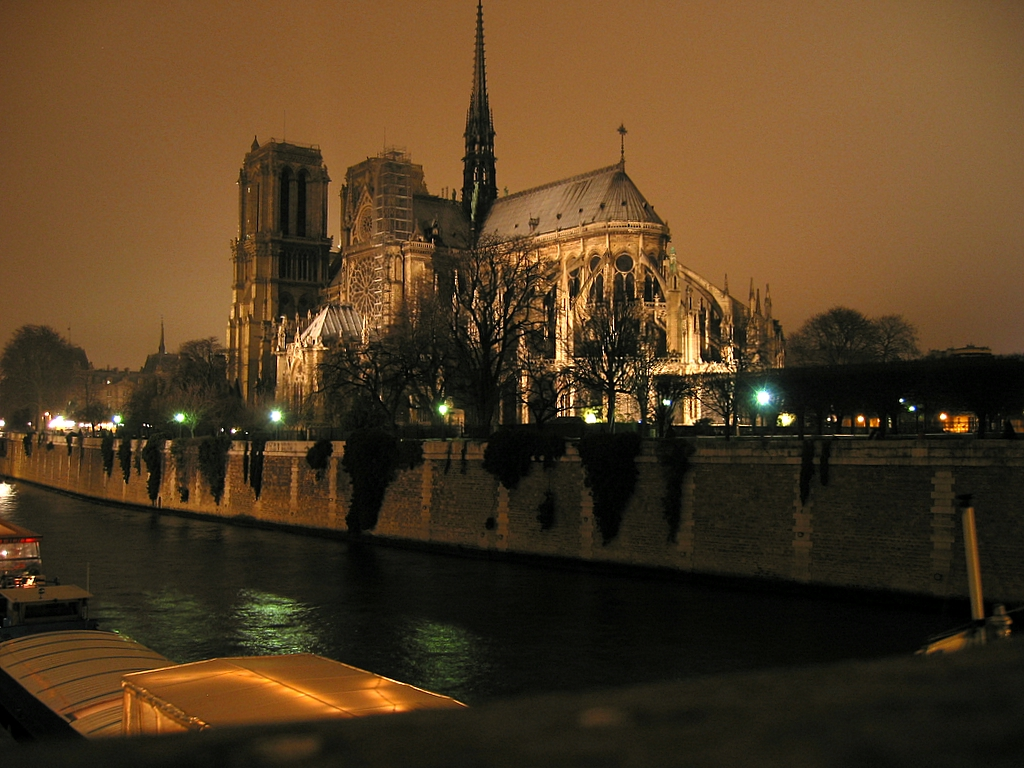
ノートルダム大聖堂

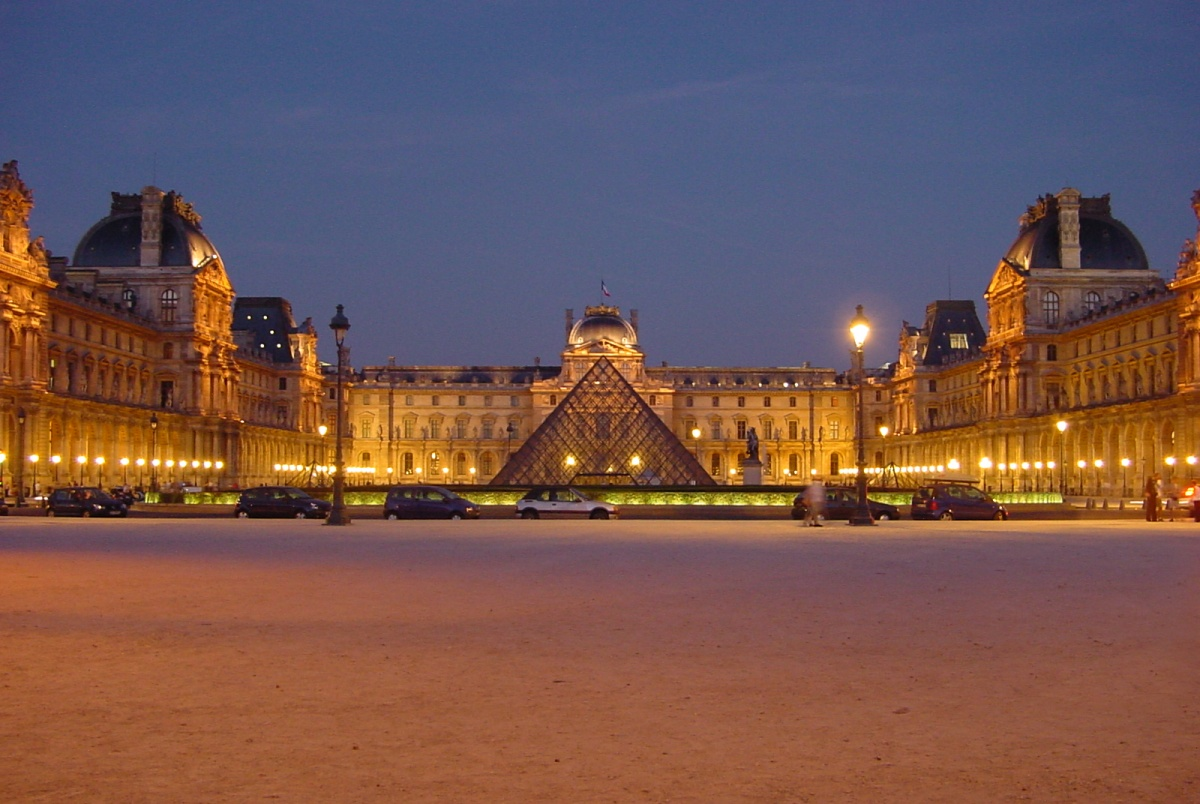
ルーヴル美術館

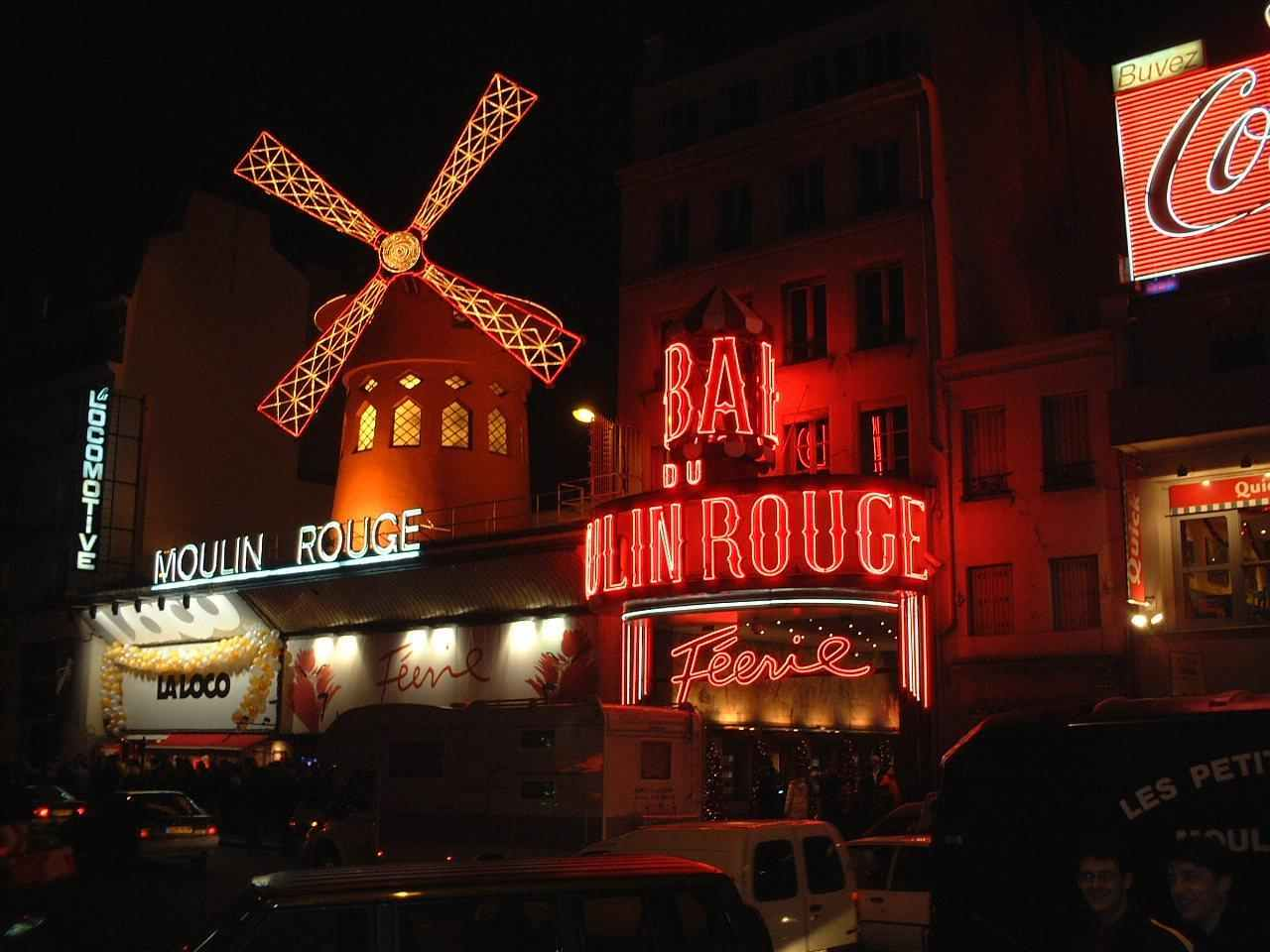
ムーラン・ルージュ

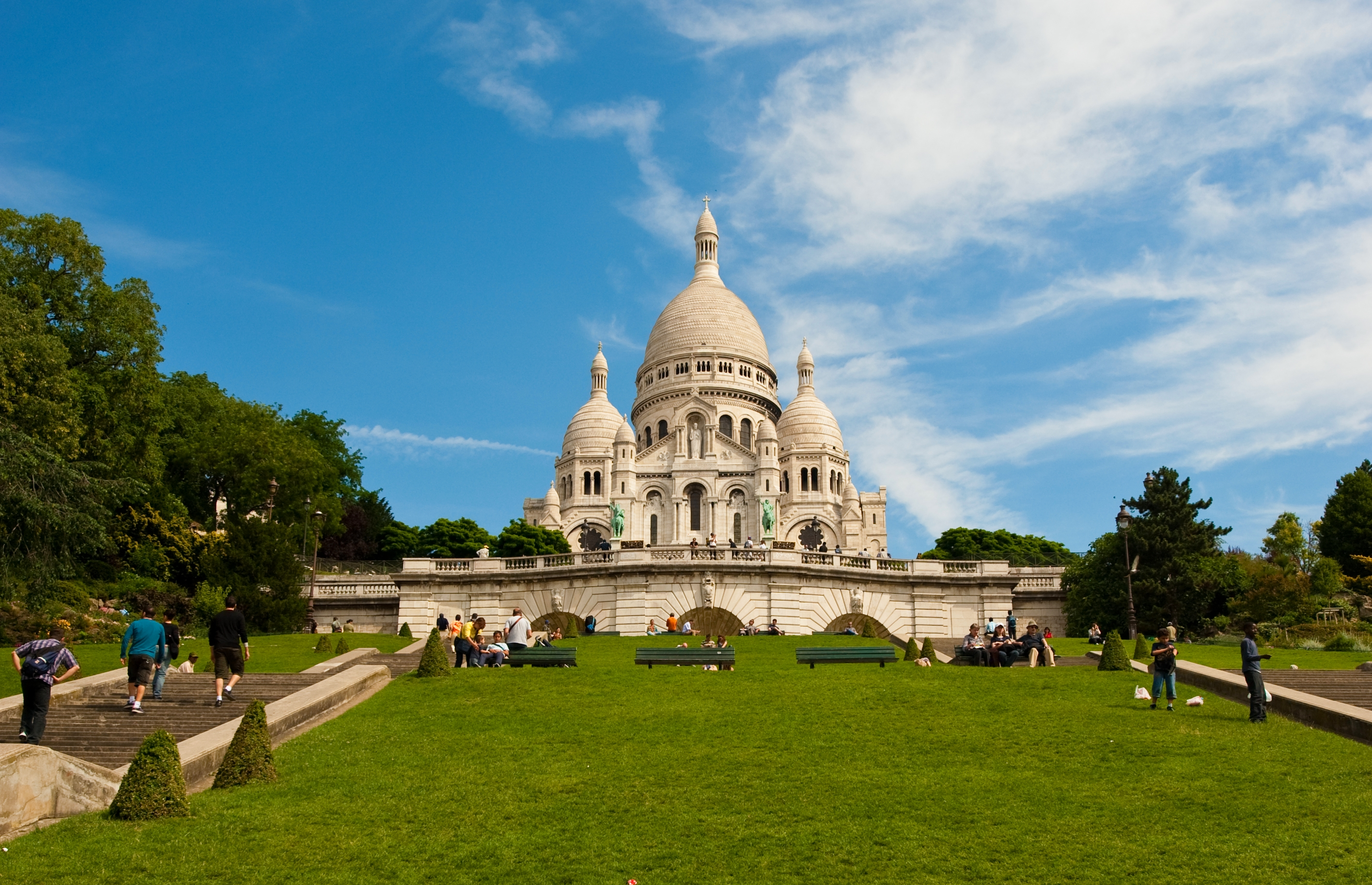
サクレ・クール寺院

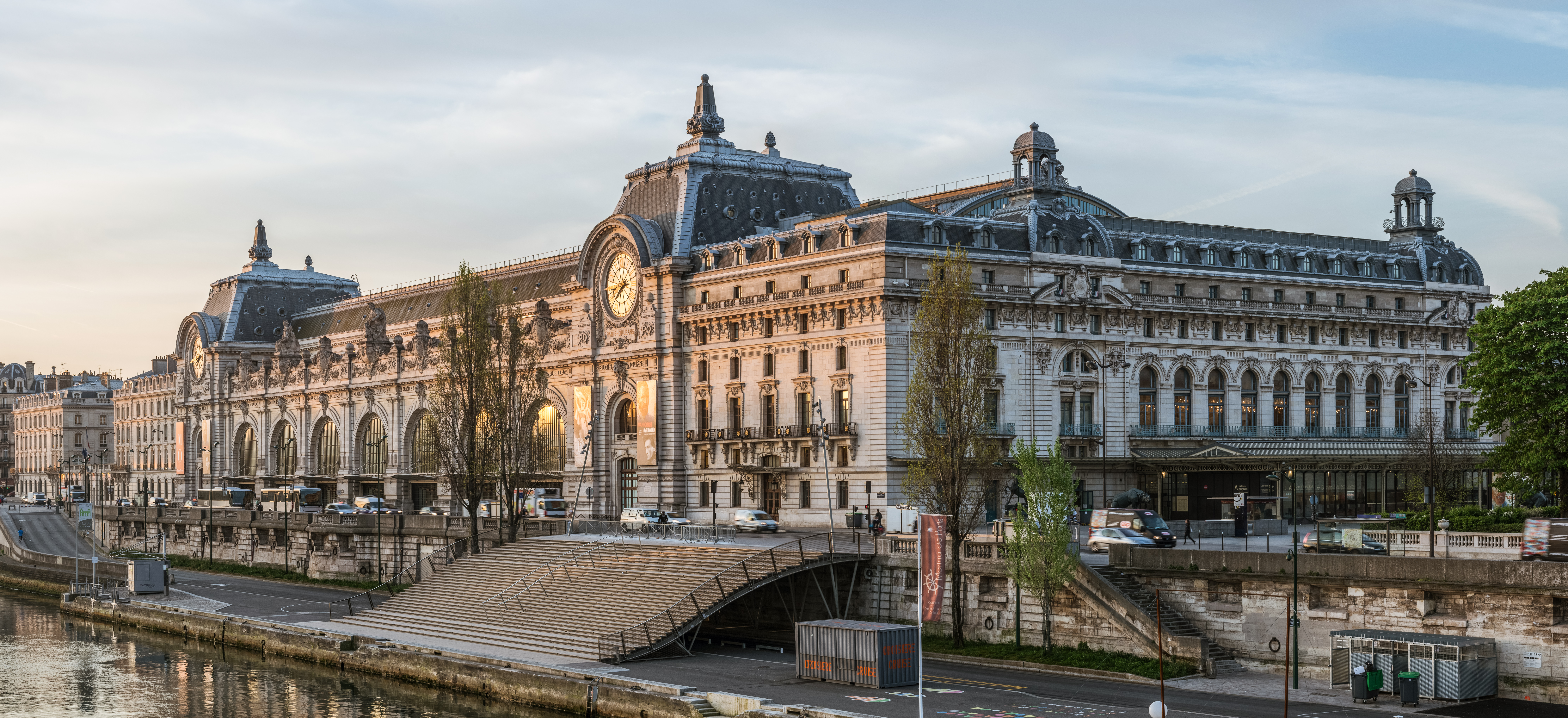
オルセー美術館

- オペラ・ガルニエ（日本で「オペラ座」と呼ぶのはこちら）
- オペラ・バスティーユ
- オランピア劇場
- ゲテ・モンパルナス劇場
- コメディ・フランセーズ
- サル・ガボー
- ヴィユ・コロンビエ劇場
- シテ・ドゥ・ラ・ミュジーク
- シャイヨー国立劇場
- シャトレ座
- シャンゼリゼ劇場
- パリ市立劇場
- ボビノ劇場
- マデレーン座
- モガドール劇場
- ユシット座
- ラ・シガール
- ラ・スプレンディド
- サル・プレイエル
- パリ管弦楽団

## 文化・名物
「芸術の都」という異名が言い表すように、パリは美術・音楽・演劇・バレエ・食文化・ファッションなど、さまざまな芸術の世界的な中心地として名を馳せている。1989年には欧州文化首都に選ばれた。
| 左：『ラ・ジョコンド』（モナ・リザ）ルーヴル美術館収蔵／右：ゴッホ『オーヴェルの教会』（オルセー美術館収蔵） |  | 左：『ラ・ジョコンド』（モナ・リザ）ルーヴル美術館収蔵／右：ゴッホ『オーヴェルの教会』（オルセー美術館収蔵） |
| 左：『ラ・ジョコンド』（モナ・リザ）ルーヴル美術館収蔵／右：ゴッホ『オーヴェルの教会』（オルセー美術館収蔵） |  | |

### 美術
ルーヴル美術館やオルセー美術館、ポンピドゥーセンター（国立近代美術館）などの美術館に世界一級の美術品が多数収蔵され、ざっくりと時代ごとに美術館が割り振られている。古代から19世紀半ばまでの美術品はルーブル美術館で観ることができる。モナ・リザ、サモトラケのニケ、ミロのヴィーナスなど世界中の誰もが知っている名作をはじめとして、ナポレオンがエジプト遠征時に集めた古代エジプトの考古学品なども含めて常設展示数はおよそ2万6,000点にのぼり、総所蔵作品数は30万点を超える。ざっと観ても数日かかり、全部じっくり観ると1か月ほどかかるとも言われる。ルーヴルは建物自体もかつての王宮であり、入場者数は年間800万人以上である。19世紀以降の絵画、つまり印象派、象徴主義、アール・ヌーヴォーの絵画などはオルセー美術館に展示されている。
パリ市が運営する公共の美術館・博物館は市内に14あり、パリ・ミュゼ（fr:Paris Musées）という市の組織が管轄している。これらパリ市所蔵の美術コレクションは国のコレクションに次ぐ規模を誇る。2020年１月、パリ・ミュゼはパリ市立美術館・博物館が所蔵する約10万点の作品の無料ダウンロードを許可すると発表した。
パリ市立美術館・博物館
- パリ市立近代美術館
- バルザック記念館
- ボードレール美術館
- カルナヴァレ博物館
- カタコンベ
- シテ島地下遺跡
- チェルヌスキ美術館 - アジア美術
- コニャック＝ジェイ美術館
- パリ市立モード博物館 - 別称パレ・ガリエラ
- パリ解放博物館 - パリ解放で活躍したフィリップ・ルクレールとジャン・ムーラン記念館併設
- プティ・パレ
- ロマン派美術館
- ビクトル・ユゴー記念館
- ザッキン美術館

パリ・ミュゼは、この他に下水道博物館、野外彫刻美術館、パビリオン・デザール（展示会場）も管轄している。
美術教育機関としては、パリ国立高等美術学校（エコール・デ・ボザール）をはじめ、グランド・ショミエール芸術学校などがある。

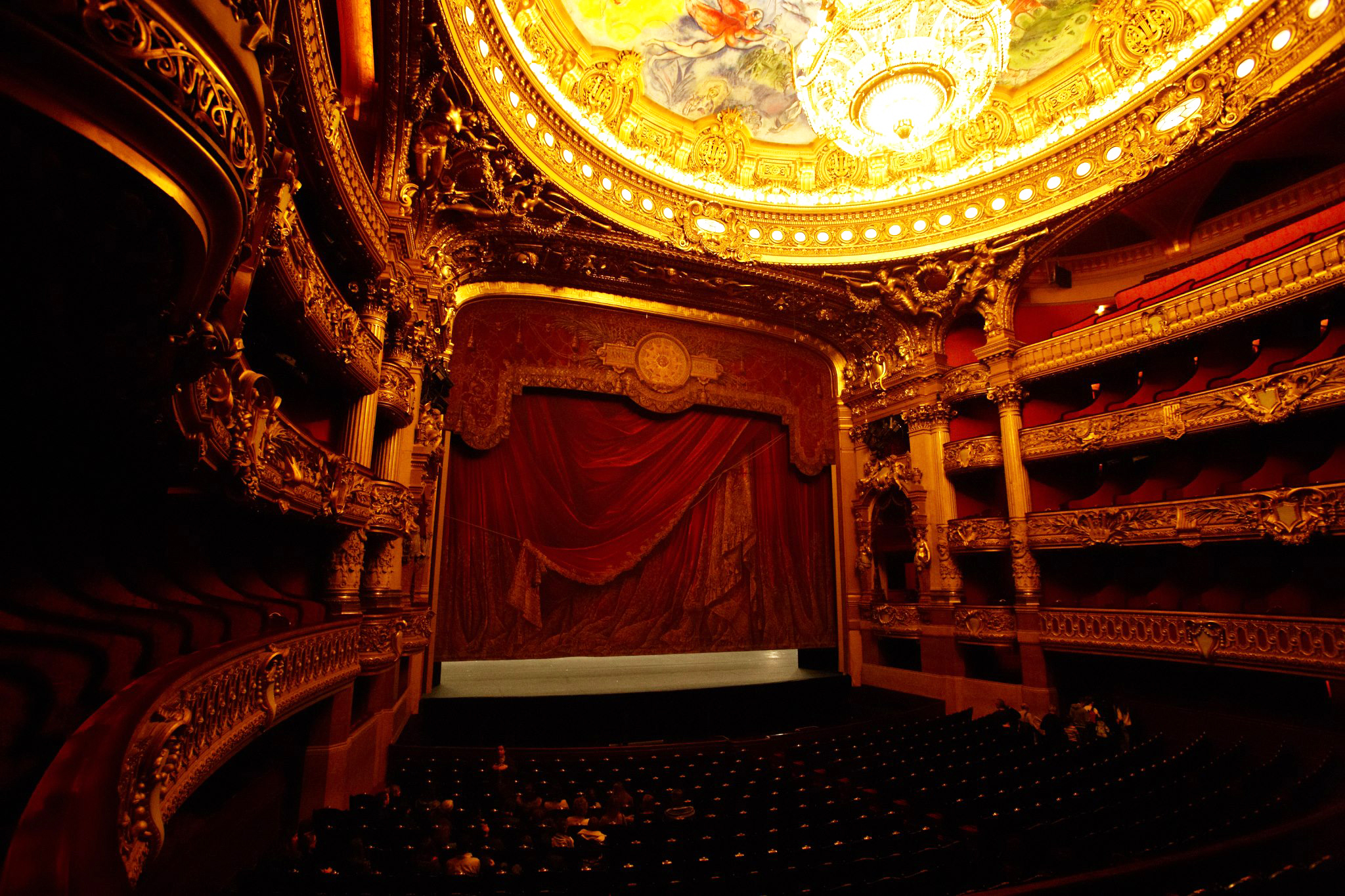
ガルニエ宮の内部。世界最古のバレエ団のバレエを観賞し、かつての王や貴族の生活に想いを馳せたり、シャガールの天井画を堪能したりすることができる

### 演劇
世界で一番歴史の長い劇団、1680年創設のコメディ・フランセーズがあり、同名の劇場でその舞台を観ることができる。

### バレエ
パリには1661年に王立舞踏アカデミーとして創設された世界最古のバレエ団「パリ国立オペラ」があり、旧オペラ座のガルニエ宮や新オペラ座のオペラ・バスティーユでその公演を観ることができる。

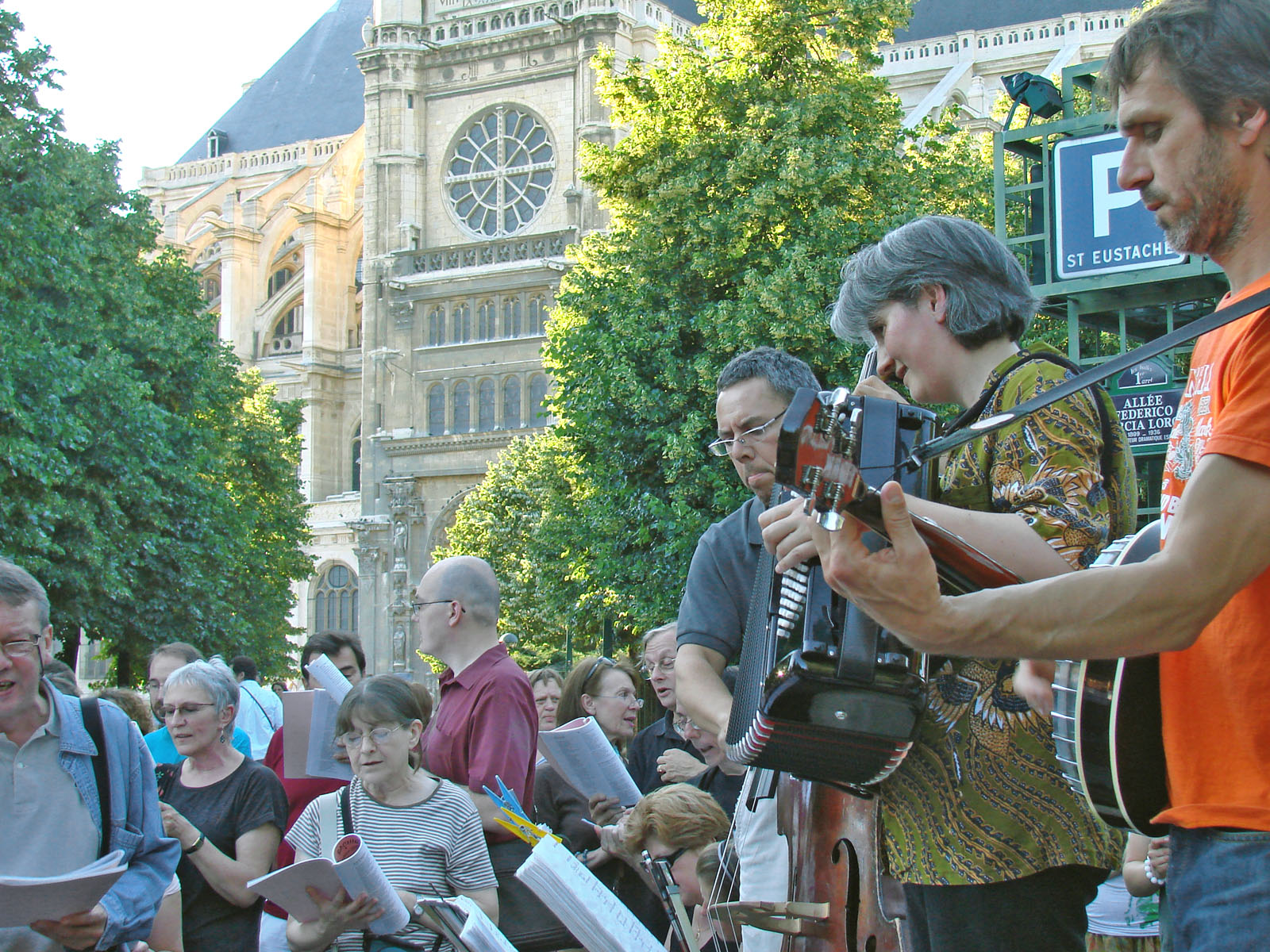
6月21日のFête de la musique（音楽祭）（1er arrondissement、2008年）

### 音楽
パリは音楽都市のひとつである。シャンソンを聞かせるライブハウスがいくつもある。
パリには管弦楽団が多数あり、コンサートが頻繁に行われている（一時期は世界一流のレベルだったが近年はいくらか厳しい評価も聞かれる）。
毎年夏至の日6月21日にはFête de la musique（音楽祭）がフランス全土で開かれ、パリでもさまざまな場所で、ジャズやブルースなども含めてさまざまなジャンルの音楽の演奏が行われる。
パリ国立高等音楽・舞踊学校（コンセルヴァトワール・ドゥ・パリ）をはじめ、エコールノルマル音楽院、スコラ・カントルムなどがあり、世界から才能のある若者が一流のバレエや音楽を学びにやってくる。

### 食文化
パリはガストロノミー（食によるおもてなし、食文化、一流の料理作り）の中心地でもあり、有名なレストランがいくつもあり（ギッド・ミシュランでは三ツ星が例年10店前後）、世界で最高レベルのシェフの料理を堪能することができる。またフランス料理を習得しようと若い料理人たちがそれら有名店で修行に励んでいる。料理競技会も開催されている。
- パリの著名なレストランとカフェの一覧（英語版）

### 文化史
16世紀前半の神聖ローマ皇帝カール5世は、フランス国王フランソワ1世の生涯の宿敵でありながら、フランス文化を、それ以上にパリの文化をこよなく愛し、18世紀の啓蒙時代には、プロイセン王国中興の祖であるフリードリヒ2世はヴォルテールと交流しパリから招き、また、ロシア帝国女帝エカチェリーナ2世はヴォルテールやドニ・ディドロと交流し、ディドロをパリから呼び寄せた。

## スポーツ
テニスのグランドスラム（4大大会）の一つ全仏オープンの開催地である。カーレースでは、以前はパリ＝ダカール・ラリーの発着地であった。陸上競技では、2003年世界陸上が開催された。またパリに限らないが、ペタンクも各地の街角で行われている。

### サッカー
パリで最も人気のサッカークラブはパリ・サンジェルマンである。リーグ・アン、クープ・ドゥ・フランス、クープ・ドゥ・ラ・リーグ、トロフェ・デ・シャンピオンでは、いずれの大会でも最多優勝を飾っている。
パリには他にも数多くのプロおよびアマチュアのサッカークラブがあり、パリFC、レッドスターFC93、スタッド・フランセ・パリ、UJAマッカビ・パリ・メトロポールなどが存在している。パリ16区内にあるスタジアムパルク・デ・プランスは、FIFAワールドカップやUEFA欧州選手権などでも使用されている。

### ラグビー
ラグビーのトップリーグトップ14所属のスタッド・フランセ・パリが本拠地にしている。同様にトップ14所属の強豪ラシン92は、パリ近郊ラ・デファンスを本拠地にしている。

### 自転車ロードレース
自転車ロードレースのツール・ド・フランスは毎年7月に開催されている。1975年以来シャンゼリゼ通りがゴール地点に設定されている。3月中旬にはパリ〜ニース、10月上旬にはパリ〜ツールも実施されている。

### オリンピック
パリでは過去に3回の夏季オリンピック（1900年パリオリンピック、1924年パリオリンピック、2024年パリオリンピック・パラリンピック）が行われている。2024年パリ大会はフランス国内での五輪開催としては、冬季オリンピックの1992年アルベールビルオリンピック以来32年ぶりの開催となった。